# République des Deux Nations
« Première République de Pologne » redirige ici. Pour les autres significations, voir République de Pologne ((homonymie).
1er juillet 1569 – 25 novembre 1795
(226 ans, 4 mois et 24 jours)
Entités précédentes :
- Royaume de Pologne
- Grand-duché de Lituanie

Entités suivantes :
- Royaume de Prusse
- Royaume de Galicie et de Lodomérie
- Empire russe

La république des Deux Nations (en polonais : Rzeczpospolita Obojga Narodów ; en latin : Res Publica Utriusque Nationis ; en lituanien : Abiejų Tautų Respublika) est de 1569 (signature de l'Union de Lublin le 1er juillet 1569) à 1795 un État formé par l'union du royaume de Pologne
(« la Couronne », Korona) et du grand-duché de Lituanie.
Pologne et Lituanie ont alors un monarque commun, élu à vie par une Diète commune.
Les deux nations ont dans cette sorte de fédération un statut égal, et chacune conserve ses propres institutions. Les finances, l'armée, les dignités du grand-duché (chancelier, hetman etc.) sont indépendants.
Sur le plan institutionnel, la république des Deux Nations est une monarchie élective, caractérisée par les limites imposées au pouvoir monarchique, encadrée par des lois renouvelées à chaque début de règne et soumise au contrôle de la Diète (Sejm), et par le rôle prédominant de la noblesse (szlachta), seule catégorie sociale ayant des droits politiques.
La république couvre les territoires actuels de la Pologne et d'une grande partie de l'Ukraine (royaume de Pologne), de la Lituanie, de la Biélorussie et de l'extrémité ouest de la Russie (grand-duché de Lituanie), de la Lettonie et d'une partie de l'Estonie (voïvodie de Livonie, qui relevait directement de la république). Comptant parmi les plus grands États d'Europe, il a résisté pendant deux siècles aux attaques de l'ordre Teutonique, de la Russie, de l'Empire ottoman et de l'Empire suédois.
Sur le plan linguistique, les langues officielles étaient le latin et le polonais. Le polonais était la langue commune de la noblesse et des personnes cultivées, mais les échanges quotidiens se faisaient dans les nombreuses langues vernaculaires : lituanien, ruthène (biélorusse et ukrainien), letton, prussien (jusqu'en 1600), bas allemand, yiddish, tatar et arménien.
Sur le plan religieux, la religion prédominante était le catholicisme, mais une partie des populations était catholique de rite grec ou orthodoxe, et il existait une minorité importante de protestants. La liberté religieuse avait été garantie par la confédération de Varsovie du 28 janvier 1573, mais au cours du temps, la tendance a été au durcissement en faveur du catholicisme. La république comptait aussi un grand nombre de juifs, qui y avaient trouvé refuge à la fin du Moyen Âge.
La république des Deux Nations est aussi remarquable pour avoir établi, en 1773, le plus ancien ministère de l'Éducation nationale (Komisja Edukacji Narodowej), et, quelques années plus tard, la seconde constitution en Europe et la troisième au monde après celles de Saint-Marin (1600) et des États-Unis (1787) : la Constitution du 3 mai 1791. Cette constitution, ainsi que la loi de 1573, sont inscrites dans le registre international « Mémoire du monde » de l'UNESCO.
La Constitution de 1791 n'a pas pu être appliquée très longtemps à cause de la guerre russo-polonaise de 1792. Elle a été abrogée de fait dès juillet 1792 et de droit en 1793. Peu après, à la suite du deuxième partage de la Pologne (1793), puis du troisième (1795), la république des Deux Nations a cessé d'exister, ses territoires ayant été intégralement annexés par la Russie, la Prusse et l'Autriche.
La république des Deux Nations est officiellement considérée comme la première république de Pologne, la République créée en 1918 ayant été appelée « Deuxième République ».

## Histoire

### La création (1569-1572)
La république des Deux Nations est une extension de l'union de Pologne-Lituanie, en place depuis le traité de Krewo de 1386, accord politique et dynastique entre la reine de Pologne, Hedwige d'Anjou (Jadwiga Andegaweńska) et le grand-duc de Lituanie, Ladislas II Jagellon (Władysław II Jagiełło, Jogaila Algirdaitis).
La création de la république des Deux Nations, actée par le traité d'union signé à Lublin en 1569, marque la fin du règne du dernier roi de la dynastie Jagellon, Sigismond II Auguste. Sa mort sans descendance en 1572 est suivie d'un interrègne de trois ans pendant lequel sont réalisés des ajustements au système constitutionnel établissant une monarchie élective et augmentant la puissance  à la noblesse. Ainsi, le XVIe siècle est considéré comme le Siècle d'or polonais.

### LeXVIIesiècle: apogée et début du déclin
Le nouvel État atteint son apogée dans la première moitié du XVIIe siècle. La république des Deux Nations évite de s'impliquer dans la guerre de Trente Ans (1618-1648), qui dévaste la majeure partie de l'Europe. Elle doit cependant défendre ses propres intérêts face à la Suède, à la Russie et aux vassaux de l'Empire ottoman ; elle mène même des offensives parfois victorieuses, par exemple contre la Russie lorsque les troupes du faux-Dimitri parviennent à occuper Moscou du 27 septembre 1610 au 4 novembre 1612, avant d’en être chassées par un soulèvement populaire.
La puissance de la république s'affaiblit progressivement au cours du XVIIe siècle. Un premier coup lui est porté en 1648 par le soulèvement de Khmelnitski, la plus grande rébellion cosaque de l'histoire. Ils demandent la protection du tsar de Russie en 1654. C'est le début de l'ingérence russe dans les affaires polonaises.
Un second coup lui est porté par l'invasion suédoise de 1655 (connue dans l'histoire de la Pologne comme « le Déluge », soutenue par les troupes du voïvode de Transylvanie, Georges II Rákóczi, et par celles de Frédéric Ier de Prusse, électeur de Brandebourg (dans le Saint-Empire) et duc de Prusse (donc vassal à ce titre du roi de Pologne).
Malgré cela, sous le règne de Jean III Sobieski, la république vient au secours de Vienne assiégée par les Turcs et les oblige à lever le siège. Ce combat victorieux contre l'offensive d'une puissance musulmane dans le centre de l'Europe vaut à la République le titre d'Antemurale Christianitatis (« rempart du christianisme »). C'est son dernier exploit militaire.

### La période des rois saxons (1697-1763)
À partir de la mort de Jean III en 1696, la république des Deux Nations devient un État soumis aux influences étrangères, celle des puissances voisines (Russie, Prusse, Autriche) ou plus lointaine (France). Le règne des rois saxons, Auguste II (1697-1704 et 1709-1733) et Auguste III (1733-1763), est synonyme d'une déliquescence de l’État que la déstabilisation du système politique mène au bord de l'anarchie.
Durant cette période, elle subit, au début de la grande guerre du Nord (1700-1721), une longue occupation suédoise, accompagnée de la mise en place d'un roi sous protectorat, Stanislas Leszczynski, de 1704 à 1709. La défaite de Charles XII de Suède face à la Russie de Pierre le Grand en 1709 permet le rétablissement d'Auguste II, mais comme protégé de la Russie.
L'interrègne de 1733 est marqué par un conflit entre le fils d'Auguste II (candidat de la Russie) et Stanislas Leszczynski (candidat de la France, sa fille Marie étant devenue reine de France en 1725) et aboutit à la guerre de Succession de Pologne, remportée, en Pologne, sans grande difficulté par la Russie.

### Le règne deStanislasIIet les partages de la Pologne (1764-1795)

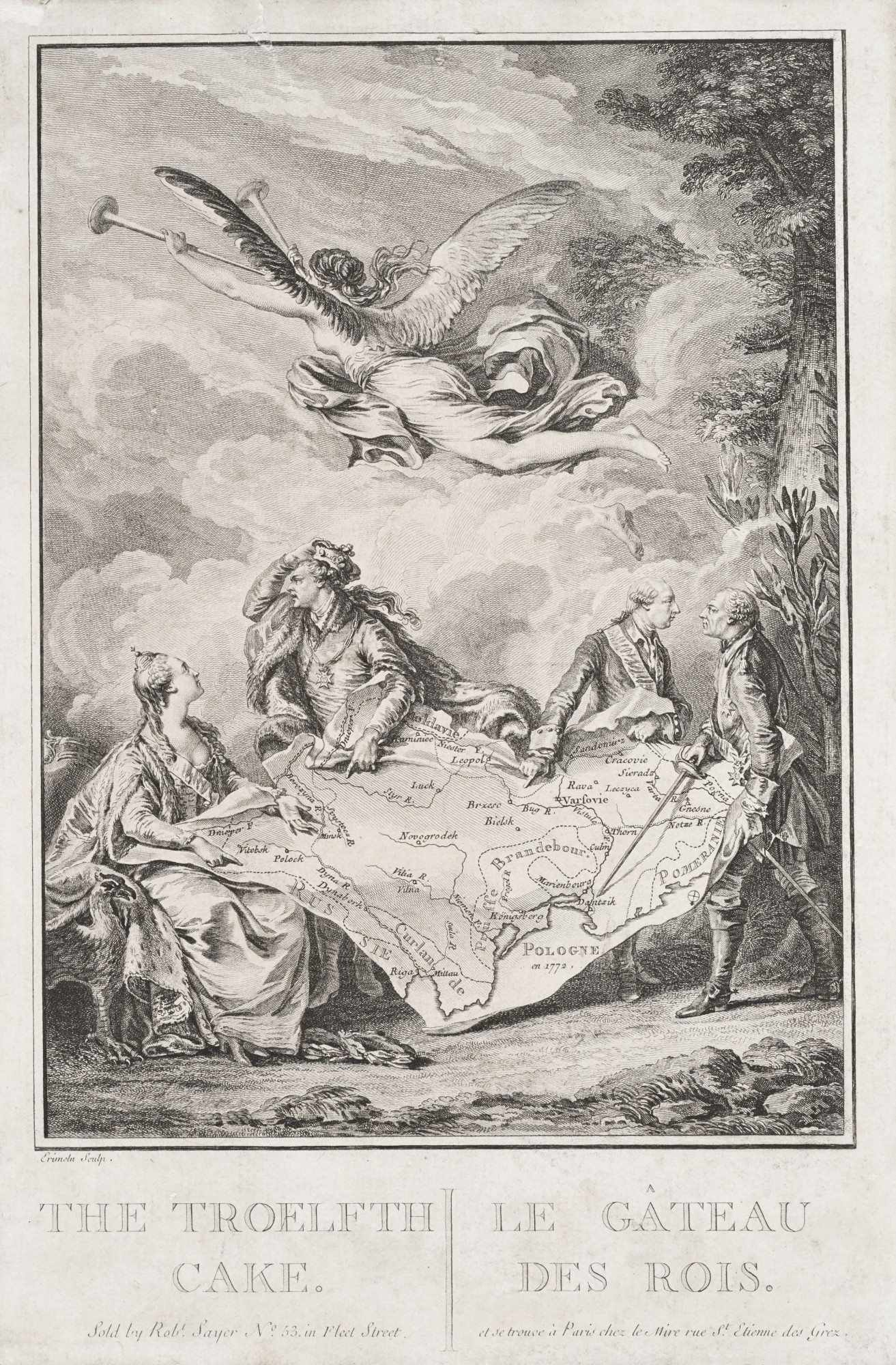
Le gâteau des rois, caricature d'époque représentant le premier partage de la Pologne.

La triste situation du pays amène des penseurs et des hommes politiques (dont la faction des princes Czartoryski, la Familia) à envisager des réformes de renforcement du pouvoir de l'État, afin d'échapper à l'emprise russe et à la menace prussienne.
Le début du règne du roi élu en 1764, Stanislas II Poniatowski est marqué par des réformes, annulées dès 1767 par la diète de Repnine (Repnine est l'ambassadeur de Russie à Varsovie) ; par la révolte nobiliaire de la confédération de Bar (1768-1772), dont l'échec est suivi par le premier partage de la Pologne (Russie, Prusse et Autriche) ; par de nouvelles réformes (notamment la création de la Commission de l'éducation nationale) qui trouvent leur sommet lors de la Grande Diète de 1788-1792. Ses travaux aboutissent à la Constitution polonaise du 3 mai 1791, qui met fin à l'élection royale et diminue les pouvoirs détenus par la noblesse.
Pour la Russie de Catherine II, c'est un casus belli : en 1792 a lieu la guerre russo-polonaise, remportée par la Russie, qui fait abroger la constitution ; accessoirement, la Prusse obtient un deuxième partage de la Pologne (avec la Russie) ; le dernier sursaut, l'insurrection de Kościuszko de 1794, aboutit au troisième partage (Russie, Prusse et Autriche), qui met fin à l'existence de la république des Deux Nations.

## Le territoire de la république

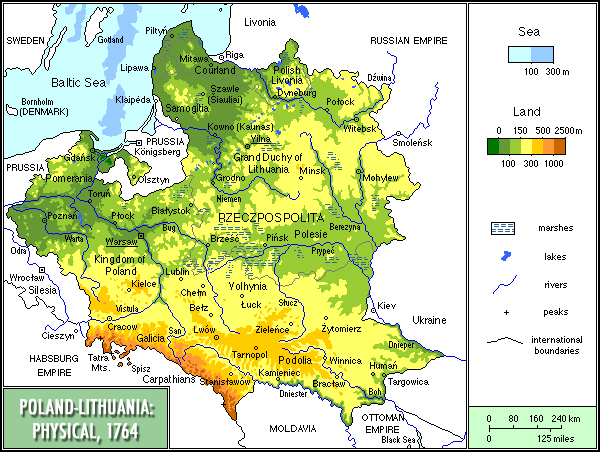
Carte topographique de la République des Deux Nations en 1764.

### Évolution générale

La république des Deux Nations de 1630 à 1795
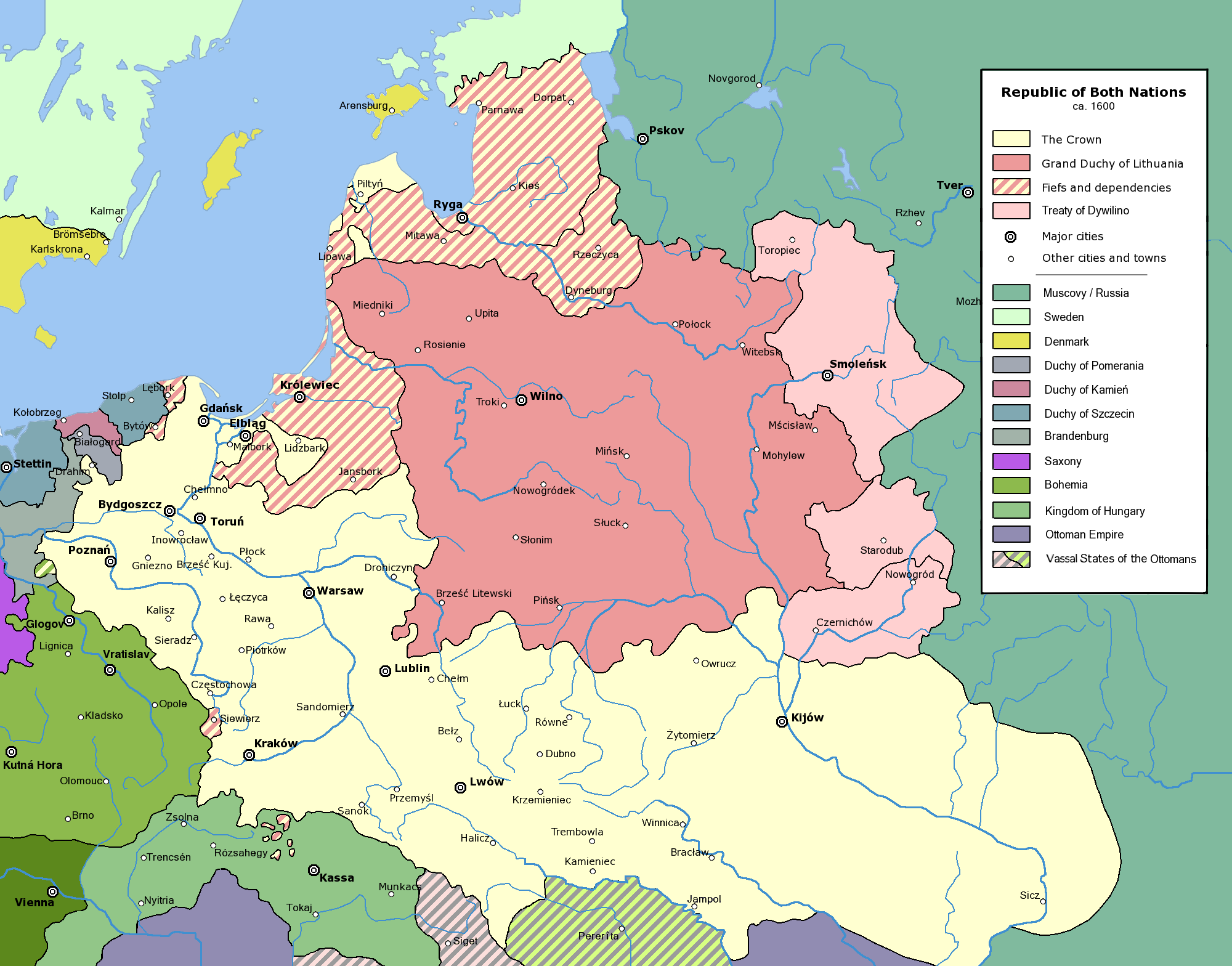
La république à son apogée vers 1630
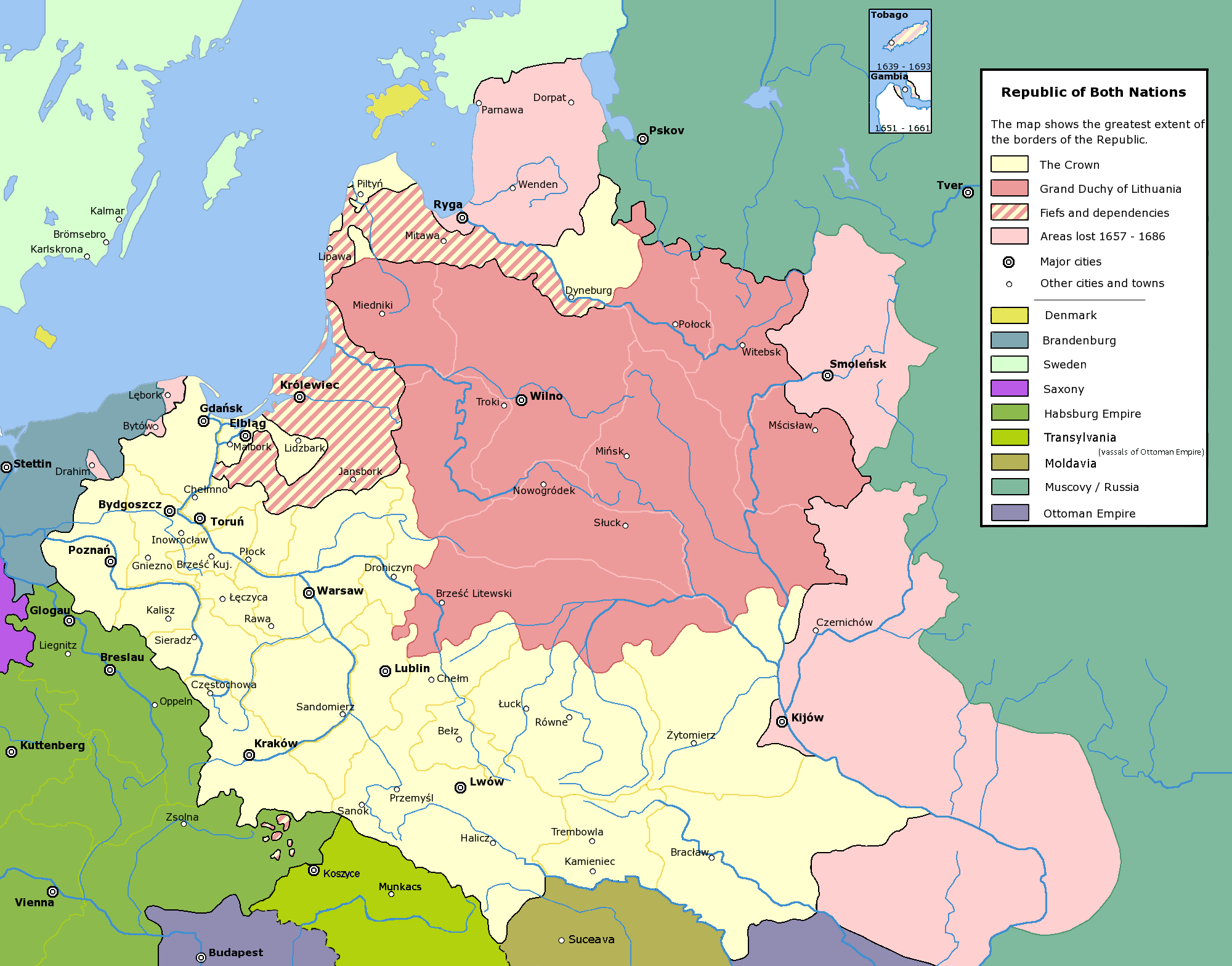
Pertes après le Déluge, l'invasion suédoise de 1655.
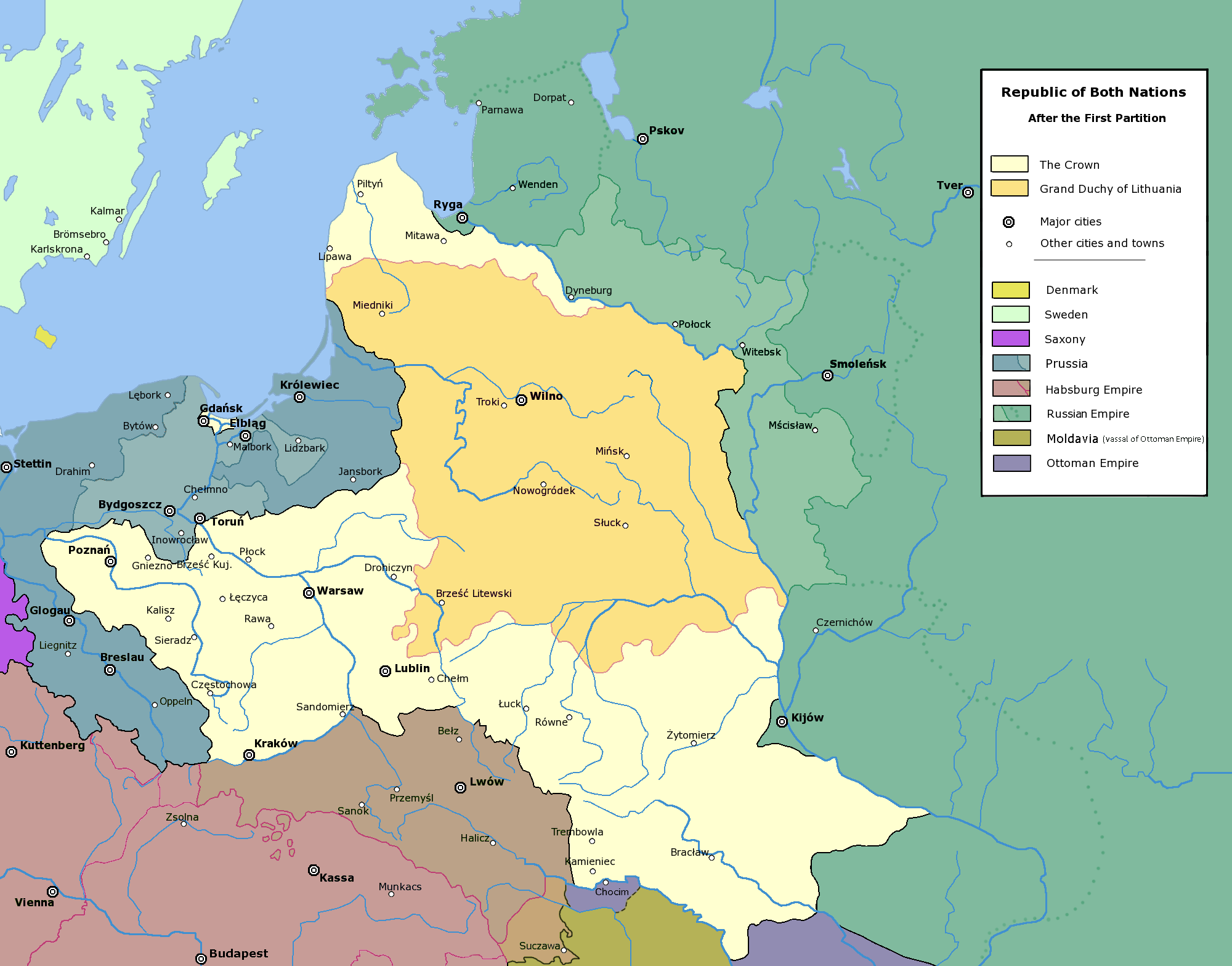
Premier partage (1772).
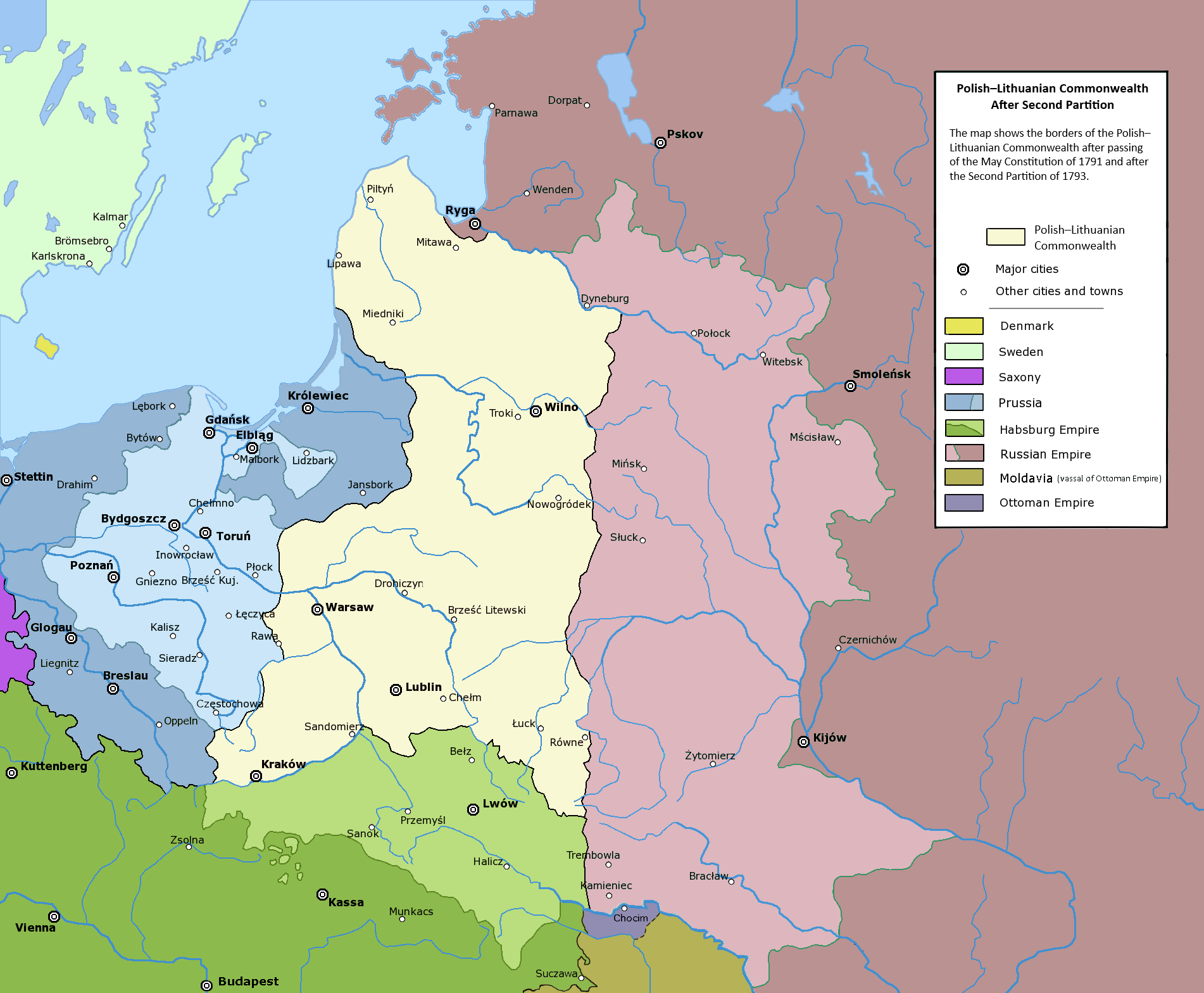
Deuxième partage (1793)
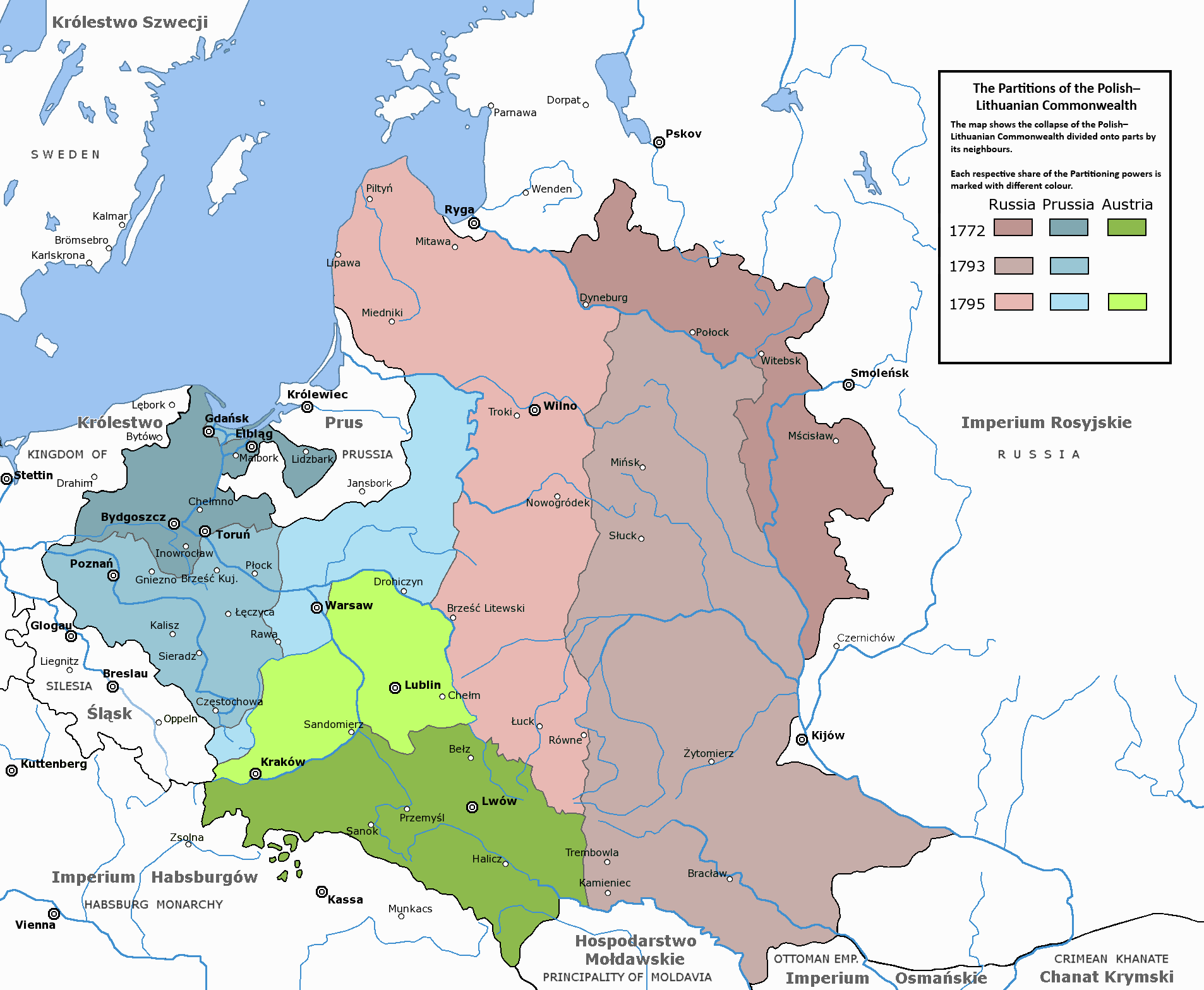
Troisième partage (1795)

- 1582 : après la paix de Jam Zapolski, la république des Deux Nations couvre approximativement 815 000 km2 avec une population de 6,5 millions d'habitants.
- 1618 : après la trêve de Deulino, la superficie est de 1 000 000 km2 et la population de 11 à 11,5 millions de personnes, dont environ 4,5 millions de Polonais au sens strict.
- 1655 : à la suite de l'invasion suédoise, la République a perdu :
  - la Livonie au nord de la Daugava, sauf la province de Latgale ;
  - la région russe de Smolensk ;
  - en Ukraine, la rive gauche du Dniepr, et la rive droite jusqu'à Targowica et Tchérine ; ainsi que Kiev et ses alentours.
- 1772 : la superficie initiale est de 733 000 km2 ; après le premier partage, elle est de 522 000 km2 : la Pologne perd 211 000 km2, répartis entre la Russie (92 000 km2 : région de Vitebsk et de Mscislaw, rive droite de la Daugava), la Prusse (36 000 km2 : Prusse royale, avec Dantzig) et l'Autriche (83 000 km2 : la « Galicie », avec Lwow).
- 1793 : la superficie initiale est de 522 000 km2 ; après le deuxième partage, elle est de 217 000 km2 : la Pologne perd 305 000 km2, répartis entre la Russie (une bande à l'est du pays) et la Prusse (la Posnanie).
- 1795 : la superficie initiale est de 217 000 km2 ; lors du troisième partage, l'Autriche reçoit 48 000 km2 (la Petite-Pologne, avec Cracovie et Lublin), la Russie 120 000 km2 (la Lituanie proprement dite et l'est du royaume de Pologne) et la Prusse 49 000 km2 (la Podlachie et la Mazovie, avec Varsovie).

### Le royaume de Pologne et le grand-duché de Lituanie

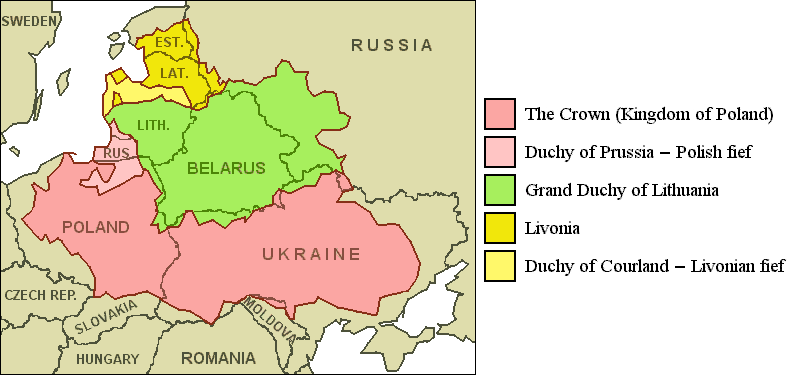
Territoire de la république des Deux Nations tel qu'il était en 1619, superposé aux frontières nationales actuelles.

Les territoires qui ont appartenu à la république des Deux Nations sont aujourd'hui répartis entre plusieurs pays d'Europe centrale et orientale : principalement la Pologne, la Lituanie, la Lettonie, l'Ukraine, la Biélorussie et la Russie, secondairement l'Estonie, la Slovaquie et la Moldavie.
La république des Deux Nations était principalement formée de deux entités réunies en 1569 : 
- le royaume de Pologne, aussi appelé « la Couronne » (Korona, par exemple, dans les fonctions : « hetman de la Couronne » (hetman koronny), « grand chancelier de la Couronne » (kanclerz wielki kononny)) ; la capitale du royaume de Pologne était Cracovie ;
- le grand-duché de Lituanie, dont la capitale était Wilno (actuelle Vilnius).

Le terme de « Pologne » est souvent utilisé pour désigner la république des Deux Nations tout entière (par exemple dans les formules « partages de la Pologne », guerre de Succession de Pologne), tandis que « Lituanie » désigne couramment le grand-duché (« hetman de Lituanie » , hetman litewski, « grand chancelier de Lituanie », kanclerz wielki litewski).
La capitale de la république est d'abord Cracovie, puis le siège du gouvernement est transféré à Varsovie, mais Cracovie reste capitale historique, en général lieu du couronnement des rois de Pologne.

### Provinces
La Couronne comprenait deux grandes provinces : 
- la Grande-Pologne (Wielkopolska), autour de Poznań, associée aux provinces de Mazovie, de Podlachie, etc. ;
- la Petite-Pologne (Małopolska), autour de Cracovie, associée aux territoires de la République situés en Ukraine.

Le grand-duché de Lituanie formait une troisième province.

### États vassaux

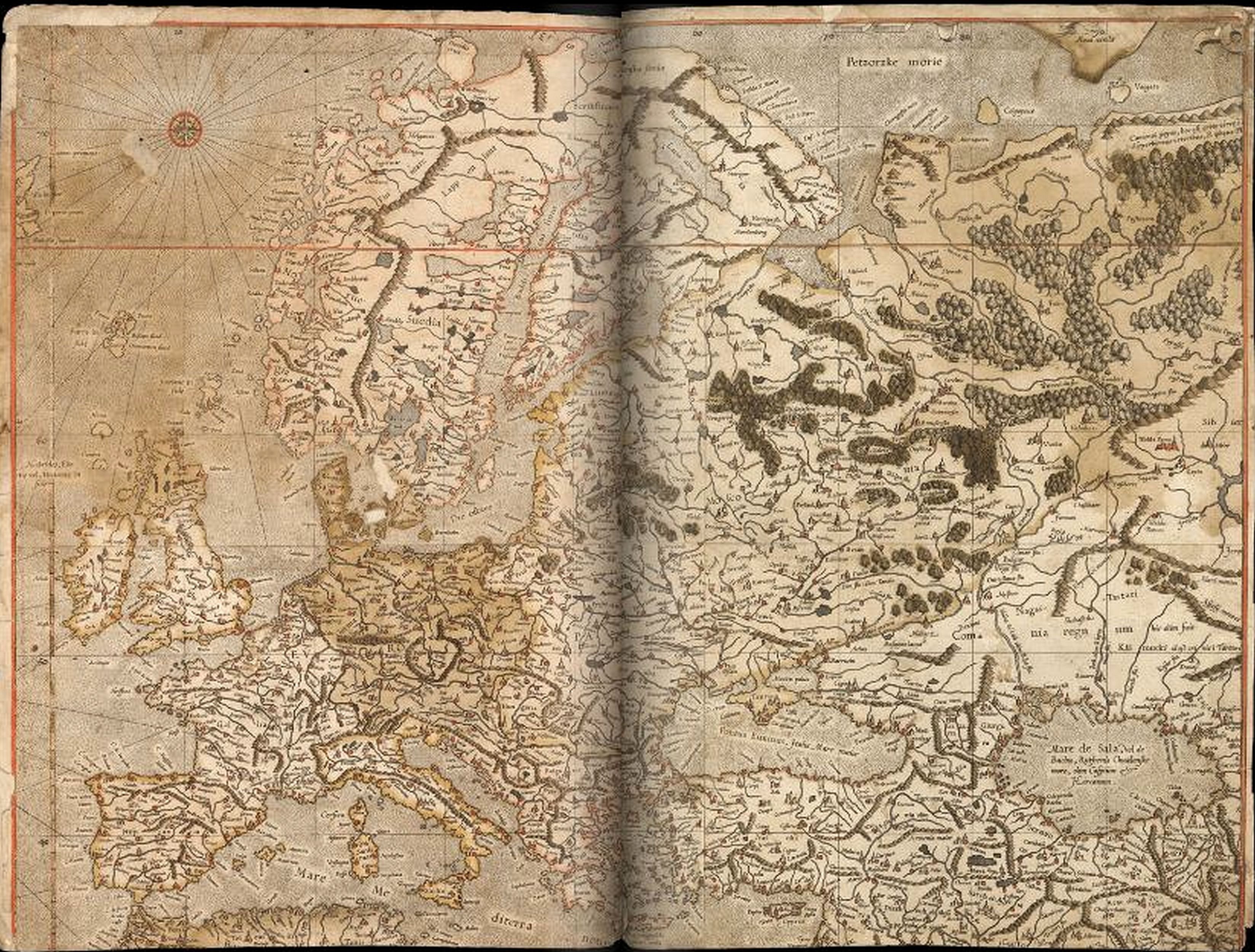
Carte de l'Europe au XVIe siècle par Gerardus Mercator.

D'autres régions historiques étaient inféodées à la république (c'est-à-dire que leurs détenteurs étaient vassaux du roi de Pologne, mais se succédaient selon les règles propres à ce territoire) :
- le duché de Prusse ou « Prusse ducale » (capitale : Königsberg) : issu du territoire détenu par l'ordre Teutonique, sécularisé en 1525 par son grand-maître, moyennant la reconnaissance de la suzeraineté du roi de Pologne ; cette vassalité dure jusqu'en 1660, et par la suite, le duché de Prusse sera érigé en « royaume de Prusse », associé à l'électorat de Brandebourg par union personnelle, puis formelle (il restera cependant extérieur au Saint-Empire) ; la Prusse royale (Prusy Królewskie), en revanche, est incorporée à la Couronne en 1569, au moment de la création de la République.
- le duché de Livonie (Inflanty), issu de la sécularisation de l'ordre de Livonie en 1561, situé au nord de la Daugava (Dvina) ; il sera annexé par la Suède en 1620, puis en 1660, puis par la Russie (1721) ;
- le duché de Courlande (Kurlandia), plus exactement « duché de Courlande et de Sémigallie », de même origine, situé juste au sud de la Dvina ;
- la Silésie (Śląsk) ne faisait pas partie de la République, mais de petits territoires appartenaient aux rois de la Pologne ; en particulier, les rois de la dynastie Vasa étaient ducs d'Opole de 1645 à 1666.

En outre, un pays orthodoxe, le voïvodat de Moldavie, gouverné par des hospodars élus par les boyards locaux, a été à deux reprises (1387-1455 et 1597-1623) vassal de la Couronne polonaise, en concomitance avec la couronne hongroise puis avec la « Sublime Porte » ottomane. C'était ainsi une « principauté-tampon » entre ses voisins, par laquelle ceux-ci pouvaient commercer et négocier même lorsqu'ils étaient en guerre. Traditionnellement, les boyards et lettrés moldaves tels Miron Costin ou Grigore Ureche, faisaient leurs études chez les jésuites de Bar en Pologne (aujourd'hui en Ukraine),.
La création d'un duché de Ruthénie fut envisagée à différentes époques, particulièrement en 1648 pendant l'insurrection cosaque contre la souveraineté polonaise en Ukraine. Le duché, comme cela a été proposé dans le traité de Hadiach en 1658, aurait été un membre de la République, qui serait devenu une république tripartite Pologne-Lituanie-Ruthénie ou république des Trois Nations, mais en raison de l'opposition de la szlachta, des souvenirs de l'invasion moscovite et la division parmi les Cosaques, le projet n'a jamais abouti, tout comme d'ailleurs, les projets de république de Pologne-Lituanie-Moscovie durant la guerre de Pologne-Moscovie de 1605-1618, lorsqu'un prince polonais (futur roi Ladislas IV Vasa) fut brièvement élu tsar de Moscovie.

### Colonies
La noblesse polonaise s'est intéressée à la possibilité d'obtenir des colonies dès le milieu du XVIe siècle. Dans un accord signé avec le roi Henri de Valois (les articles henriciens, qui listaient les conditions nécessaires à son accession au trône de Pologne), les nobles polonais obtinrent la permission de s'installer dans certains territoires d'outre-mer du royaume de France. Cependant, lorsque Henri décida d'abandonner la Pologne pour devenir roi de France, l'idée fut abandonnée.
La République des Deux Nations n'eut donc pas à proprement parler d'empire colonial. Ce qui s'en rapproche de plus fut la colonisation courlandaise : le duché de Courlande, fief de la république des Deux Nations, se dote en effet au XVIIe siècle de quelques colonies, sous l'impulsion du duc Jacob Kettler. Kettler suggère en 1647 au roi Ladislas IV Vasa la création d'une société commerciale polono-courlandaise commune, qui serait active en Inde. Le roi, malade, n'est pas cependant pas intéressé, et Kettler décida donc d'agir de son propre chef. La Courlande se dote de quelques colonies et comptoirs en Afrique de l'Ouest et dans les Caraïbes.

### Géographie de la république
Au XVIe siècle, l'évêque et cartographe polonais Martin Kromer a publié un atlas intitulé : Pologne : de Son Emplacement, Ses Gens, Sa Culture, Ses Administrations et la République polonaise, qui a été considéré comme le guide le plus complet sur le pays.
Les travaux de Kromer et des autres cartographes contemporains, tels que Gerardus Mercator, montraient la République comme étant surtout composée de plaines. La partie sud-est était célèbre pour ses steppes. Les montagnes des Carpates formaient la frontière méridionale, avec plus haut, la chaîne des Tatras, et la Baltique formait la frontière septentrionale. Comme la plupart des pays européens de ce temps, la République avait une vaste couverture forestière, surtout à l'est. Aujourd'hui, les restes de la forêt de Białowieża constituent la dernière forêt primaire d'Europe.
La Couronne avait une population deux fois plus importante que la Lituanie et cinq fois plus de ressources financières.

## L'organisation administrative des territoires: liste des voïvodies
Le territoire de la République était divisé en unités administratives appelée voïvodies. (Quelques sources utilisent encore le terme ancien calqué du latin : palatinat plutôt que voïvodie.)
Chaque voïvodie était gouvernée par un voïvode (palatin). Chaque voïvodie était elle-même divisée en châtellenies dirigées par les castellans (châtelains).

### Grande-Pologne

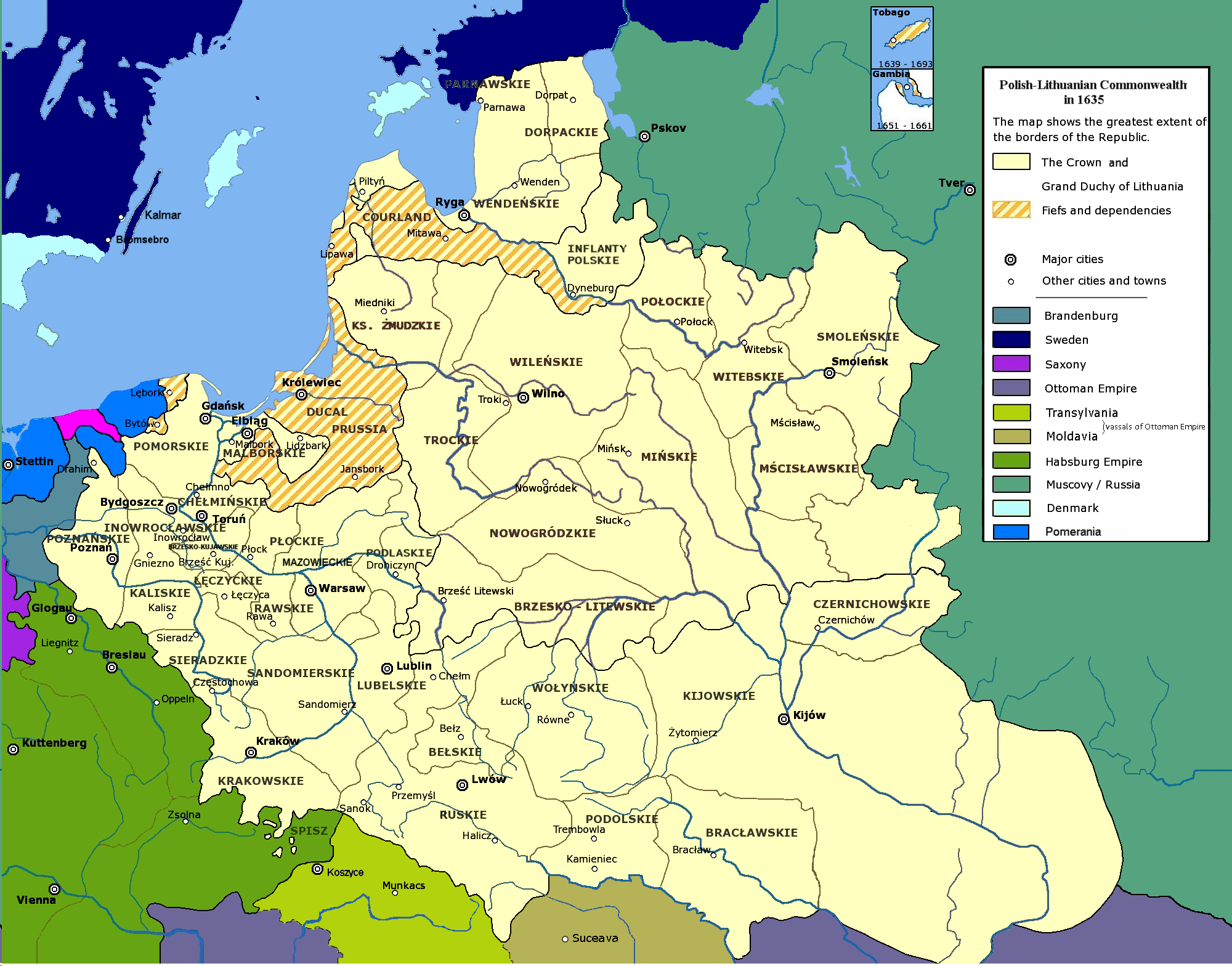
Voïvodies de la république des Deux Nations.

- Voïvodie de Brześć Kujawski (en) (województwo brzesko-kujawskie, Brześć Kujawski)
- Voïvodie de Gniezno (województwo gnieźnieńskie, Gniezno) à partir de 1768
- Voïvodie d'Inowrocław (en) (województwo inowrocławskie, Inowrocław)
- Voïvodie de Kalisz (województwo kaliskie, Kalisz)
- Voïvodie de Łęczyca (en) (województwo łęczyckie, Łęczyca)
- Voïvodie de Mazovie (województwo mazowieckie, Mazowsze, Varsovie) constituée de :
  - Région de Ciechanów (pl) (ziemia ciechanowska, Ciechanów)
  - Région de Czersk (en) (ziemia czerska, Czersk)
  - Région de Liw (en) (ziemia liwska, Liw)
  - Région de Łomża (en) (ziemia łomżyńska, Łomża)
  - Région de Nur (en) (ziemia nurska, Nur)
  - Région de Różan (en) (ziemia różańska, Różan)
  - Région de Varsovie (en) (ziemia warszawska, Varsovie)
  - Région de Wizna (en) (ziemia wiska, Wizna)
- Voïvodie de Płock (województwo płockie, Płock) constituée de :
  - Région de Wyszogród (en) (ziemia wyszogrodzka, Wyszogród)
  - Région de Zawkrze (ziemia zawkrzeńska, Zawkrze (en))
- Voïvodie de Podlachie (województwo podlaskie, Drohiczyn) constituée de :
  - Région de Bielsk (en) (ziemia bielska, Bielsk)
  - Région de Drohiczyn (en) (ziemia drohicka, Drohiczyn)
  - Région de Mielnik (en) (ziemia mielnicka, Mielnik)
- Voïvodie de Poméranie (Skarszewy)
  - Comté de Człuchów, (Powiat Człuchowski), Człuchów
  - Comté de Gdańsk, (Powiat Gdański), Gdańsk
  - Comté de Kościerzyna cierzyna, (Powiat Kościerzyński), Kościerzyna
  - Comté de Mirachowo, (Powiat Mirachowski), Mirachowo
  - Comté de Nowe, (Powiat Nowski), Nowe
  - Comté de Puck, (Powiat Pucki), Puck
  - Comté de Skarszewy, (Powiat Skarszewski), Skarszewy
  - Comté de Stargard, (Powiat Starogrodzki) Starogard Gdański
  - Comté de Świecie, (Powiat Świecki), Świecie
  - Comté de Tczew, (Powiat Tczewski), Tczew
  - Comté de Tuchola, (Powiat Tucholski), Tuchola
  - Districts de Lauenburg et de Bütow (Lębork et Bytów) (de 1637 à 1657)
- Voïvodie de Poznań (województwo poznańskie, Poznań)
- Voïvodie de Rawa (województwo rawskie, Rawa) constituée de :
  - Région de Rawa (en) (ziemia rawska, Rawa)
  - Région de Gostyń (ziemia gostyńska, Gostyń)
  - Région de Sochaczew (en) (ziema sochaczewska, Sochaczew)
- Voïvodie de Sieradz (województwo sieradzkie, Sieradz)
  - Région de Dobrzyń (ziemia dobrzyńska, Dobrzyń)
  - Région de Michałów (pl) (ziemia michałkowicka, Michałów)
  - Région de Wieluń (en) (ziemia wieluńska, Wieluń)
  - Région de Wschowa (en) (ziema wschowska, Wschowa)

### Petite-Pologne(et territoires d'Ukraine)
- Voïvodie de Bełz (województwo bełzkie, Bełz)
- Voïvodie de Bracław (województwo bracławskie, Bracław)
- Voïvodie de Czernihów (województwo czernihowskie, Czernihów)
- Voïvodie de Kiev (województwo kijowskie, Kiev)
- Voïvodie de Cracovie (województwo krakowskie, Cracovie)
- Voïvodie de Lublin (województwo lubelskie, Lublin)
- Voïvodie de Podolie (województwo podolskie, Kamenets-Podolski)
- Voïvodie de Ruthénie (województwo ruskie, Lwów)
- Voïvodie de Sandomir (województwo sandomierskie, Sandomierz)
- Voïvodie de Wolhynie (województwo wołyńskie, Łuck)
  - Région de Halicz (ziemia halicka, Halytch)
  - Région de Lwów (en) (ziemia lwowska, Lwów)
  - Région de Przemyśl (en) (ziemia przemyska, Przemyśl)
  - Région de Sanok (en) (ziemia sanocka, Sanok)
- Duché de Sievers (księstwo siewierskie, Siewierz)
- Région de Chełm (en) (ziemia chełmska, Chełm)
- Principauté de Oświęcim et Zator (Oświęcim, Zator)

### Grand-duché de Lituanie
- Duché de Samogitie (principauté de Żmudź, księstwo żmudzkie, Miedniki-Wornie)
- Voïvodie de Brest-Litovsk (województwo brzeskolitewskie, Brest-Litovsk (Brześć Litewski)
- Voïvodie de Mstislaw (województwo mścisławskie, Mścisław)
- Voïvodie de Minsk (województwo mińskie, Minsk)
- Voïvodie de Nowogródek (województwo nowogrodzkie, Nowogródek)
- Voïvodie de Polotsk (województwo połockie, Polotsk)
- Voïvodie de Smolensk (województwo smoleńskie, Smolensk)
- Voïvodie de Troki (województwo trockie, Troki)
- Voïvodie de Vilnius (województwo wileńskie, Vilna)
- Voïvodie de Vitebsk (województwo witebskie, Vitebsk)

### Prusse royale
La Prusse royale est issue d'un démembrement du territoire des chevaliers Teutoniques en 1466 (traité de Thorn), à la suite de la guerre de Treize Ans : uni au royaume de Pologne, ce territoire de tradition germanique est divisé de la façon suivante :
- Principauté de Varmie (księstwo warmińskie), chef-lieu : Lidzbark Warmiński (en allemand : Hellsberg) ; il s'agit d'une principauté ecclésiastique, l'évêque étant en même temps prince temporel de son diocèse, statut qu'il avait déjà à l'époque des chevaliers ;
- Voïvodie de Culm (en) (województwo chełmińskie), Chełmno (Culm ou Kulm)
- Voïvodie de Marienbourg (województwo malborskie), Malbork (Marienburg, francisé en Marienbourg)
- Voïvodie de Poméranie (województwo pomorskie), Gdańsk (Danzig, francisé en Dantzig)

### Duché de Livonie
- Duché de Courlande et Sémigalie (księstwo Kurlandii i Semigalii, Mitawa)
- Voïvodie de Dorpat (en) (województwo dorpackie, Tartu (Dorpat) de 1598 vers 1620
- Voïvodie d'Inflanty (województwo inflanckie, Daugavpils (Dyneburg)) vers 1620
- Voïvodie de Parnawa (en) (województwo parnawskie, Parnawa) de 1598 vers 1620
- Voïvodie de Wenden (en) (województwo wendeńskie, Wenden) de 1598 vers 1620

## Les institutions
La République polono-lituanienne est fondée sur un système étatique insolite à cette époque, bien qu'on trouve des systèmes politiques similaires dans les cités-États du Moyen Âge, comme la république de Venise.
Alors que la plupart des pays européens tendent vers la monarchie absolue et subissent les guerres de religion et les guerres dynastiques, la république des Deux Nations expérimente la décentralisation, le parlementarisme, la tolérance religieuse et même le pacifisme, ce qui la distingue profondément des pays d'Europe occidentale.

### Les lois fondamentales

#### La constitutionNihil novi(1505)

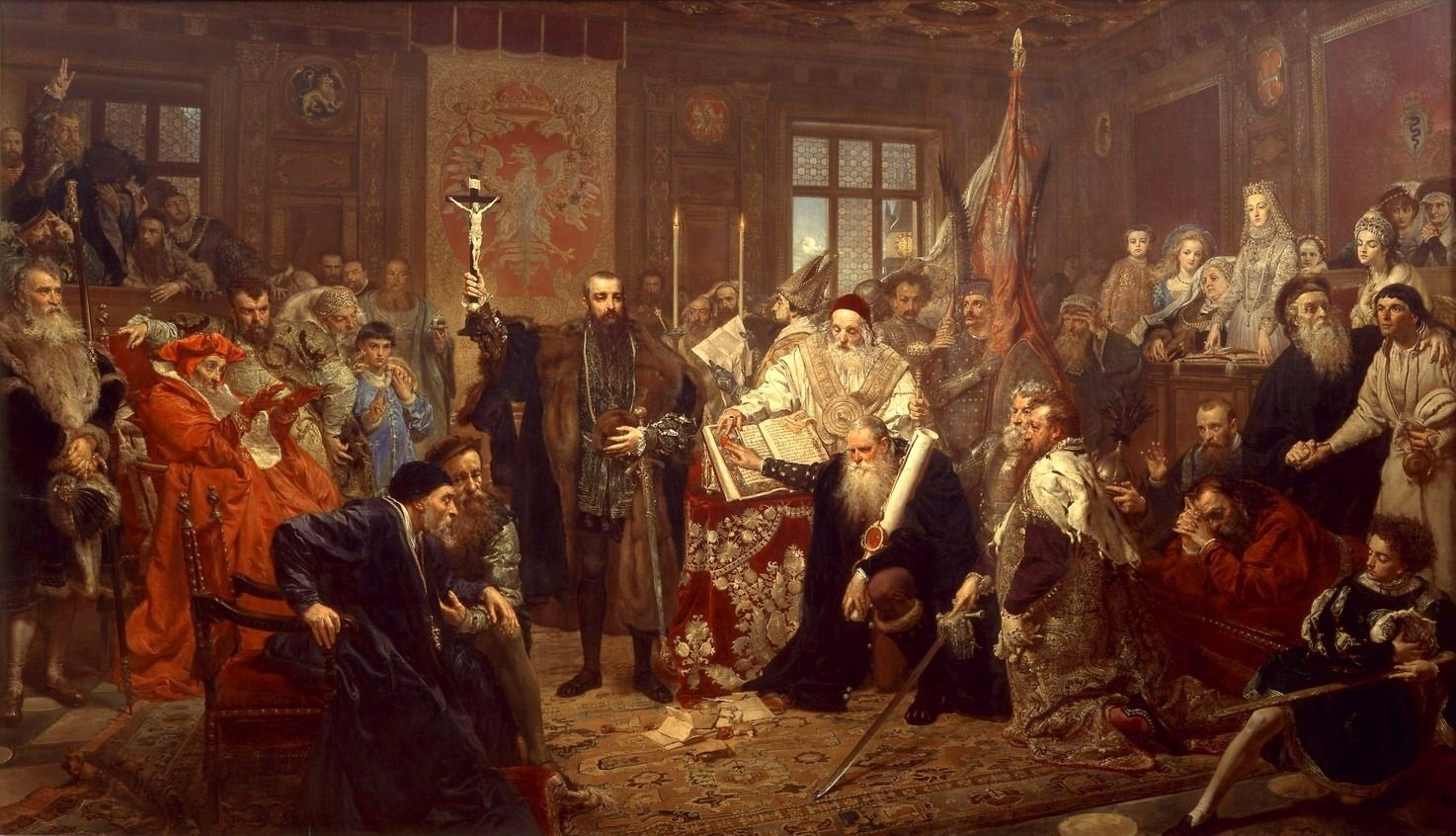
L’Union de Lublin de 1569
huile sur toile de Jan Matejko, 1869, musée national de Varsovie.

La doctrine politique de la république des Deux Nations a été parfaitement résumée par le grand chancelier et grand hetman de la Couronne, Jan Zamoyski (1542-1605) : « Rex regnat et non gubernat » (« Le roi règne et ne gouverne pas »).
Cette doctrine a été mise au point en 1505, donc avant la création de la république des Deux Nations par la noblesse polonaise lors de la diète de Radom, durant laquelle a été votée la constitution Nihil novi, dont le paragraphe principal stipule que : « Rien de nouveau ne pourra être décrété par Nous [c'est-à-dire le roi] et par Nos successeurs, en ce qui concerne le droit en général et la liberté publique, sans le consentement commun des sénateurs et des députés ». Elle stipule donc que le pouvoir législatif appartient à la Diète, composée de la Chambre des députés (Izba poselska), du Sénat (Senat) et du roi.
Elle exclut de la diète les délégués du clergé et des villes, à l'exception des représentants de Cracovie, et postérieurement de ceux de Wilno et de Lwów, mais sans droit de vote.
Elle interdit à la noblesse de se livrer aux occupations généralement pratiquées par la bourgeoisie, c'est-à-dire le commerce et l'industrie, à l'exception du commerce des céréales et du bétail.

#### L'acte de laconfédération de Varsovie(28 janvier 1573)
Après la mort du dernier roi Jagellon, la noblesse polonaise réunie à Varsovie se forme en confédération et vote deux principes pour le gouvernement du pays :
- le caractère électif de la monarchie polonaise ;
- le respect de la tolérance religieuse et le refus de toute guerre de religion.

L'acte de confédération ainsi établi va ensuite être légalisé par la diète et entrer dans le texte que devra jurer le roi élu avant d'être couronné.

#### LesArticles henriciens(septembre 1573) et lesPacta Conventa
Un peu plus tard, après que la diète a choisi pour roi le prince français Henri de Valois, elle rédige un texte en 21 articles qui doit lui être soumis : les Articles henriciens, qui incluent les stipulations de l'acte de la confédération de Varsovie.
Par la suite, les Articles henriciens sont soumis à tous les rois élus, mais des dispositions plus spécifiques peuvent être ajoutées, appelées Pacta Conventa (« conventions »).
Les Articles henriciens de 1573 et les Pacta Conventa étaient le cadre légal et la base du système politique de la République. Ils incluaient aussi des garanties de liberté religieuse sans précédent, stipulées dans l'acte de Confédération de Varsovie de 1573. De facto, ils constituaient une constitution qui garantissait :
- l’élection libre et directe du roi par tous les nobles souhaitant y participer ;
- la tenue de la Diète tous les deux ans, la Diète étant la seule à pouvoir valider toute création d'impôts ou de nouvelles taxes, déclarer la guerre ou conclure la paix ;
- le droit de la noblesse de former une rébellion (rokosz) contre un roi qui violerait ses libertés ;
- le droit de veto individuel, liberum veto (« j'interdis librement »), que chaque député à la Diète peut opposer à une résolution commune ;
- la Confédération, permettant de former une organisation dans un but politique.

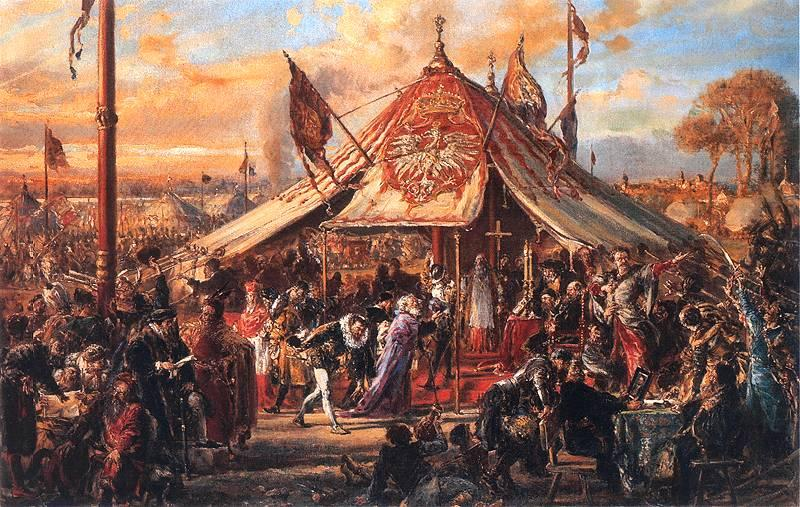
La République au zénith de sa puissance. Liberté dorée. L'élection du roi de 1573, par Jan Matejko.

Ainsi ce système politique vit la prédominance de la noblesse sur les autres classes sociales et sur la monarchie, avec la disparition de la dynastie jagellonne en 1572,

### Organisation du gouvernement

#### Le roi
La doctrine politique de la République des Deux Nations était résumée par la formule : « Notre État est une république sous la présidence du roi ». Le chancelier Jan Zamoyski illustra cette idée en déclarant : Rex regnat et non gubernat (« Le roi règne mais ne gouverne pas »). La République disposait d'un parlement, le Sejm, ainsi que d'un Sénat et d'un roi élu. Le roi était tenu de respecter les droits des citoyens définis dans les Articles henriciens ainsi que dans les pacta conventa, des engagements négociés au moment de son élection.
Liste des rois de Pologne et grands-ducs de Lituanie
- Sigismond II Auguste (roi 1548-1572)
- Henri de Valois (roi 1572-1575)
- Anne Jagellon (reine 1575-1587)
- Étienne Báthory (roi conjointement avec son épouse Anne Jagellon 1576-1586)
- Sigismond III Vasa (roi 1587-1632)
- Ladislas IV Vasa (roi 1632-1648)
- Jean II Casimir Vasa (roi 1648-1668, abdique)
- Michel Korybut Wiśniowiecki (roi 1669-1673)
- Jean III Sobieski (roi 1674-1696)
- Auguste II le Fort (roi 1697-1706, 1709-1733), également électeur de Saxe (sous le nom de Frédéric-Auguste Iᵉʳ)
- Stanislas Ier Leszczyński (roi 1706-1709, 1733-1736)
- Auguste III (roi 1733-1763), également électeur de Saxe (sous le nom de Frédéric-Auguste II)
- Stanislas II (Auguste Poniatowski, roi 1764-1795, abdique)

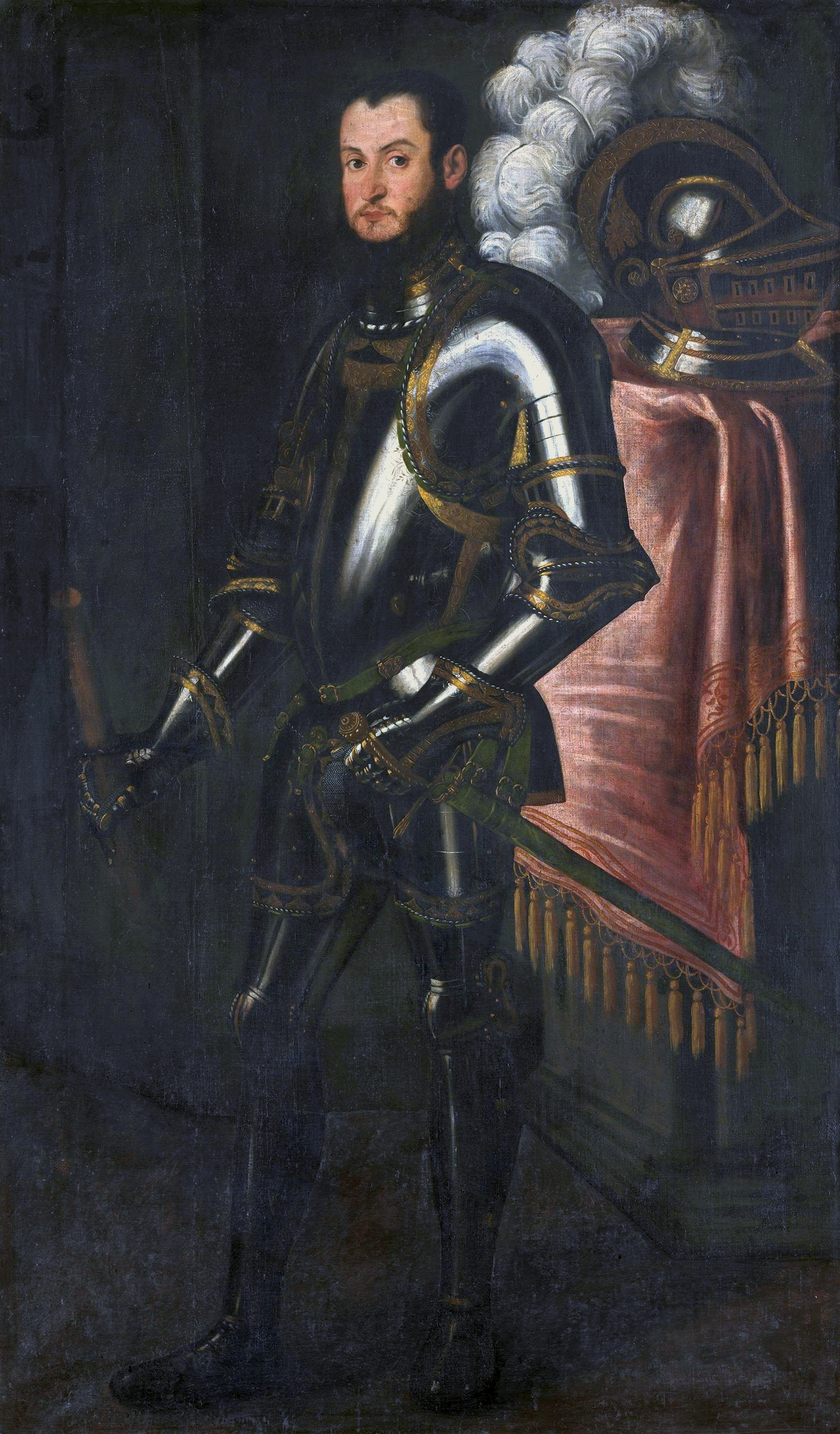
Sigismond II Auguste
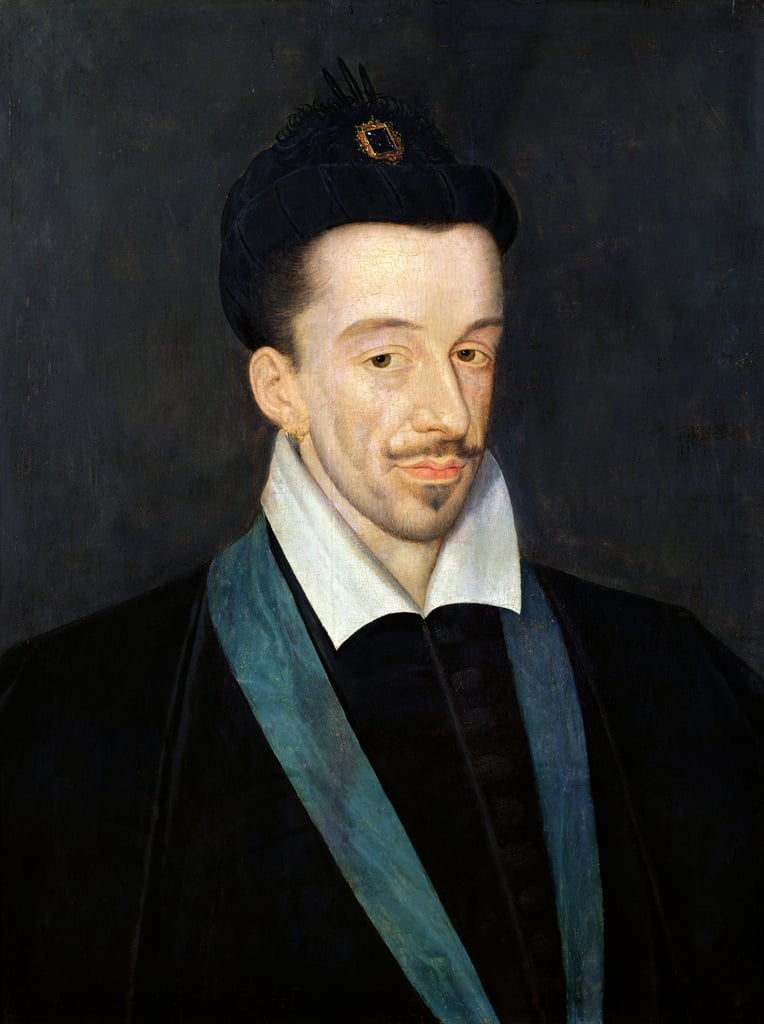
Henri de Valois
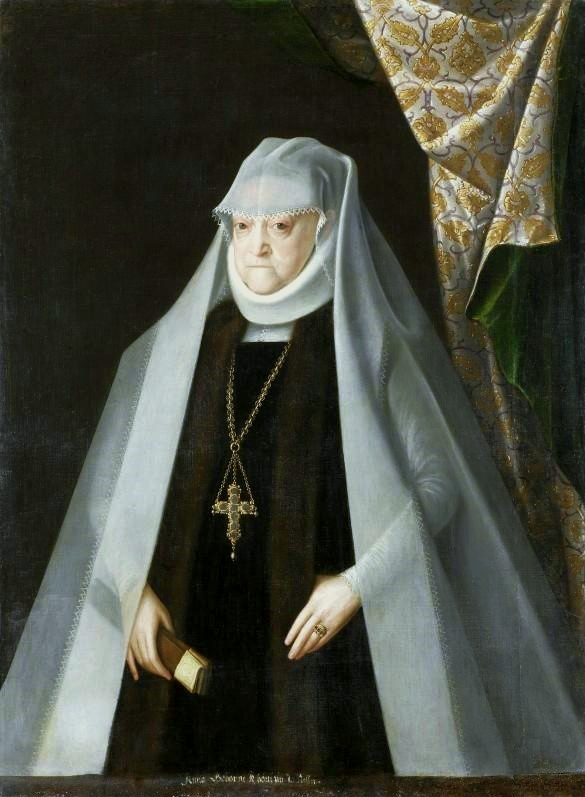
Anne Jagellon
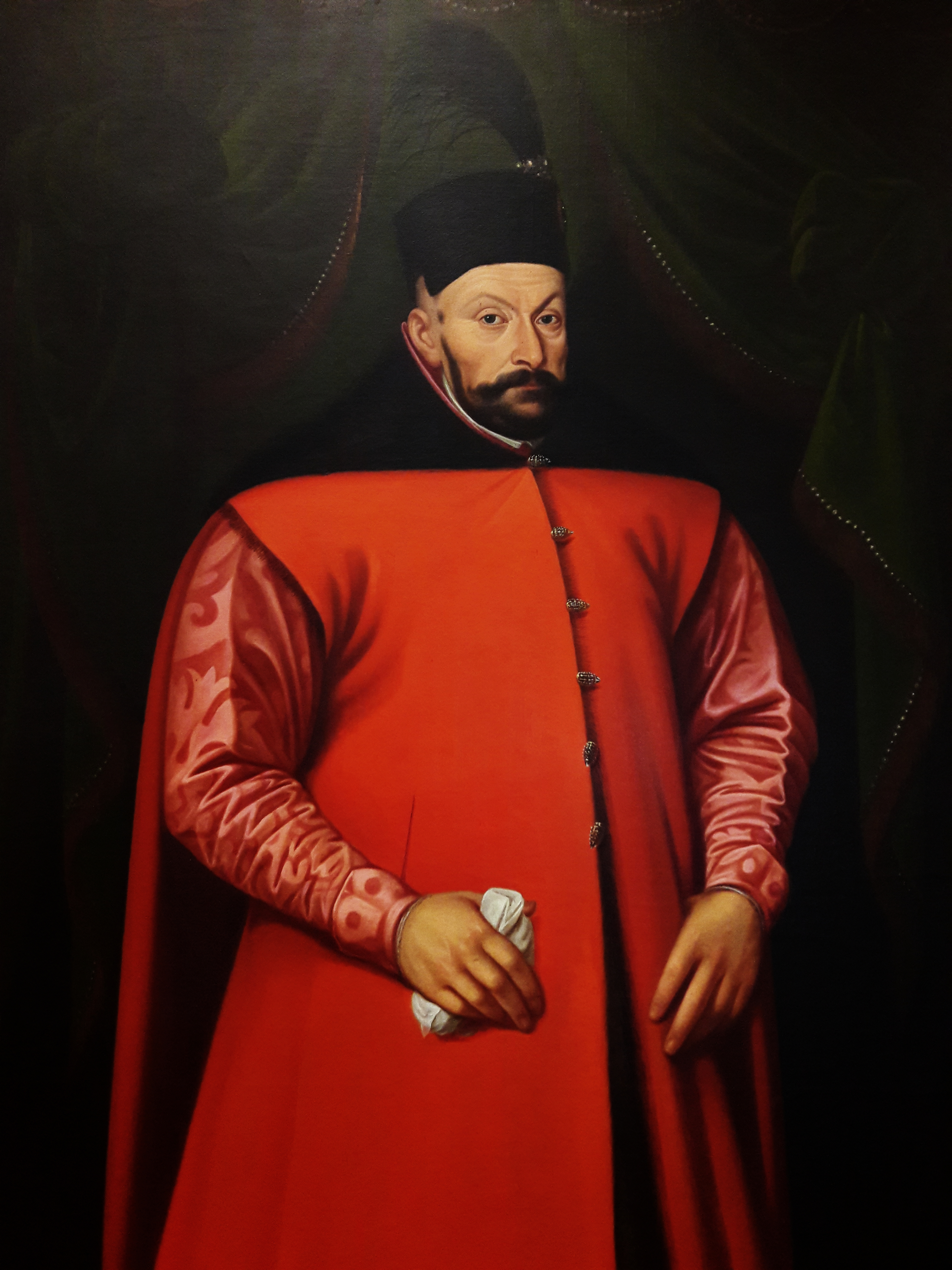
Étienne Báthory
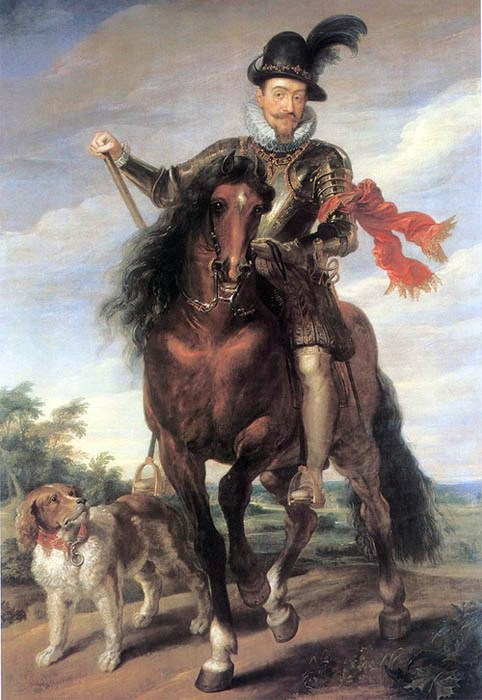
Sigismond III Vasa
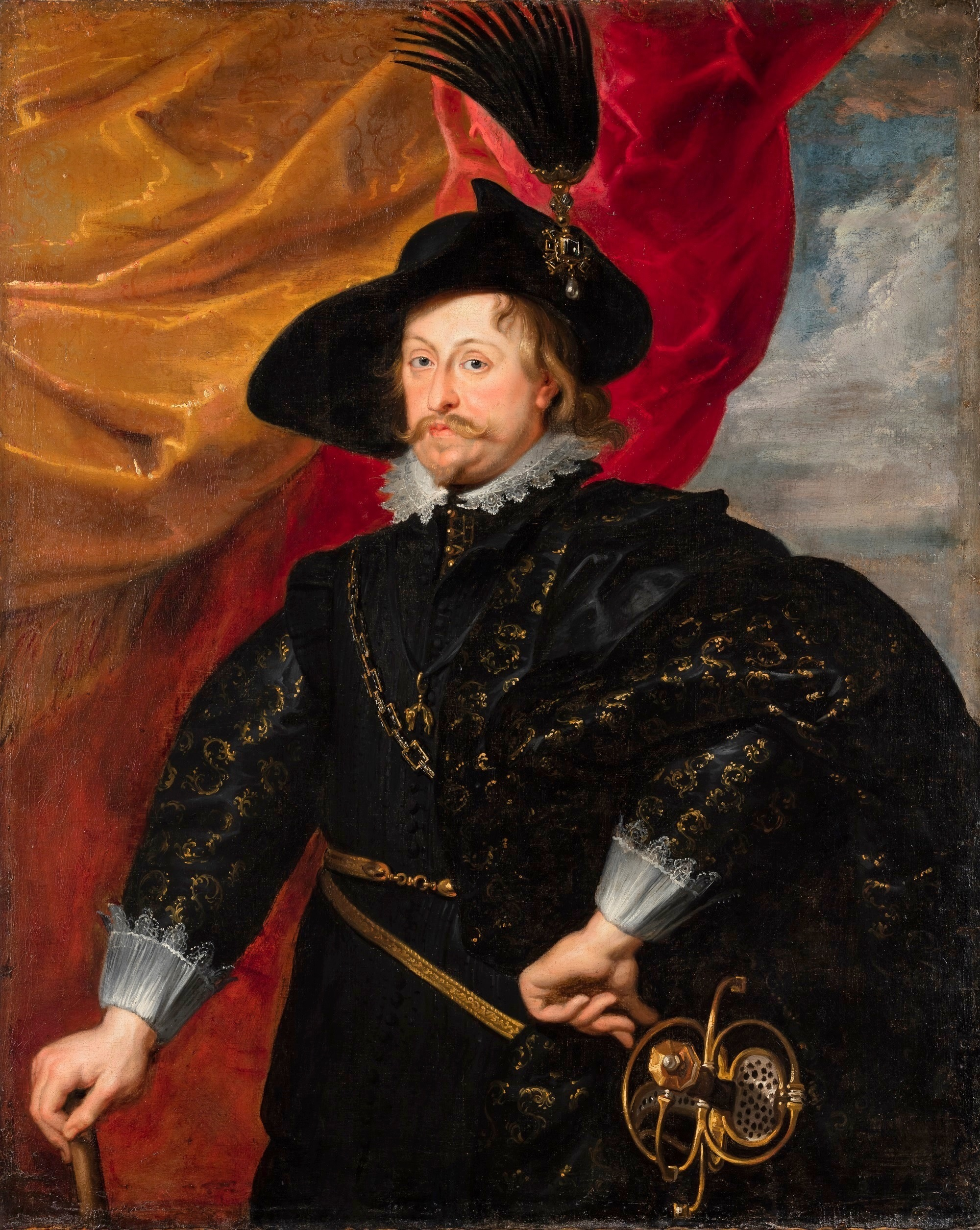
Ladislas IV Vasa
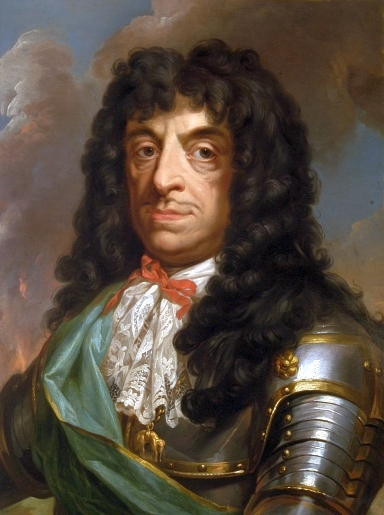
Jean II Casimir Vasa
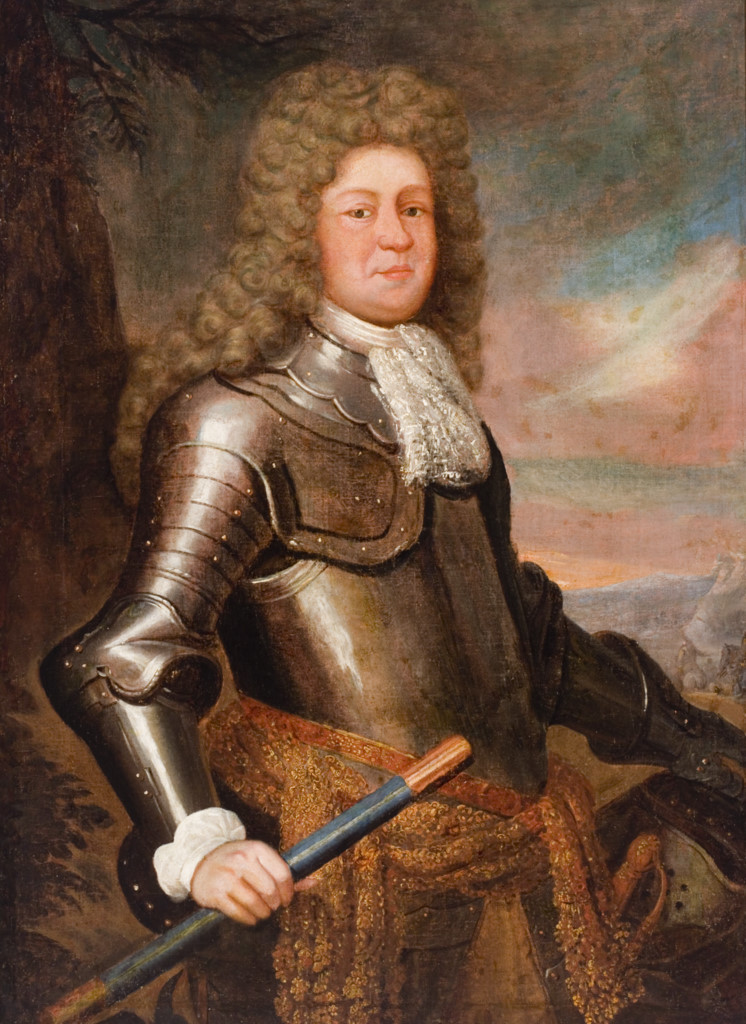
Michel Korybut Wiśniowiecki
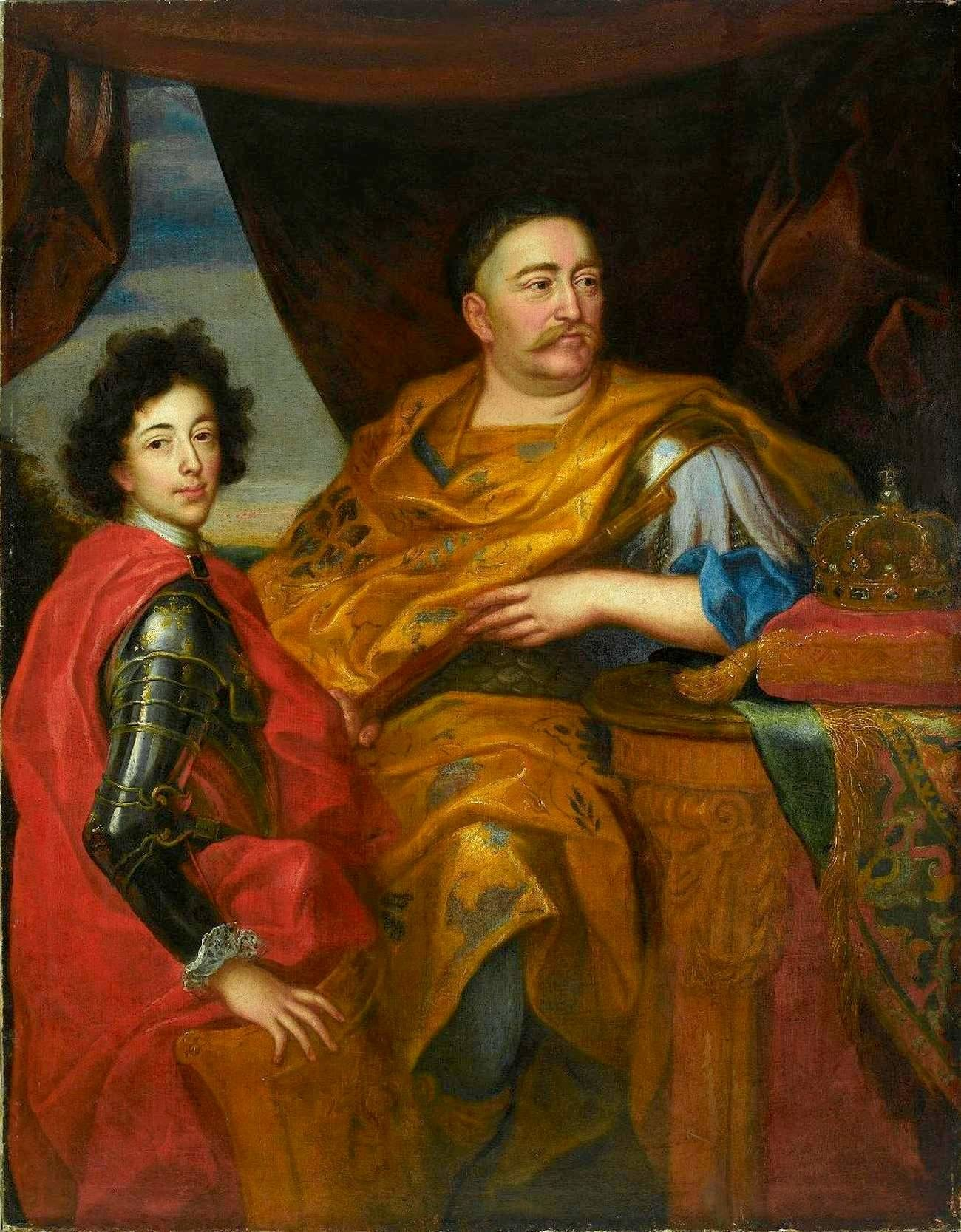
Jean III Sobieski
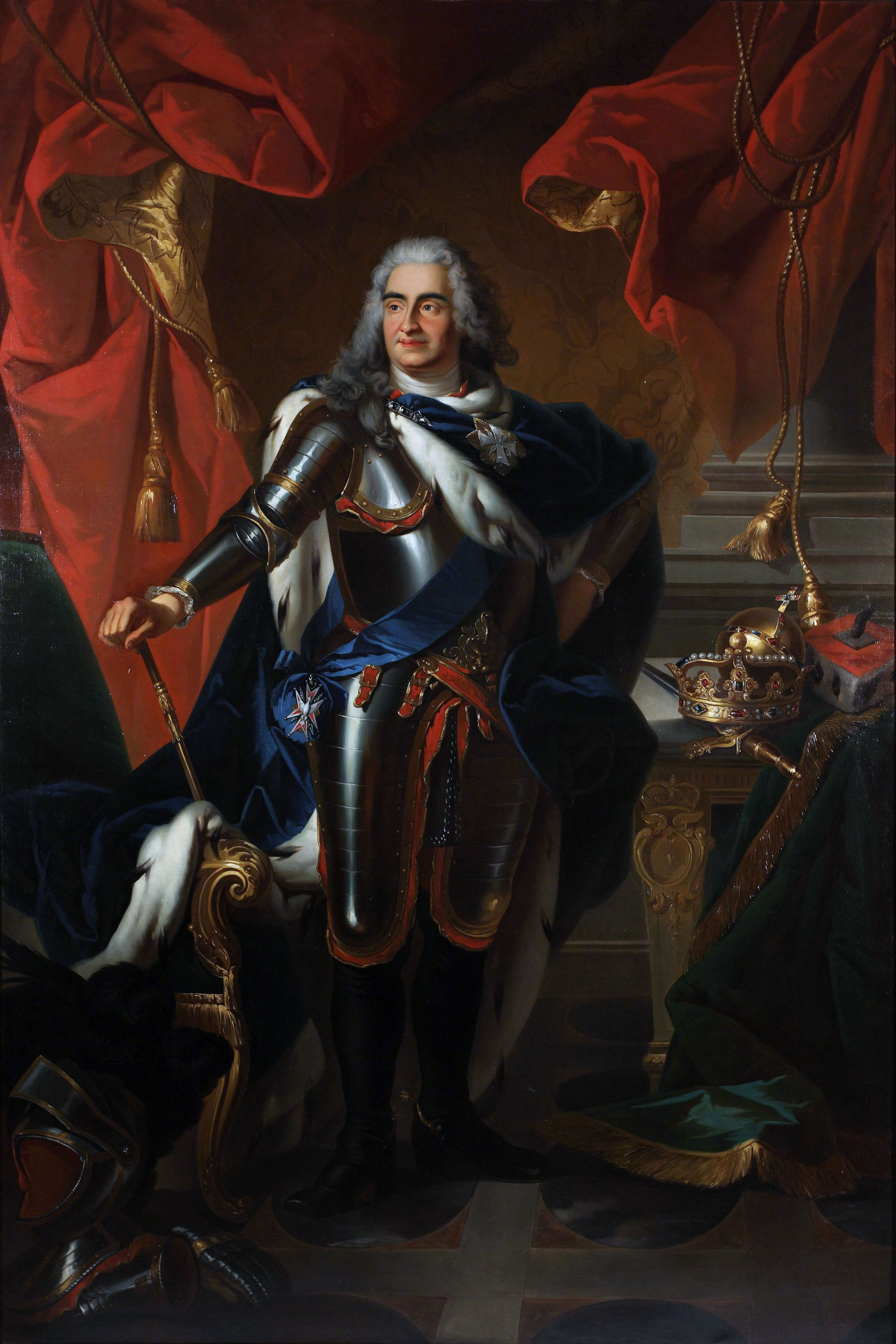
Auguste II le Fort
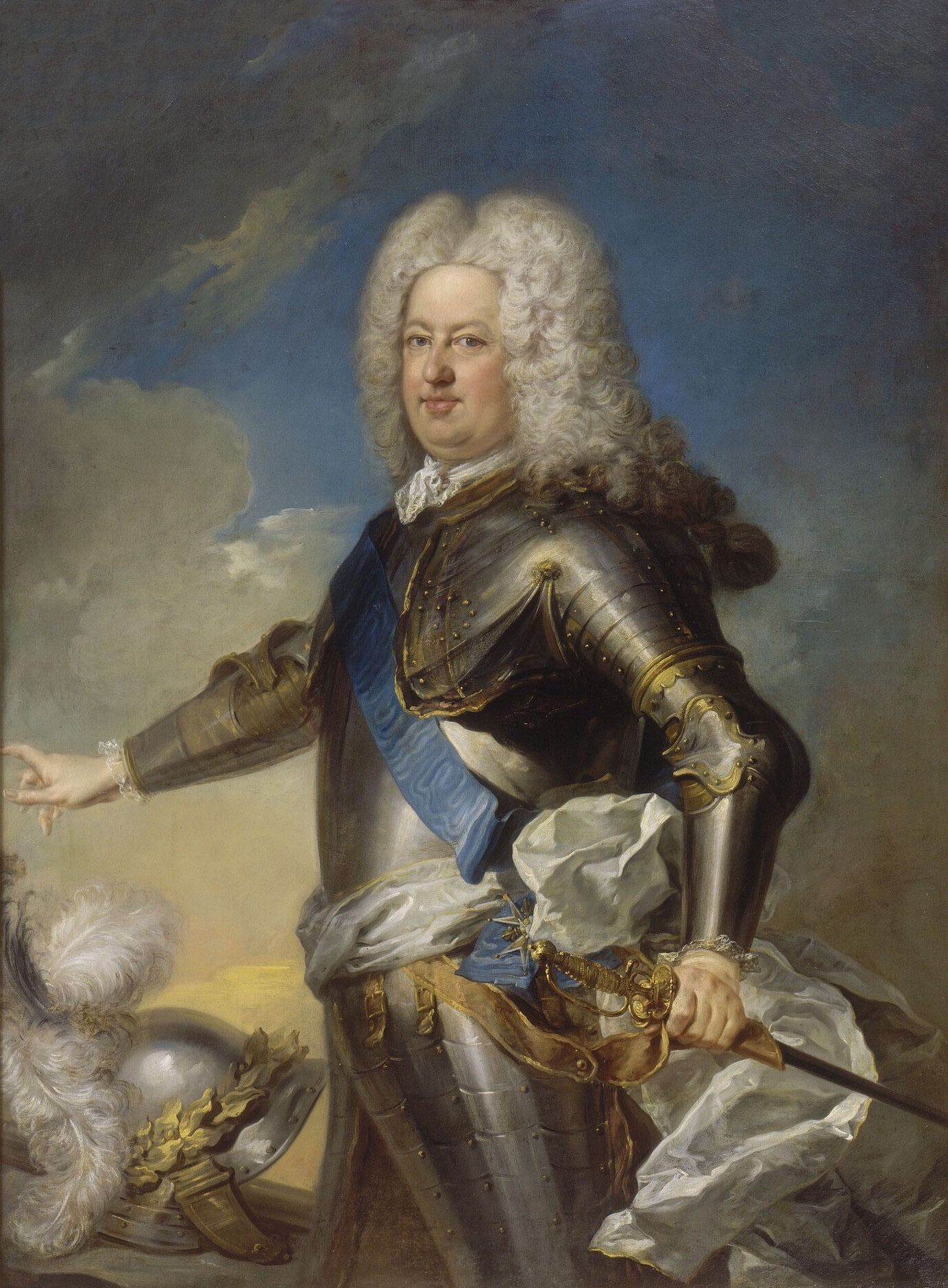
Stanislas Ier Leszczyński
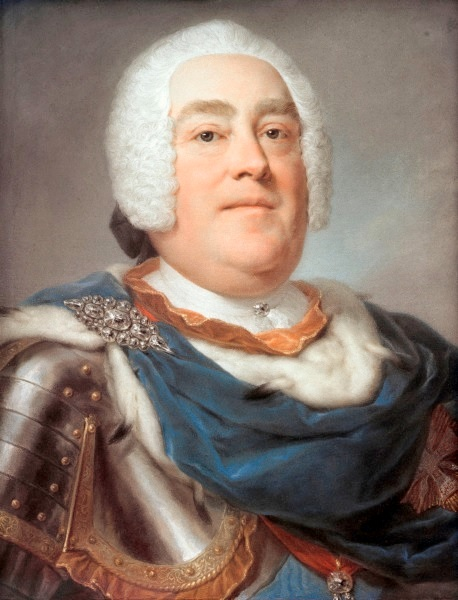
Auguste III
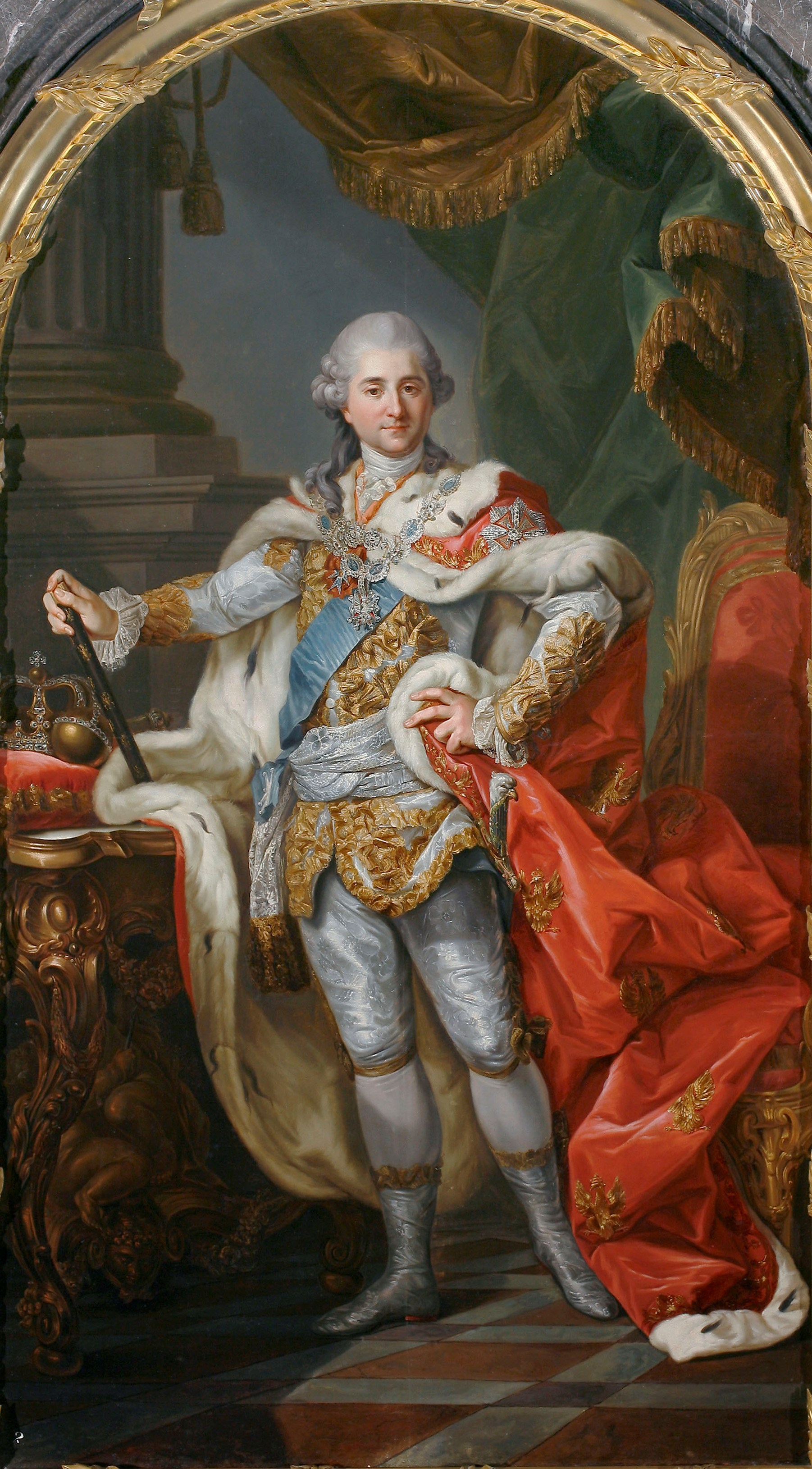
Stanislas II Poniatowski

#### La Diète: Sénat et Chambre des députés

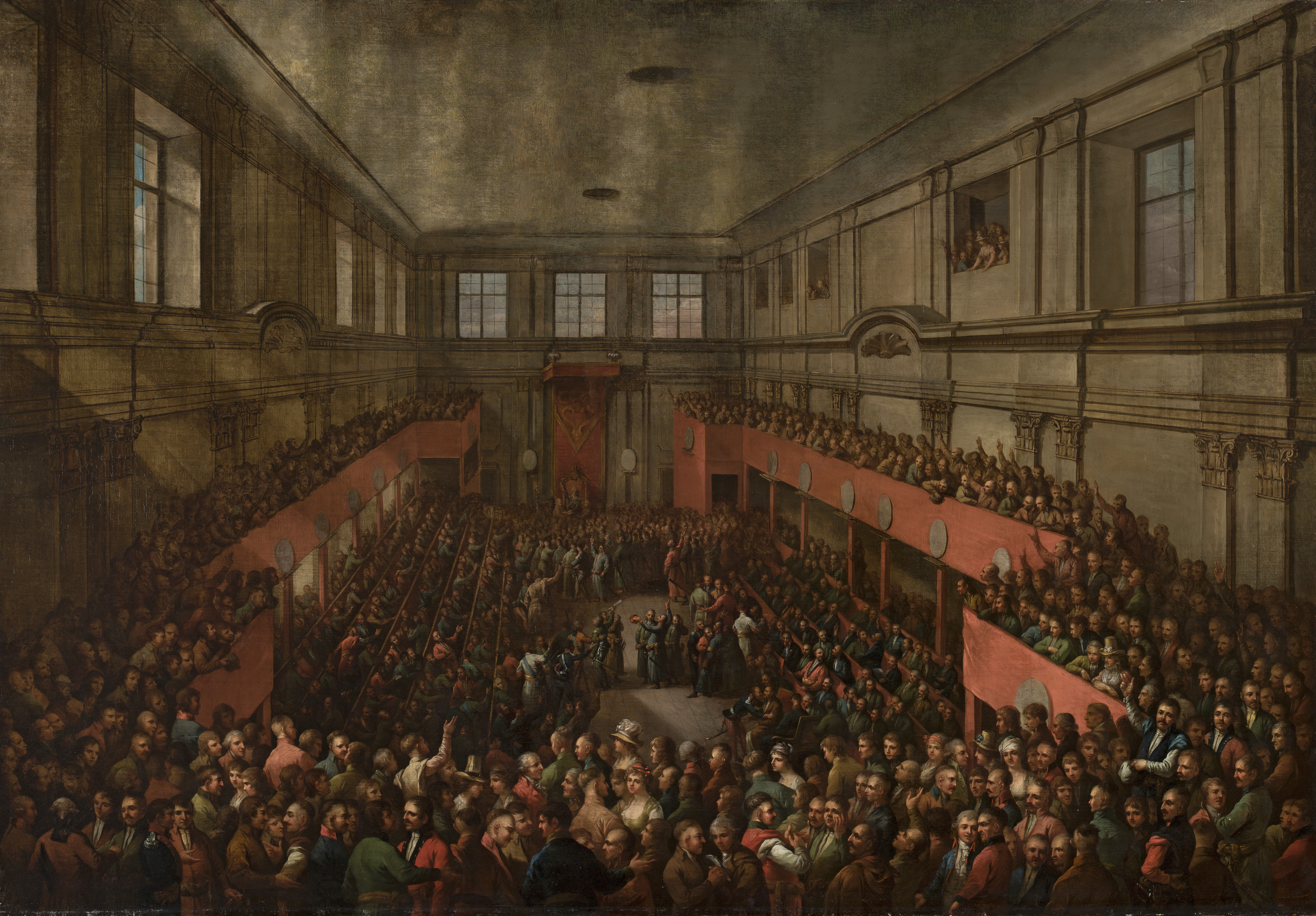
En 1791, le « Grande Diète » ou « Diète de quatre ans » (1788–1792) adopte la Constitution polonaise du 3 mai 1791 au château royal de Varsovie.

Le système bicaméral de la Diète de Polone (Sejm) fut établi en 1493 ; au fil du temps, les députés de la Chambre basse gagnèrent en nombre et en influence, poussant le roi à leur accorder davantage de privilèges. Le Sejm devint progressivement plus actif dans la défense des intérêts des classes privilégiées, notamment lorsque le roi décréta la conscription de la noblesse terrienne et de leurs paysans dans le cadre du service militaire.
L'Union de Lublin voit l'intégration de nouveaux députés issus de la noblesse lituanienne (en) au Sejm. Au début du XVIe siècle, le Sénat occupait une position prééminente par rapport au Sejm ; mais, dès le milieu des années 1500, le Sejm devint un puissant organe représentatif de la szlachta (la noblesse moyenne). Ses chambres détenaient les décisions finales en matière de législation, de fiscalité, de budget et de trésor (y compris le financement militaire), de politique étrangère, et des processus d'anoblissement.
Jusqu’à la fin du XVIe siècle, l’unanimité du vote n’était pas requise : le système de vote majoritaire était alors le plus couramment utilisé. Par la suite, avec l'ascension des magnats polonais et leur influence croissante, le principe d'unanimité fut réintroduit avec l'institution du droit de liberum veto. De plus, si les députés ne parvenaient pas à une décision unanime dans un délai de six semaines (durée maximale d'une session), les délibérations étaient déclarées nulles et tous les actes adoptés lors du Sejm étaient annulés. À partir du milieu du XVIIe siècle, toute objection d’un député ou d’un sénateur pouvait entraîner le rejet des résolutions précédemment approuvées. Cela s'expliquait par le fait que toutes les résolutions votées lors d’une session formaient un acte unique, publié comme l'« acte constituant annuel » du Sejm (par exemple, l'« acte de 1667 »).
Au XVIe siècle, il était rare qu'une personne ou un petit groupe bloque les délibérations, mais, dès la seconde moitié du XVIIe siècle, le liberum veto paralysa progressivement le Sejm et précipita la République au bord de l’effondrement.
Le liberum veto fut aboli avec l’adoption de la constitution polonaise du 3 mai 1791, également appelée « Acte gouvernemental ». Cette réforme majeure, adoptée après quatre années de débats, visait à renforcer l’État. Son adoption, et les conséquences potentielles qu’elle aurait pu engendrer, incitèrent probablement les puissances voisines à procéder aux partages de la Pologne, mettant ainsi fin à plus de 300 ans de continuité parlementaire dans la République des Deux Nations. Entre 1493 et 1793, on estime que le Sejm s'est réuni 240 fois, représentant un total cumulé de 44 années de débats.

#### Les hauts dignitaires
Ce sont principalement les hetmans, les chanceliers, les trésoriers, soit de la Couronne, soit de Lituanie.
Ce ne sont pas des ministres : ils sont nommés sans limite de temps, mais peuvent être soit promus à une charge plus importante à leurs yeux, soit déchus.

#### La décentralisation
Sauf la Diète et le souverain, communs au grand-duché de Lituanie et au royaume de Pologne, ces deux entités avaient chacune son armée, sa trésorerie et ses institutions propres, notamment ses propres dignitaires de l'État.
Les provinces de la république avaient un certain degré d'autonomie.
Chaque voïvodie avait sa propre diète, appelée « diétine » (sejmik), qui exerçait un véritable pouvoir politique, incluant le choix de ses députés siégeant à la Diète nationale (Sejm), avec des instructions de vote spécifiques.

### La justice
Lire les articles :
- Tribunal du Sejm
- Tribunal de la Couronne
- Tribunal de Lituanie

### Les limites du système

#### La faiblesse du pouvoir exécutif
Les dignitaires ne forment pas un gouvernement : chacun agit selon les compétences de sa charge sans être tenu de se plier à une politique d'ensemble. Légalement, le roi n'a pas le pouvoir de leur imposer quoi que ce soit.

#### Les excès du pouvoir législatif et la question duliberum veto
Utilisé entre 1651 et 1791, le liberum veto était un mécanisme parlementaire permettant à un seul député de bloquer les délibérations de la Diète en s'opposant à toute décision, au nom de l'égalité entre nobles. Fondé sur le principe de l'unanimité, il a souvent paralysé le gouvernement, rendant l'État inefficace face aux ingérences étrangères et conduisant à son démembrement progressif. Ce système a été aboli par la Constitution du 3 mai 1791, mais trop tard pour empêcher la disparition de la République.

#### La puissance croissante de la noblesse
À chaque fois que la noblesse avait l'occasion de pourvoir au trône, elle s'assurait de nouveaux privilèges afin que le nouveau souverain ne soit pas tenté d'affirmer son pouvoir ou toucher à la position des nobles. Cette politique produisit quelques monarques qui étaient soit inefficaces, soit en conflit constant avec la noblesse. De plus, à part les exceptions notables telles que Stefan Batory (1576–1586), les rois d'origine étrangère avaient tendance à subordonner les intérêts de la République à ceux de leur pays d'origine.
Cette tendance fut visible dans les politiques et les actions des deux premiers rois élus de la dynastie suédoise des Vasa, dont la politique amena la République à un conflit avec la Suède, qui finit par l'envahir, passée dans l'histoire sous le nom de Déluge. Elle était encore plus évidente avec les rois de Saxe, Auguste II et Auguste III, qui résidaient plus souvent à Dresde qu'à Varsovie.
La rébellion de Zebrzydowski (1606–1607), marqua un accroissement substantiel du pouvoir des aristocrates et la transformation de la démocratie nobiliaire en oligarchie des magnats.

##### LesConfédérations
Une confédération était une association ad hoc formée par la szlachta (noblesse), le clergé, les villes ou les forces militaires polono-lituaniennes afin d'atteindre un certain objectif préalablement déclaré. Une confédération prenait souvent la forme d'une rébellion armée visant à réparer ce qui était perçu comme des abus ou des atteintes à l'encontre d'une autorité (par exemple royale). De telles confédérations agissaient à la place de l'autorité de l'État ou pour imposer leurs revendications à cette autorité. Les confédérations peuvent être considérées comme une expression de la démocratie directe et du droit de révolution existant dans la République des Deux nations, et comme un moyen pour les nobles d'agir selon leurs griefs et contre l'autorité centrale de l'État.

#### Les ingérences étrangères
Le système politique de la République était vulnérable aux interventions venant de l'extérieur, ce qui la sapa et la plongea dans la paralysie et l'anarchie politique du milieu du XVIIe siècle à la fin du XVIIIe siècle pendant que ses voisins réglaient leurs problèmes internes et augmentaient leur puissance militaire.

### Les efforts de réforme

#### La pensée politique réformatrice et le mouvement réformateur polonais
On peut citer plusieurs auteurs des XVIe et XVIIe siècles :
- Andrzej Frycz Modrzewski (1503–1572)
- Wawrzyniec Grzymała Goślicki (en) (1530–1607)
- Piotr Skarga (1536–1612)

Cependant, c'est surtout au XVIIIe siècle que paraissent des ouvrages proposant des réformes profondes du système politique, en particulier ceux de Stanisław Konarski (1700-1773), d'Hugo Kołłątaj (1750–1812), de Stanislas Staszic (1755–1826), de Stanislas Poniatowski (1732-1798), le futur roi, et de Stefan Garczynski (en).
L'influence de la franc-maçonnerie est importante durant cette période.
Dans le domaine de l’enseignement, Konarski, qui est un piariste, fonde à Varsovie en 1740 le Collegium Nobillium, tandis que les jésuites réforment leurs collèges de Lwow, Ostrog, Varsovie, Lublin et Poznań en les réservant aux nobles[pas clair]. Le nombre des élèves augmente (16 000 en ce qui concerne les jésuites)
En 1737, Stanislas Leszczynski devient duc de Lorraine et de Bar (1737-1766), tout en conservant officiellement son titre de « roi de Pologne ». Sa cour de Lunéville devient le centre de rencontre de deux cultures. La cour elle-même est composée de Polonais, de Lorrains et de Français ; elle accueille de temps à autre des Français de renom (Voltaire, Émilie du Châtelet, par exemple) ; des magnats polonais s’y rendent après avoir passé à Dresde, où réside le plus souvent le roi Auguste III, avant de visiter Paris et l’Italie. Un certain nombre d'officiers polonais sont formés en Lorraine à l'école des cadets fondée par Stanislas Leszczynski.

#### Le parti réformateur et ses adversaires sous le règne d'AugusteIII(1733-1763)
À partir de la fin du règne d'Auguste II, la volonté de réforme s'incarne politiquement dans la famille Czartoryski et dans la faction qu'elle dirige, la Familia. Au départ favorable à la France (et à Stanislas Leszczynski en 1733), la Familia se rapproche d'Auguste III après l'abdication de Stanislas (janvier 1736) et renonce à l'alliance française manifestement inefficace au profit de la Russie. Parmi les membres de la Familia, se trouvent notamment les familles Zamoyski et les Poniatowski.
Durant le règne d'Auguste III, qui va décevoir les réformateurs, la Familia se heurte aux conservateurs regroupés dans le « parti de l'hetman » (partia hetmanska), c'est-à-dire Jan Klemens Branicki, qui d'ailleurs finira (à titre personnel) par se rallier aux Czartoryski.
L'avènement en 1762 de Catherine II comme tsarine de Russie permet l'accès au trône de Pologne de son ancien amant, Stanislas Antoine Poniatowski (1732-1798), élu en 1764 avec l'appui de l'armée russe. Avec lui, la Familia arrive au pouvoir. Mais la politique de réformes va très vite se heurter aux limites de la tolérance du gouvernement russe, prêt à s'allier aux adversaires de la Familia pour arriver à ses fins.

#### Les réformes de 1764 et leur abrogation (1768)
Durant l'interrègne, la Familia s'assure un contrôle sur le processus électoral et la diète de convocation (mai 1764) prend un certain nombre de mesures réformatrices, prolongées après l'élection de Stanislas par la diète de 1766. L'ambassadeur de Russie Nicolas Repnine va alors susciter plusieurs confédérations, notamment la confédération de Radom, puis faire convoquer une diète extraordinaire, tenue en 1767-1768, et qui vote l'abrogation de toutes les mesures prises depuis 1764.

#### La Grande Diète (1788-1792) et la constitution de 1791

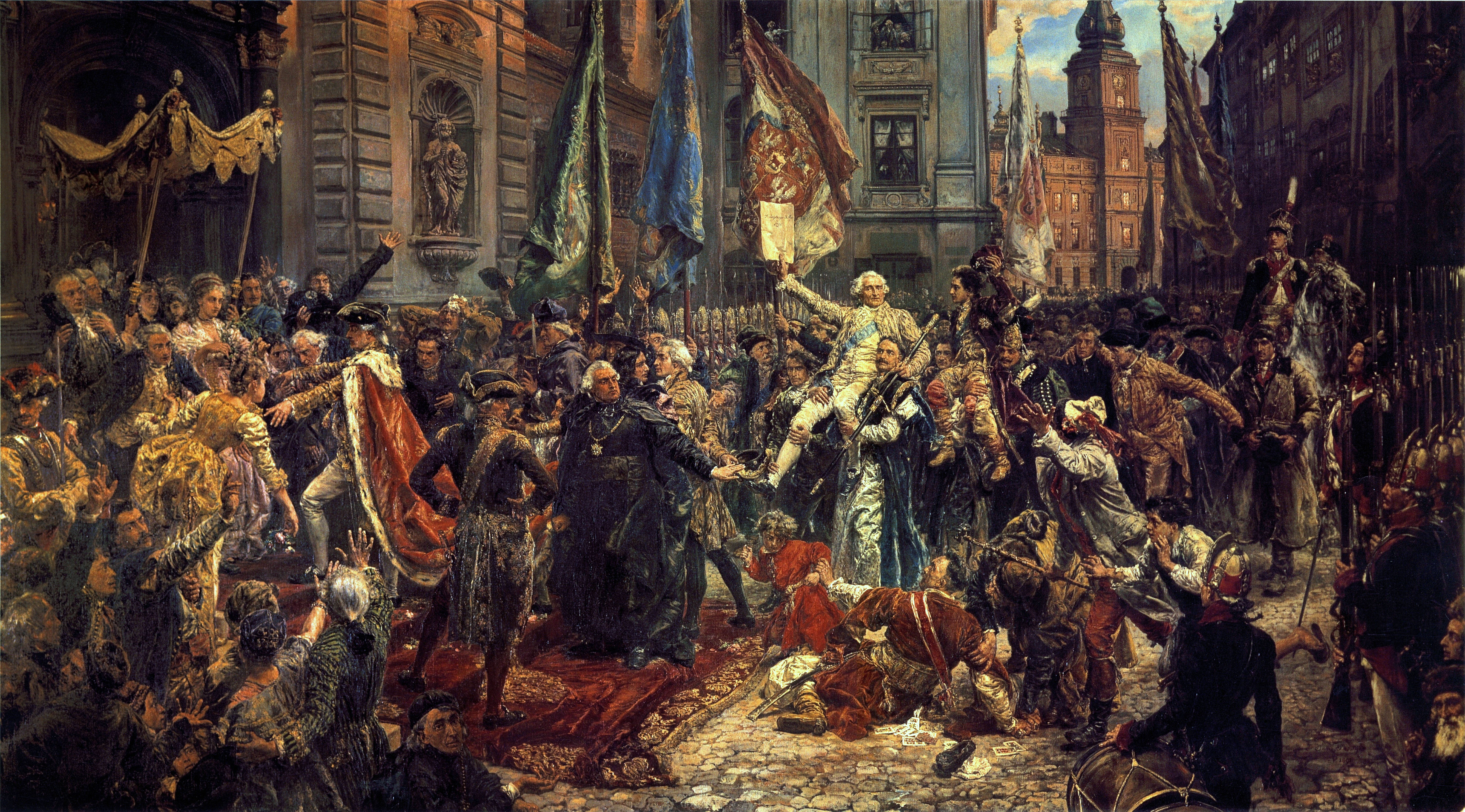
Constitution du 3 mai 1791
Huile sur toile de Jan Matejko, 1891. Palais royal de Varsovie.

La république entreprit, tardivement, un effort prodigieux pour réformer son système politique, adoptant en 1791 la Constitution du 3 mai 1791, deuxième constitution nationale de l'Époque moderne en Europe, après la Constitution corse de 1755, et la troisième au monde après la Constitution des États-Unis, entrée en vigueur deux années auparavant (si on oublie les constitutions de 1776 et 1777 des États américains, à la suite de son indépendance). Cette Constitution révolutionnaire faisait à nouveau de la république de Pologne-Lituanie un état unitaire avec une monarchie héréditaire. La nouvelle constitution :
- abolissait le liberum veto et le droit de confédération ;
- instituait la séparation des pouvoirs entre les branches législatives, exécutives et juridiques du gouvernement ;
- établissait la souveraineté populaire et étendait les droits politiques pour inclure aussi la bourgeoisie ;
- accroissait les droits de la paysannerie ;
- confirmait la tolérance religieuse (mais avec une condamnation d'apostasie de la foi catholique).

Ces réformes venaient trop tard, cependant, alors que le territoire était envahi de tous côtés par ses voisins, qui réagirent énergiquement aux tentatives du roi Stanislas Poniatowski et autres réformateurs de fortifier le pays. La Russie craignait que les réformes du 3 mai n'eussent des implications révolutionnaires et voyait d'un mauvais œil la perspective que la République ne regagnât sa place au rang des puissances européennes. Catherine de Russie considérait la constitution de mai comme néfaste à son influence et la qualifia de jacobine. Pendant ce temps, la Prusse et l'Autriche craignaient que la Pologne fortifiée n'eût de nouvelles ambitions territoriales ; le ministre prussien Ewald von Hertzberg accusa la constitution de vouloir porter un coup à la monarchie de Prusse.
Finalement, la Constitution du 3 mai ne fut jamais entièrement appliquée, et la République cessa complètement d'exister quatre années après son adoption.

## Politique étrangère
| Liste des guerres de la République des Deux Nations Guerre de Livonie (1558-1583) Guerre de Succession de Pologne (1587-1588) Guerre des magnats moldaves (1593-1617) Guerre contre Sigismond (1598-1599) Guerre polono-suédoise (1600-1629) Guerre polono-russe (1605-1618) Rébellion de Zebrzydowski (1606-1609) Guerre de Trente Ans (1618-1648) Guerre polono-turque (1620-1621) Guerre de Smolensk (1632-1634) Guerre polono-turque (1633-1634) Soulèvement de Khmelnytsky (1648-1657) Guerre russo-polonaise (1654-1667) Première guerre du Nord (1655-1660) Guerre polono-cosaque-tatare (1666-1671) Guerre polono-turque (1672-1676) Grande guerre turque (1683-1699) Guerre civile lituanienne (1700) Grande guerre du Nord (1700-1721) Guerre civile polonaise (1704-1706) Guerre de Succession de Pologne (1733-1738) Guerre de la Confédération de Bar (1768-1772) Guerre russo-polonaise de 1792 Insurrection de Kościuszko (1794) |

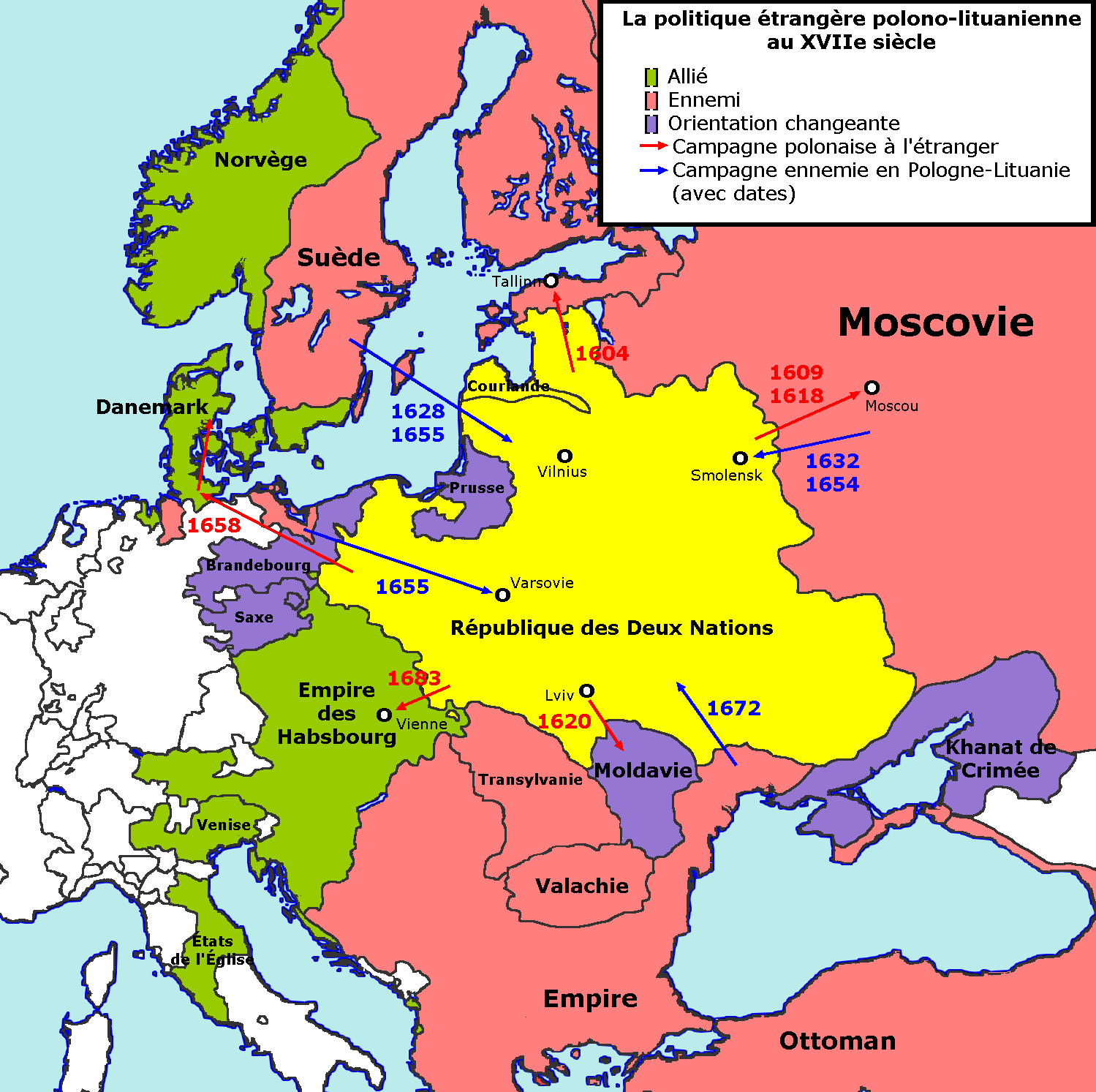
Politique étrangère de la République des Deux Nations au XVIIe siècle.

### La politique étrangère de la république des Deux Nations
La politique étrangère de la République des Deux Nations repose sur un équilibre délicat entre préservation de l’autonomie, gestion des alliances dynastiques et réaction aux pressions géopolitiques exercées par les grandes puissances voisines. Dès sa création par l’Union de Lublin en 1569, la République cherche à se positionner comme un acteur stable au cœur de l’Europe orientale, entre la Russie impériale, l’Empire ottoman, le royaume de Prusse et la monarchie des Habsbourg d’Autriche.
Sans corps diplomatique permanent, la République délègue la conduite de sa politique étrangère à des missions temporaires, confiées à des nobles élus par la Diète. Ces diplomates sont tenus de respecter les instructions précises votées par l’assemblée. La monarchie étant élective, les alliances sont souvent déterminées par l'origine dynastique du souverain, comme en témoigne l’accession de la dynastie Vasa au trône, qui provoque une série de tensions avec la Suède

### Relations avec la Russie et la Suède
Tout au long de son existence, la République fait face à la menace constante de la Russie, particulièrement après le Temps des troubles russes au début du XVIIe siècle. La guerre russo-polonaise (1605–1618) illustre la tentative de la Pologne-Lituanie de faire élire un de ses princes au trône de Moscou, ce qui entraîne un conflit prolongé. Au XVIIIe siècle, après avoir traité d'égal à égal avec la Pologne dans les préparatifs de la Grande guerre du Nord, la Russie devient progressivement l’acteur dominant de la politique intérieure polonaise, notamment à travers son ambassadeur à Varsovie et son soutien à des factions de la noblesse.
La relation avec la Suède est marquée par une rivalité dynastique et territoriale. Cette tension culmine pendant le « Déluge » (1655–1660), quand les armées suédoises envahissent le territoire du Commonwealth, profitant de sa faiblesse interne. La guerre laisse la République exsangue, tant militairement qu’économiquement.

### Relations avec l’Empire ottoman
La politique orientale de la République repose sur un équilibre pragmatique avec l’Empire ottoman. Malgré des affrontements périodiques comme lors de la bataille de Khotin (1621), les deux États partagent un intérêt commun à limiter l’expansion de l’Autriche et de la Russie. Les traités successifs, comme celui de Buczacz (1672) et de Karlowitz (1699), permettent d’instaurer des périodes de paix durables. L’Empire ottoman reste d’ailleurs l’un des derniers États à ne pas reconnaître les partages de la Pologne à la fin du XVIIIe siècle.

### La diplomatie auXVIIIesièclesiècle et la perte de souveraineté
Au XVIIIe siècle, la République devient progressivement un protectorat non officiel de la Russie. Le liberum veto et les luttes intestines rendent la politique étrangère inefficace. La Confédération de Bar (1768–1772), soutenue par la France et visant à restaurer la souveraineté polonaise, est écrasée par les troupes russes. L’adoption de la Constitution du 3 mai 1791, première en Europe continentale, tente de moderniser l’État, mais provoque une réaction armée de la Russie et de ses alliés conservateurs.
Les partages de la Pologne en 1772, 1793 et 1795 par la Russie, la Prusse et l’Autriche mettent fin à l’indépendance de la Pologne-Lituanie. Malgré des efforts diplomatiques, la République est incapable de susciter un soutien international suffisant pour sa survie.

## Culture

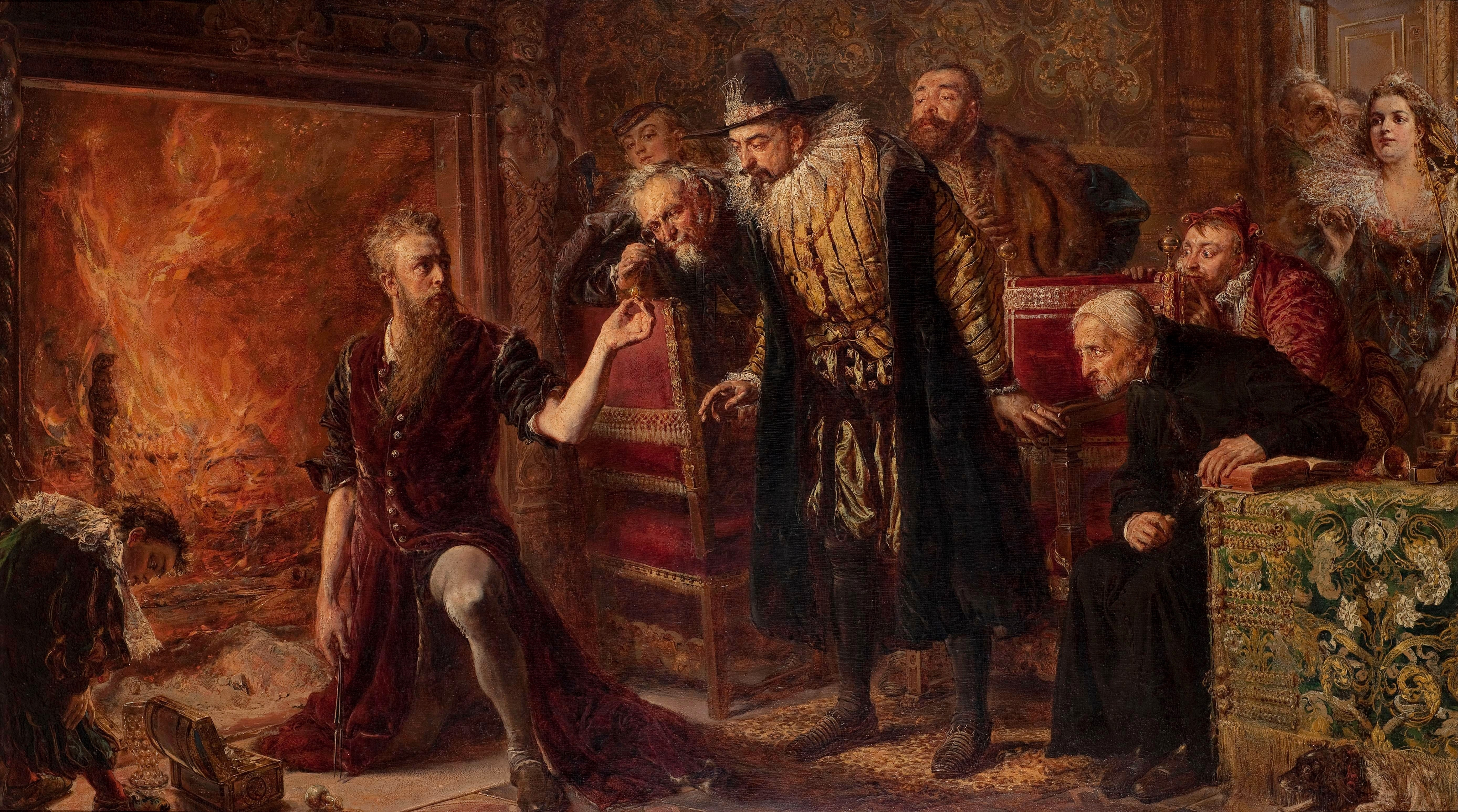
L'alchimiste Michał Sędziwój, huile sur bois par Jan Matejko (musée d'arts de Łódź).

Célèbre pour son système politique — quasi démocratique — loué par les philosophes tels qu'Érasme de Rotterdam, et pour la tolérance religieuse au moment de la Réforme et la Contre-Réforme, la République est le creuset du développement d'idées modernes, sociales et politiques. Juifs, catholiques, orthodoxes, protestants, musulmans y coexistent pacifiquement. Des mouvements religieux comme l'Église réformée mineure polonaise (Bracia Polscy) s'y développent, engendrant les églises unitaristes, anglaises et américaines.

### Identité polono-lituanienne
À l'époque, le concept d'identité nationale n'était pas le même qu'aujourd'hui. La façon de décrire une identité nationale durant l'existence de la République des Deux Nations faisait souvent appel à la construction latine « gens -natione » (soit l'origine familiale ou ethnique combinée à une identité nationale). Cette construction était utilisée par les élites du Grand-Duché de Lituanie, par les élites ruthènes (ukrainiennes et biélorusses) ainsi qu'en Prusse. L'appartenance religieuse était parfois ajoutée, ce qui conduisait à des auto-identifications telles que Natione Polonus, gente Prussicus (de nationalité polonaise, du peuple prussien) ; ou Natione Polonus, gente Ruthenus, origine Judaeus (de nationalité polonaise, du peuple ruthène et d'origine juive),.
De façon générale, il les qualificatifs de « polonais » ou « lituanien » n'avaient pas à l'époque les mêmes implications ethniques et linguistiques que de nos jours.

### Éducation
Selon les historiens polonais, en 1550-1580, 25 % de la population sait lire et écrire, ce qui est un pourcentage exceptionnel en Europe. L’université Jagellonne, fondée en 1364 sous le nom d'Académie de Cracovie, une des plus vieilles universités au monde, puis des académies laïques fondées par l'évêque Grzegorz de Sanok à Lwów et l'évêque Jan Lubrański à Poznań donnent encore leur enseignement en latin, mais dans des écoles secondaires créées par les protestants, à l’Académie calviniste à Pińczów, l'un des centres du calvinisme en Pologne appelé « Athènes des Sarmates », à l'Académie des antitrinitaires polonais à Raków et aux gymnases luthériens de Gdansk, Toruń, Elbląg, l’enseignement s’effectue en polonais. Les jeunes Polonais fréquentent les Universités de Padoue et de Bologne pour le droit, de la Sorbonne pour la théologie, et les centres protestants de Tübingen et de Bâle.
Dans la communauté juive, les écoles talmudiques de Cracovie, Lublin et Vilnius sont célèbres en Europe et publient beaucoup d'ouvrages.
En 1583, le grand chancelier de la Couronne Jan Zamoyski fonde l'Académie de Zamość où ses enseignants comprennent des Juifs, des Arméniens et des Turcs.
La Commission de l'éducation nationale (polonais : Komisja Edukacji Narodowej), formée en 1773, peut être considérée comme le premier ministère de l'Éducation nationale laïc dans le monde.

#### Société des manuels élémentaires

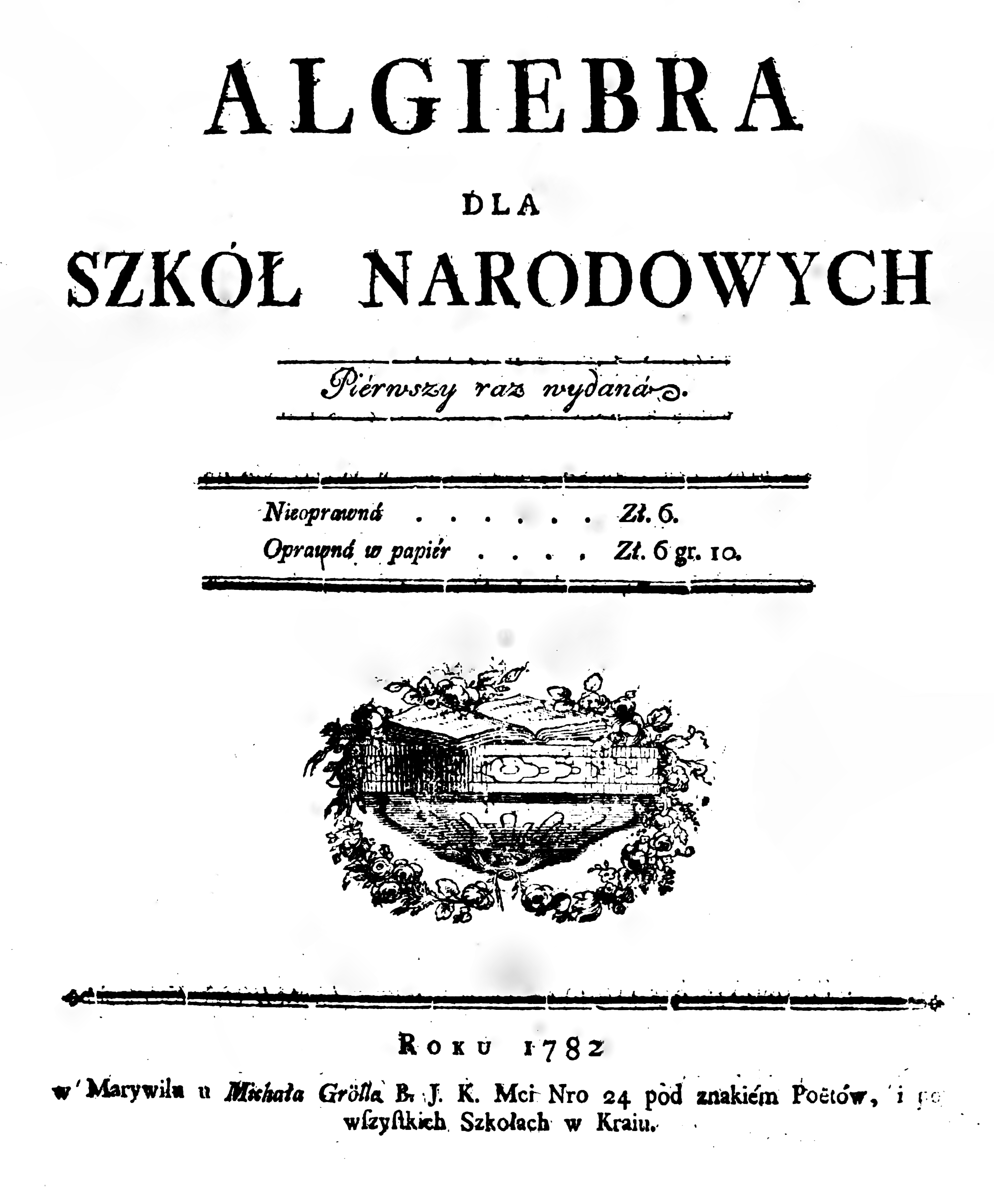
Un manuel d'algèbre publié par la Société en 1782.

La Société des manuels élémentaires (en) (en polonais : Towarzystwo do Ksiąg Elementarnych) était une institution fondée par la Commission de l'éducation nationale de Pologne à Varsovie en 1775. Le mandat de la Société était de concevoir des programmes scolaires et des manuels pour les écoles nouvellement réformées. Au total, environ 30 ouvrages élémentaires destinés aux élèves ou aux enseignants ont été préparés et publiés, dont 5 compilés par des universitaires étrangers. Les résultats de son travail comprenaient la création de manuels tels que l'Élémentaire pour les écoles paroissiales et la Grammaire pour les écoles nationales avec notes de bas de page. La Société a été dissoute en 1792, en prévision de la dissolution totale de l'État polonais. Cependant, une grande partie du vocabulaire inventé par la Société, lié à la chimie, à la physique, aux mathématiques et à la grammaire, est toujours utilisé aujourd'hui ; et certains des manuels de la Société étaient utilisés jusqu'à l'ère de la Seconde République polonaise (1918-1939).

### Sciences
Parmi les scientifiques de la République on peut citer :
- Marcin Kromer (1512–1589), historien et cartographe ;
- Michał Sędziwój (1566–1636), chimiste et alchimiste ;
- Kazimierz Siemienowicz (1600–1651), ingénieur militaire, spécialisé dans l'artillerie et un des premiers inventeurs des fusées ;
- Johannes Hevelius (1611–1687), astronome, creuse les fondements de la topographie lunaire.

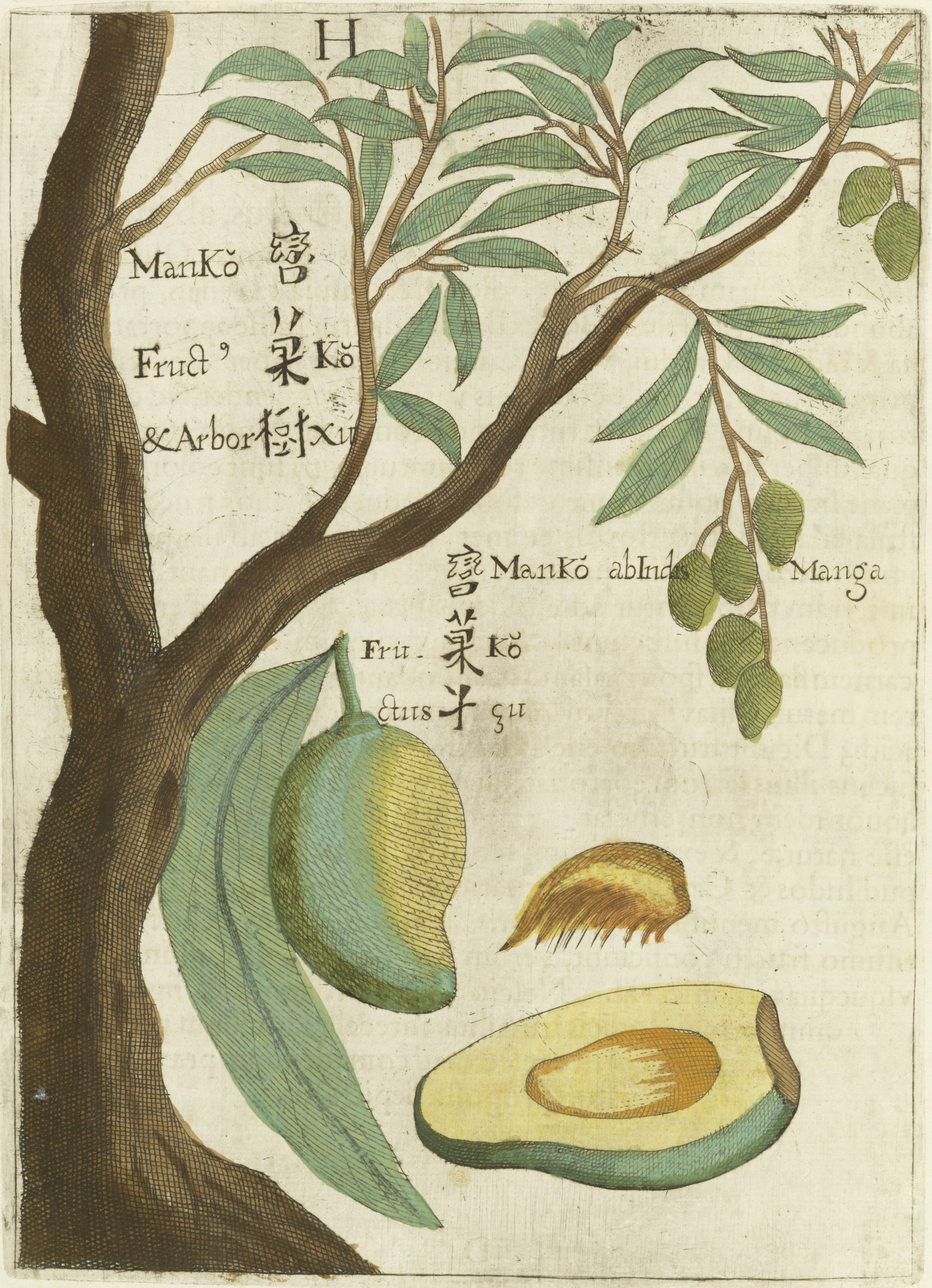
Une planche de la Flora Sinensis de Michał Piotr Boym (1656), la première description des écosystèmes de l'Extrême-Orient qui eût été publiée en Europe.

### Littérature
Les grands noms de la littérature :
- Mikołaj Rej (1505-1589), dramaturge et poète
- Jan Kochanowski, (1530–1584), écrivain, dramaturge et poète
- Mikołaj Sęp Szarzyński, (1550-1581), poète
- Wacław Potocki, (1621–1696), écrivain, poète
- Jan Andrzej Morsztyn, (1621-1693), écrivain, poète
- Maciej Kazimierz Sarbiewski, (1595-1640), écrivain, poète
- Ignacy Krasicki, (1735–1801), écrivain, poète fabuliste, auteur de la première nouvelle polonaise
- Julien Ursin Niemcewicz, (1758–1841), écrivain, dramaturge et poète
- Jan Potocki (1761-1815), écrivain, auteur du Manuscrit trouvé à Saragosse

Plusieurs nobles ont écrit leurs mémoires et journaux intimes. Peut-être les plus fameux d'entre eux sont les Mémoires de l'histoire de la Pologne d'Albert Stanisław Radziwiłł (1595–1656) et les Mémoires de Jan Chryzostom Pasek (1636–1701).

### Architecture

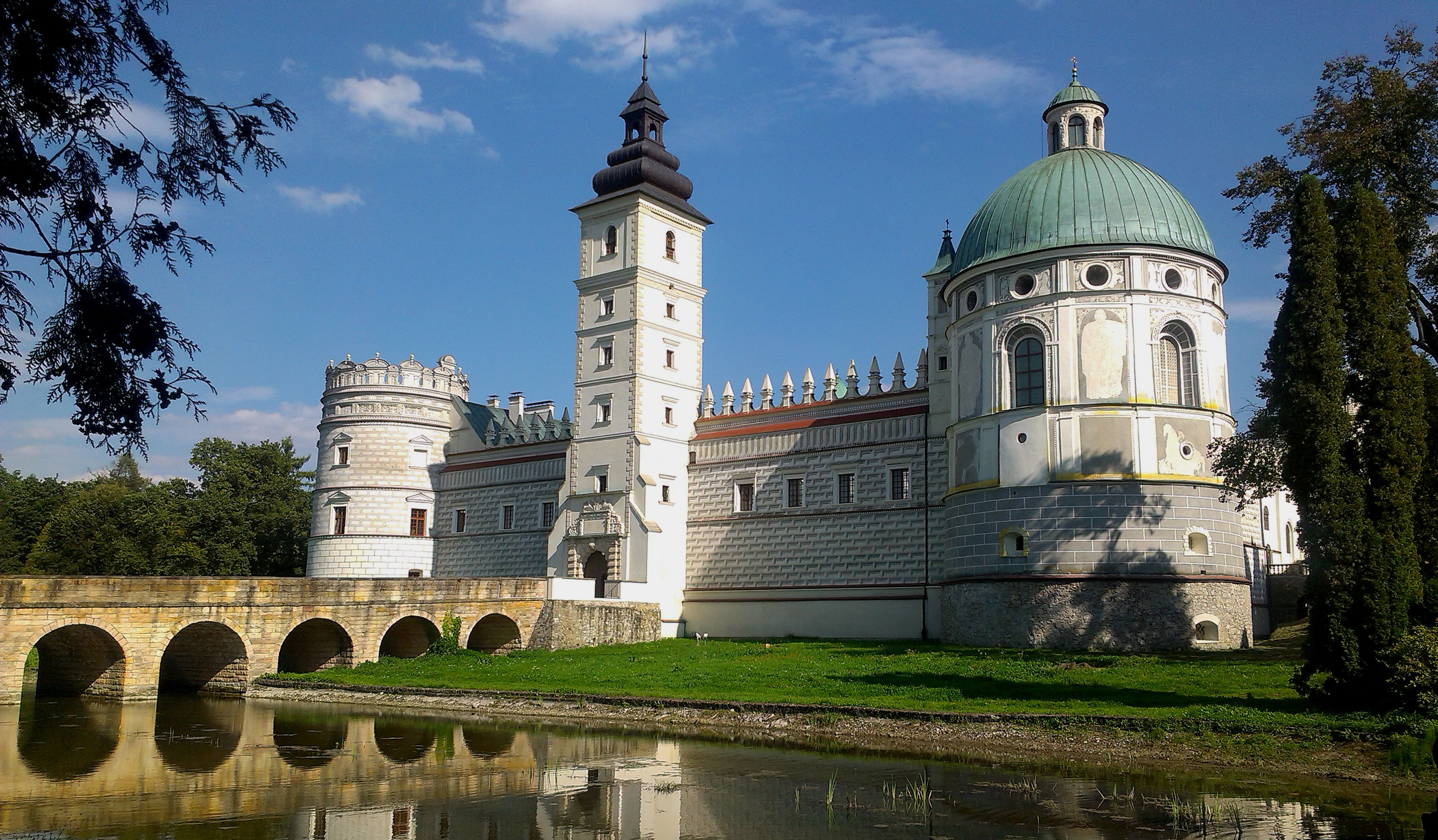
Le château de Krasiczyn, construit entre 1580 et 1631, dans le style maniériste.

L'architecture des villes de la république des Deux Nations reflète un mélange d'influences polonaises, allemandes et italiennes. Le maniérisme italien ou la Renaissance tardive ont profondément marqué l'architecture traditionnelle des bourgeois, un héritage visible aujourd'hui encore : châteaux et immeubles étaient dotés de cours intérieures à l'italienne, avec des loggias en arcades, des colonnades, des fenêtres en encorbellement, des balcons, des portails et des balustrades décoratives. Les plafonds étaient souvent ornés de fresques, de sgraffite, de plafonds peints ou de caissons (kaseton en polonais, du terme italien cassettone). Les toitures étaient généralement couvertes de tuiles en terre cuite. L'une des caractéristiques les plus distinctives du maniérisme polonais est la présence d'attiques décoratives au-dessus de la corniche des façades.
Les villes du nord et de Livonie adoptèrent le style hanseatique (ou « hollandais ») comme principal mode d'expression architecturale, comparable à celui des Pays-Bas, de la Belgique, du nord de l'Allemagne et de la Scandinavie.
Les aristocrates ont souvent entrepris des projets de construction de monuments : églises, cathédrales et palais, comme le palais Koniecpolski construit par l'hetman Stanisław Koniecpolski (aujourd'hui siège officiel de la présidence de la République de Pologne). Les plus grands projets ont impliqué des villes entières. Parmi les plus célèbres, celui de la ville de Zamość, fondé par Jan Zamoyski et conçu par l'architecte italien Bernardo Morando.

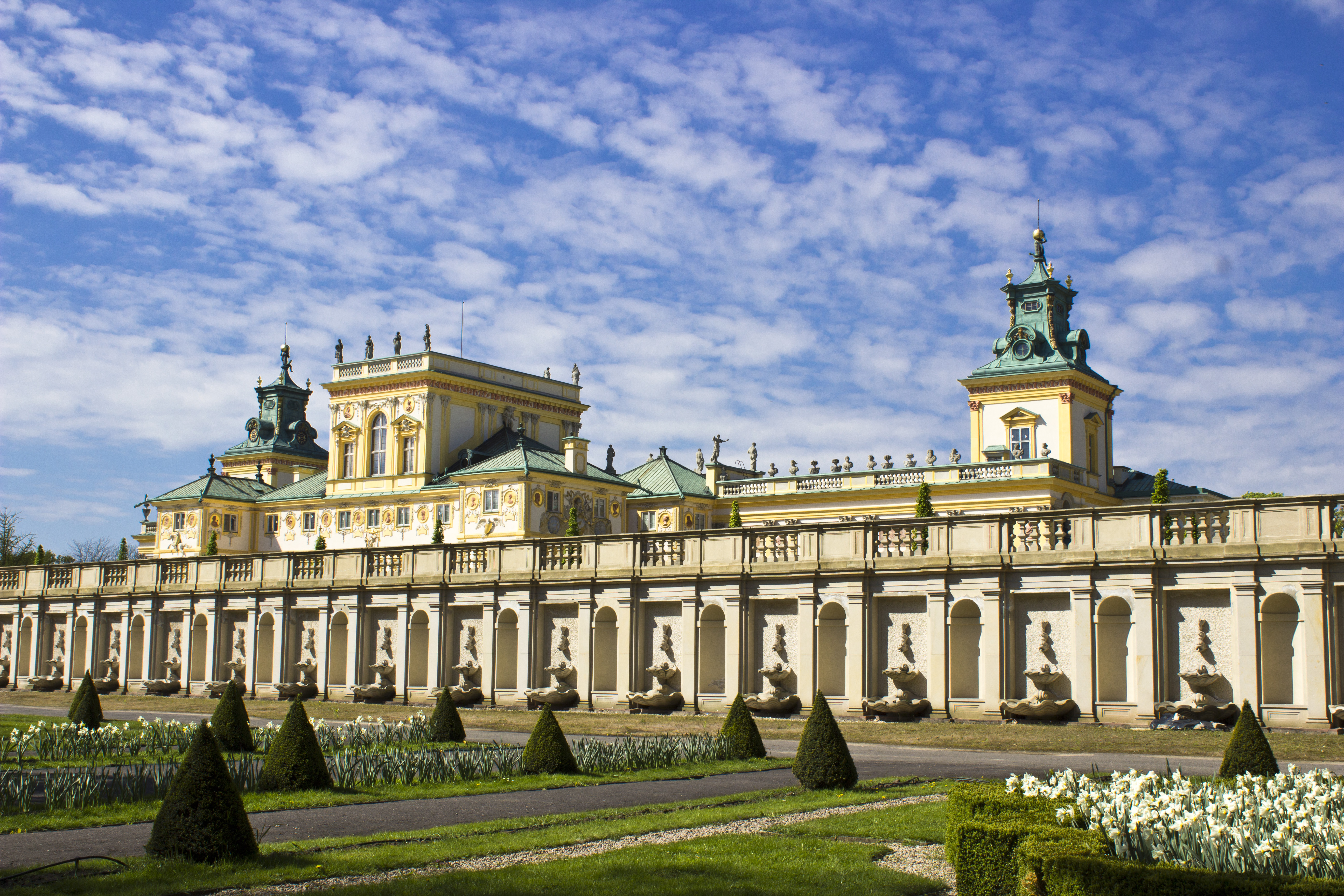
Le palais de Wilanów, achevé en 1696, incarne l'opulence des résidences royales et nobiliaires de la république.

L'introduction de l'architecture baroque est marquée par la construction de plusieurs églises jésuites et catholiques romaines à travers la Pologne et la Lituanie, notamment l'église Saints-Pierre-et-Paul à Cracovie, l'église du Corpus Christi à Niasvij, la cathédrale de Lublin et le sanctuaire inscrit au patrimoine mondial de l'UNESCO de Kalwaria Zebrzydowska. Autres exemples remarquables de baroque décoratif et de rococo : l'église Sainte-Anne à Cracovie et l'église Fara de Poznań. Une caractéristique notable est l'utilisation courante du marbre noir, visible dans des éléments tels que des autels, des fonts baptismaux, des portails, des balustrades, des colonnes, des monuments et des tombeaux. Des exemples significatifs incluent la chapelle Saint-Casimir (en) de la cathédrale de Vilnius et la chapelle Vasa à la cathédrale du Wawel.
Les magnats entreprirent fréquemment des projets de construction monumentaux à leur gloire, tels que des églises, des cathédrales, des monastères et des palais comme le palais présidentiel à Varsovie ou le château de Pidhirtsi, construits tous deux par le grand hetman Stanisław Koniecpolski. Le château de Krzyżtopór, construit dans le style palazzo in fortezza entre 1627 et 1644, constitue un exemple de forteresse monumentale, tout comme les complexes de Łańcut et de Krasiczyn.

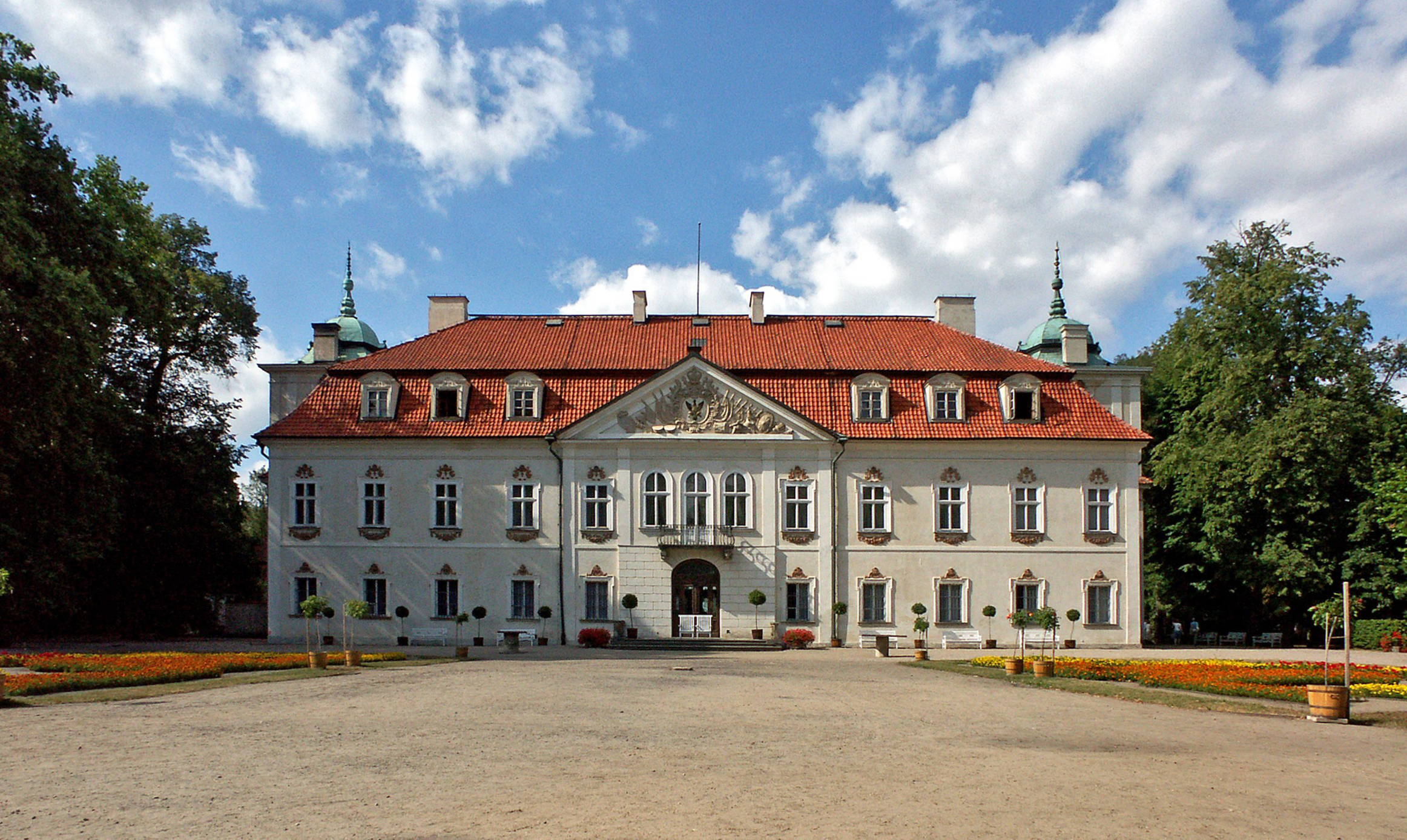
Le, conçu par l'architecte hollandais Tylman van Gameren et construit en 1697.

La fascination pour la culture et l'art de chinois à la fin de la période baroque se manifeste dans des projets comme le palais chinois de Marie Casimire à Zolotchiv,. Les palais des magnats du XVIIIe siècle adoptent le modèle caractéristique de résidence baroque suburbaine, « entre cour et jardin », illustré par les exemples caractéristiques du palais de Wilanów à Varsovie, du palais Branicki à Białystok, du palais Potocki à Radzyń Podlaski et du palais de Kozłówka près de Lubartów. La petite noblesse résidait dans des maisons de campagne connues sous le nom de dworek (pl).
L'architecture néo-classique remplaça le baroque au cours de la seconde moitié du XVIIIe siècle. Le dernier roi de la république des Deux Nations, Stanisław August Poniatowski, admirait profondément l'architecture classique de la Rome antique et la promouvait comme symbole des idéaux des Lumières polonaises. Le palais sur l'île et la façade de l'église Sainte-Anne de Varsovie sont des exemples marquants de cet héritage néoclassique.

### Musique
La musique a toujours joué un rôle important dans la culture locale : c'est pour cette raison que de nombreux nobles fondaient des chorales d'églises et d'écoles et employaient leurs propres groupes de musiciens. Certains, comme Stanisław Lubomirski, construisent leur propre opéra (à Nowy Wiśnicz, dans le sud de la Pologne). D'autres, comme Janusz Skumin Tyszkiewicz et Krzysztof Radziwiłł, acquièrent une certaine renommée en tant que mécènes, entretenant des ensembles musicaux permanents, en particulier dans leurs cours à Vilnius. Les activités musicales se développent sous les Vasa, permettant aux compositeurs étrangers et nationaux d'être actifs dans diverses villes. Sigismond III faisait souvent appel à des compositeurs et chefs d'orchestre italiens tels que Luca Marenzio, Annibale Stabile (it), Asprilio Pacelli, Marco Scacchi et Diomède Catone (it) pour l'orchestre royal. D'éminents musiciens autochtones ont également joué et composé pour la cour du souverain, notamment Bartłomiej Pękiel, Jacek Różycki (pl), Adam Jarzębski, Marcin Mielczewski (pl), Stanisław Sylwester Szarzyński (pl), Damian Stachowicz (pl), Mikołaj Zieleński et Grzegorz Gorczycki (pl).

### Le «sarmatisme»

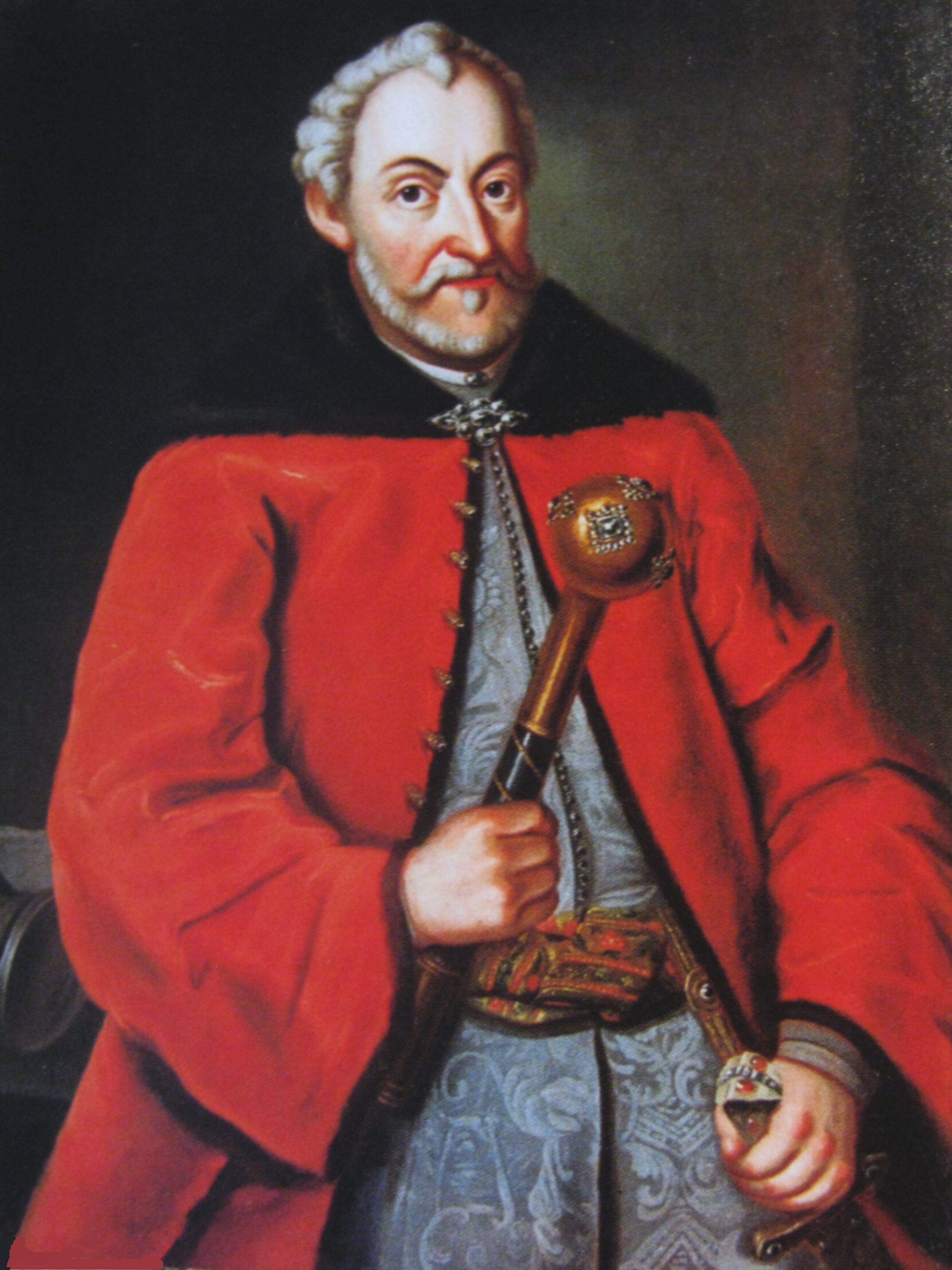
Le chancelier et grand hetman Jan Zamoyski dans la delia poupre et le żupan de soie bleue, tenant le bâton de hetman (buława hetmańska).

Le sarmatisme est une conviction imprégnant une partie importante de la culture de la noblesse polonaise et façonnant son identité. Le sarmatisme (dont le nom se réfère aux Sarmates antiques) exaltait la tradition, la vie de manoir loin de villes, de l'égalité entre les membres, de la paix et du pacifisme, privilégiant la coiffure (czupryna) et l'habit d'inspiration orientale (żupan (en), kontusz (en), sukmana (en), pas kontuszowy (en), delia (en), szabla (en)), et a servi à intégrer la noblesse multi-ethnique, en créant un sentiment élitiste d'unité et de fierté dans la « Liberté dorée » de la szlachta.
Dans sa forme initiale et idéaliste, le sarmatisme représente un mouvement culturel positif et soutient la conviction religieuse, l'honnêteté, la fierté nationale, le courage, l'égalité et la liberté. Avec le temps, cependant, il devient aussi synonyme d'extrémisme et d'intolérance, de rigidité, de naïveté politique et d'une certaine arrogance.

## Un pays pluriethnique et pluriconfessionnel

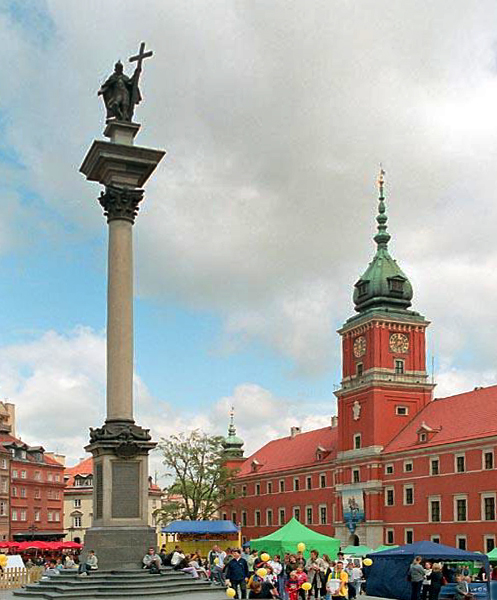
La colonne du roi Sigismond, érigée en 1644 devant le palais royal de Varsovie.

Vers 1600, environ 25 % de la population polono-lituanienne vivait dans des centres urbains, soit des localités de plus de 500 habitants Les principales villes étaient : Gdańsk (70 000 habitants), Cracovie (28 000 habitants), Varsovie (20 000-30 000 habitants), Poznań (20 000 habitants), Lwów (Lviv) (20 000 habitants), Elbląg (Elbing) (15 000 habitants), Toruń (Thorn) (12 000 habitants), Sandomierz (4 000-5 000 habitants) , Kazimierz Dolny (4 000-5 000 habitants) et Gniezno (4 000 à 5 000habitants).

### Polonais et non-Polonais
La population de la république des Deux Nations n'a jamais été majoritairement catholique ou polonaise. Nobles polonais et paysans slaves s'y mêlaient aux bourgeois allemands et aux marchands juifs ou arméniens. La cour royale parlait italien sous Zygmunt II August et Bonne Sforza, français sous Henri de Valois, latin sous Stefan Batory et allemand sous les Vasa et les Saxe, et les langues liturgiques comprenaient le latin, le slavon, le haut-allemand, l'hébreu et l'arabe.
La république comprend principalement trois nations : Lituaniens, Polonais et Ruthènes (ancêtres des Ukrainiens et des Biélorusses).
En 1618, la population de la République comprend 11,5 millions d'individus, pouvant être répartis à peu près en :
- Ruthènes : 5 millions ;
- Polonais : 4,5 millions ;
- Lituaniens : 0,75 million ;
- Prussiens : 0,75 million ;
- Livoniens : 0,5 million.

En Podolie, Volhynie et Lituanie, les Polonais ethniques, identifiés par la langue polonaise et la religion catholique, étaient une minorité distincte. Au début de la République, être polonais dans les terres non polonaises était souvent synonyme de l'appartenance à la noblesse terrienne. Puisque la partie de la République la plus avancée culturellement, la Couronne représentait un attrait pour la noblesse non polonaise. Ainsi au fil du temps, la noblesse polonaise intègre de nombreux non-Polonais qui font carrière au sein de l'État, se convertissent au catholicisme et se polonisent.

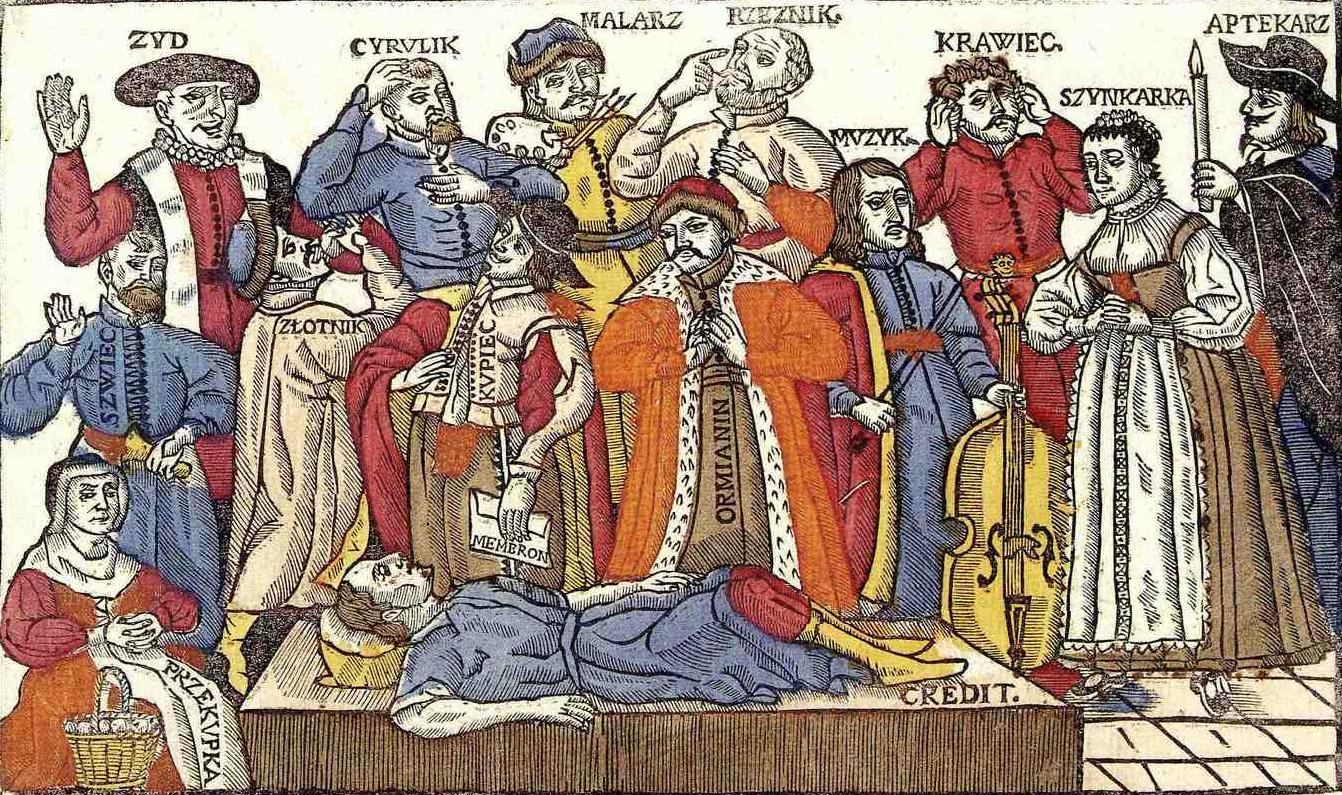
Quelques catégories sociales dans la société polonaise en 1655. De gauche à droite : un Juif, un barbier, un peintre, un boucher, un musicien, un tailleur, un aubergiste, un pharmacien, un cordonnier, un orfèvre, un marchand et un Arménien.

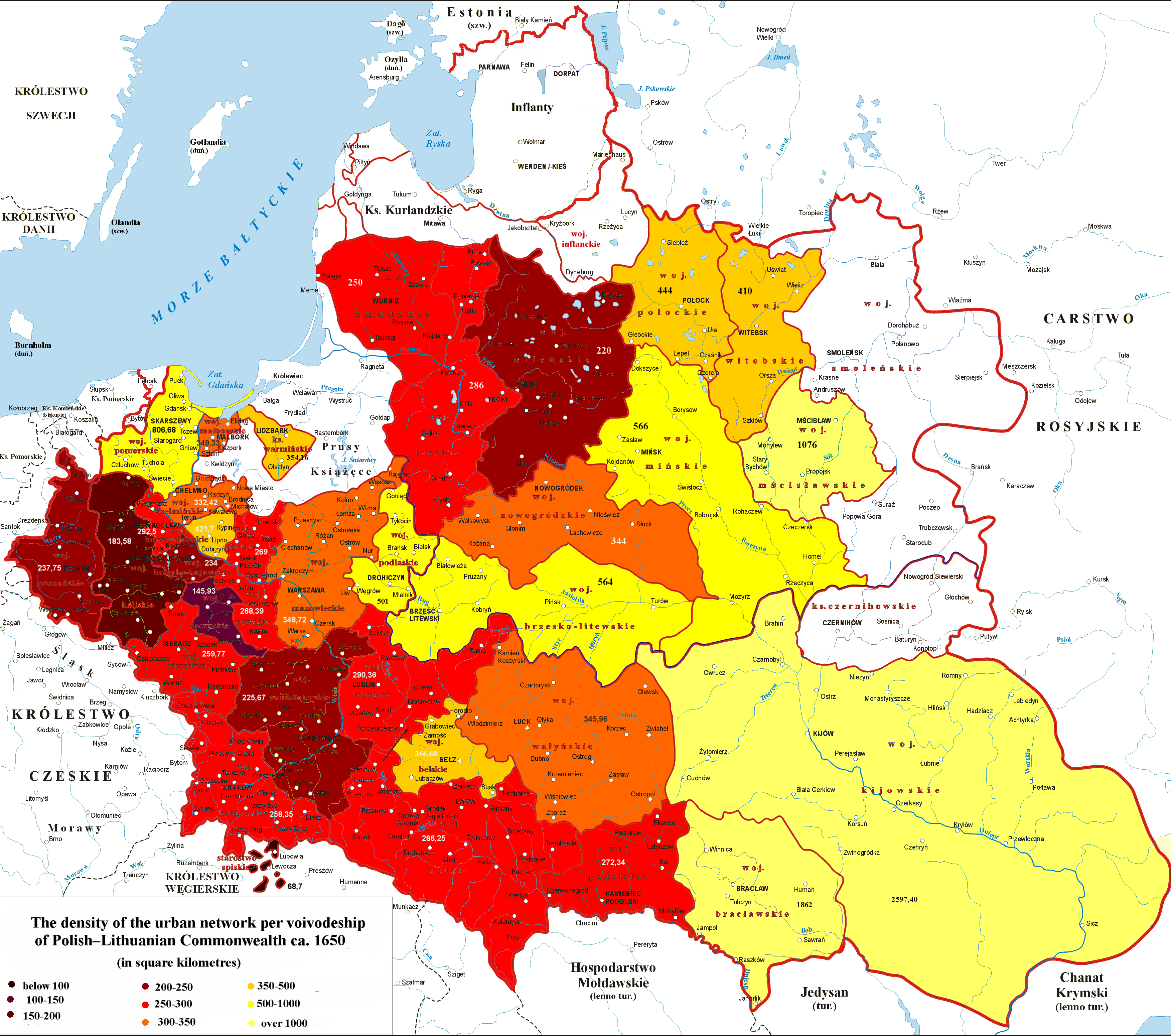
Densité du réseau urbain par voïvodie en 1650.

À ces populations majoritaires s’ajoutaient d’autres minorités comme les Tchèques, les Hongrois, les Roms, les Valaques, les Arméniens, les Italiens, les Écossais de Pologne (pl) et les Hollandais ; beaucoup de ces minorités étaient des marchands, des colons ou des réfugiés fuyant les persécutions religieuses.
Avant son rapprochement avec la Lituanie, le Royaume de Pologne (1385-1569) était plus homogène, environ 70 % de sa population étant polonaise et catholique. Après l’Union de Lublin, la part des Polonais dans la population totale tomba à 50 %. En 1569, la population était estimée à 7 millions d’habitants, dont environ 4,5 millions de Polonais, 750 000 Lituaniens, 700 000 Juifs et 2 millions de Ruthènes. Selon l’historien Kazimierz Bem, l’expansion territoriale après le traité de Déoulino en 1618 et la période relativement stable jusqu’en 1650 portèrent la population à environ 11 millions d’habitants, les Polonais représentant seulement 40 % de l'ensemble,.
À cette époque, la noblesse constituait environ 10 % de la population totale, tandis que la bourgeoisie en représentait environ 15 %. La densité de population variait selon les régions : 24 habitants par km² en Mazovie, 23 en Petite-Pologne, 19 en Grande-Pologne, 12 dans le Palatinat de Lublin, 10 autour de Lviv, 7 en Podolie et Volhynie, et seulement 3 dans la Voïvodie de Kiev. Cette disparité démographique provoqua une migration progressive des régions densément peuplées de l’ouest vers l’est.
Un changement radical dans la démographie se produisit au milieu du XVIIe siècle. La Première guerre du Nord et le Déluge, suivis par une famine entre 1648 et 1657, causèrent environ 4 millions de morts. Combinées aux pertes territoriales, ces catastrophes expliquent pourquoi, en 1717, la population était retombée à 9 millions d'habitants,. Elle progressa de nouveau lentement au cours du XVIIIe siècle. Juste avant le premier partage de la Pologne en 1772, la population était d’environ 12 millions d'habitants,. En 1792, après le premier partage, le pays comptait 11 millions d’habitants, dont 750 000 nobles.
La ville la plus multiculturelle et prospère du pays était Gdańsk, un port hanséatique majeur sur la mer Baltique, situé dans la région la plus riche de la Pologne et proche de la Lituanie. Gdańsk resta majoritairement allemande pendant des siècles, et accueillait un grand nombre de marchands étrangers, notamment écossais, hollandais et scandinaves.
Historiquement, le Grand-duché de Lituanie était plus diversifié que le Royaume de Pologne et considéré comme un carrefour de cultures et de religions.

#### Langues

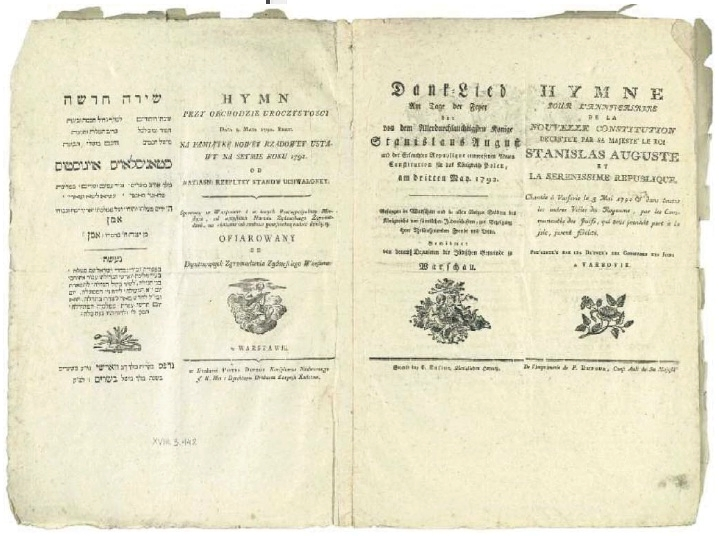
Premier hymne de l'anniversaire de la Constitution du 3 mai 1791 (1792) en hébreu, polonais, allemand et français.

- Polonais – officiellement reconnu[50] ; langue dominante, utilisée par la plupart de la noblesse de la République des Deux Nations[51],[52] et par les paysans dans les provinces de la Couronne ; langue officielle dans les chancelleries de la Couronne et, à partir de 1697, dans celles du Grand-duché de Lituanie[50],[53],[54] Langue dominante dans les villes[50].

- Latin – en déclin, bien que toujours officiellement reconnu[55] ; couramment utilisé dans les relations extérieures et populaire comme seconde langue parmi certains nobles[53],[56].

- Français – non officiellement reconnu ; remplaça le latin à la cour royale de Varsovie au début du XVIIIe siècle comme langue utilisée dans les relations extérieures[57] Couramment utilisé comme langue de la science, de la littérature et comme seconde langue chez certains nobles[58].

- Ruthène – aussi connu sous le nom de « slavon de chancellerie[53] » ; ce fut la langue officielle des chancelleries du Grand-Duché jusqu'en 1697 (remplacé alors par le polonais) et dans les voïvodies de Bracław, Czernihów, Kiev et Volhynie jusqu'en 1673[59]. Ses dialectes (précurseurs du biélorusse et de l'ukrainien modernes) étaient largement parlés dans le Grand-Duché et dans les régions orientales de la Couronne[54].

- Lituanien – non officiellement reconnu[52] mais utilisé dans certains documents officiels du Grand-Duché[60] et principalement parlé dans la Lituanie proprement dite et dans la Prusse ducale[61].

- Allemand – en déclin ; utilisé dans certaines relations extérieures[53], dans le Duché de Prusse et par des minorités dans les villes, surtout en Prusse royale[54],[62].

- Hébreu – utilisé dans les milieux académiques et juridiques par les communautés juives, mais non officiel[63].

- Yiddish – non officiellement reconnu[64], langue quotidienne des Juifs[54].

- Italien – non officiellement reconnu ; utilisé dans certaines relations extérieures et par des minorités italiennes en ville[65].

- Arménien – en déclin ; utilisé par la minorité arménienne[66].

- Arabe – non officiellement reconnu ; utilisé dans certaines relations extérieures[67] et dans les pratiques religieuses des Tatars de la République des Deux Nations, qui écrivaient également en ruthène en plus de l’arabe[68].

### Religions
La Confédération de Varsovie, signée le 28 janvier 1573, garantit les droits des minorités et des confessions religieuses,. Elle permettait à tous les sujets de pratiquer librement leur culte, bien que cette tolérance religieuse ait connu des fluctuations au fil du temps. Selon l'historien Norman Davies, « la formulation et le contenu de la déclaration de la Confédération de Varsovie revêtent une importance extraordinaire par rapport aux conditions régnant ailleurs en Europe ; en outre, ces principes ont servi de base à la vie religieuse dans la République des Deux Nations pendant plus de deux siècles ».
Face aux persécutions auxquels ils sont confrontés dans d'autres pays européens, de nombreux membres de sectes religieuses radicales trouvent refuge dans la République des Deux Nations. En 1561, Giovanni Bernardino Bonifacio d'Oria, un exilé religieux installé en Pologne, écrivait à un collègue resté en Italie : « Ici, tu pourrais vivre selon tes idées et préférences, jouissant des libertés les plus larges, y compris celle d’écrire et de publier. Personne ne te censurera pour cela ». Cependant, d'autres figures, en particulier les Jésuites et les légats pontificaux, critiquèrent cette politique de tolérance religieuse. « Ce pays est devenu un refuge pour les hérétiques ».

Acte original de la Confédération de Varsovie en 1573, premier document européen consacrant la liberté religieuse.

Dans les régions périphériques de la Confédération, bien que la noblesse fût généralement catholique, les classes populaires, notamment en Ukraine et en Biélorussie actuelles, étaient majoritairement affiliées à l’Église orthodoxe ou aux Églises catholiques orientales. Dans ces zones, il était courant pour les aristocrates ayant des origines mixtes d'adopter la devise : Gente Ruthenus, natione Polonus (« ruthène d’origine, polonais de nationalité »),.
Dans ce contexte socio-démographique, l’aristocratie polonaise ou polonisée dominait une population principalement rurale, souvent orthodoxe et non polonaise. Les décennies de paix encouragèrent une politique de colonisation des territoires peu peuplés de l’Ukraine occidentale et centrale. Cette politique accentua les tensions entre les nobles, les Juifs, les Cosaques (traditionnellement orthodoxes), et les paysans polonais ou ruthènes. Privés de leurs protecteurs locaux, les paysans se tournèrent vers les cosaques, qui jouèrent un rôle central dans la rupture de la Confédération.
Les conflits religieux exacerbèrent également ces tensions, notamment après l'Union de Brest (1596), qui institua une discrimination envers les orthodoxes. À l'ouest et au nord de la République, de nombreuses villes abritaient des minorités allemandes souvent affiliées au luthéranisme ou au calvinisme,. La Pologne-Lituanie abritait également l’une des plus grandes communautés juives du monde : au milieu du XVIe siècle, 80 % des Juifs de la planète vivaient en Pologne ou en Lituanie.
Avec l’arrivée de la Réforme, la noblesse polonaise adopta rapidement le luthéranisme, cherchant à limiter le pouvoir du clergé catholique. Cependant, après la Contre-Réforme, presque toute la Szlachta revint au catholicisme.
Après les partages, le catholicisme devint un marqueur essentiel de l’identité nationale polonaise et lituanienne, en particulier face aux tensions avec l’orthodoxie russe au XIXe siècle.

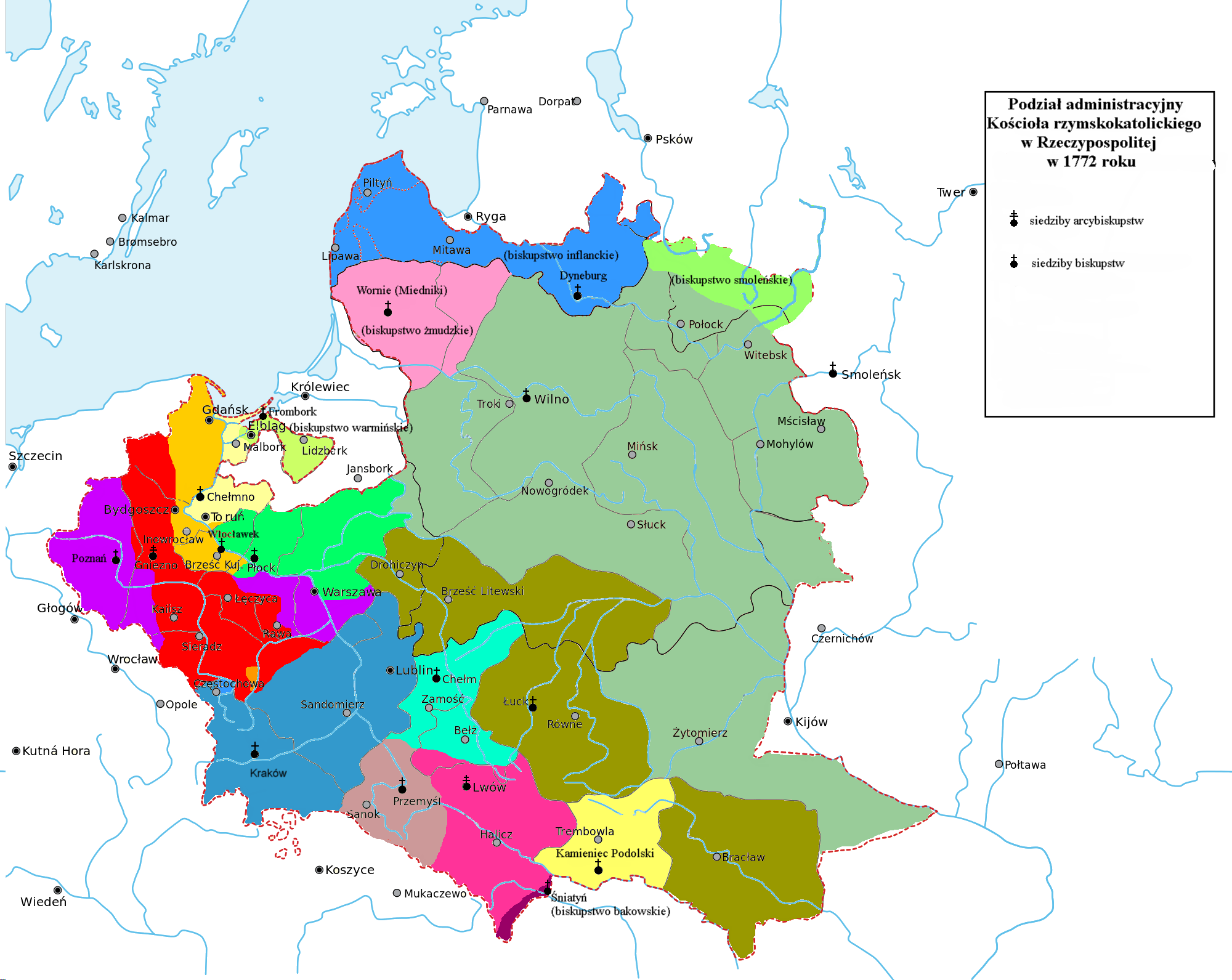
Les provinces de l'Église catholique en Pologne-Lituanie en 1772.
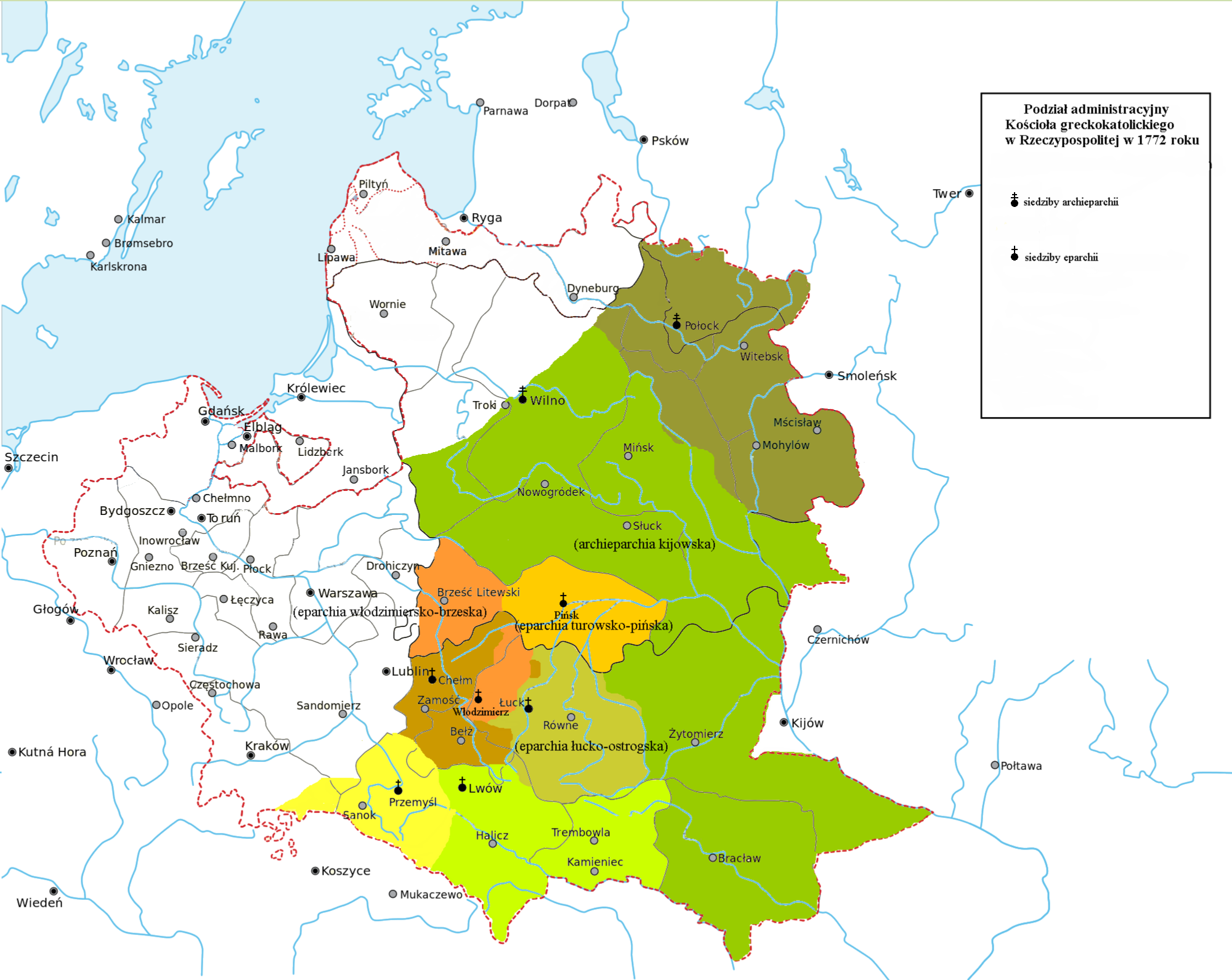
Les provinces de l'Église gréco-catholique en Pologne-Lituanie en 1772.

#### Les juifs

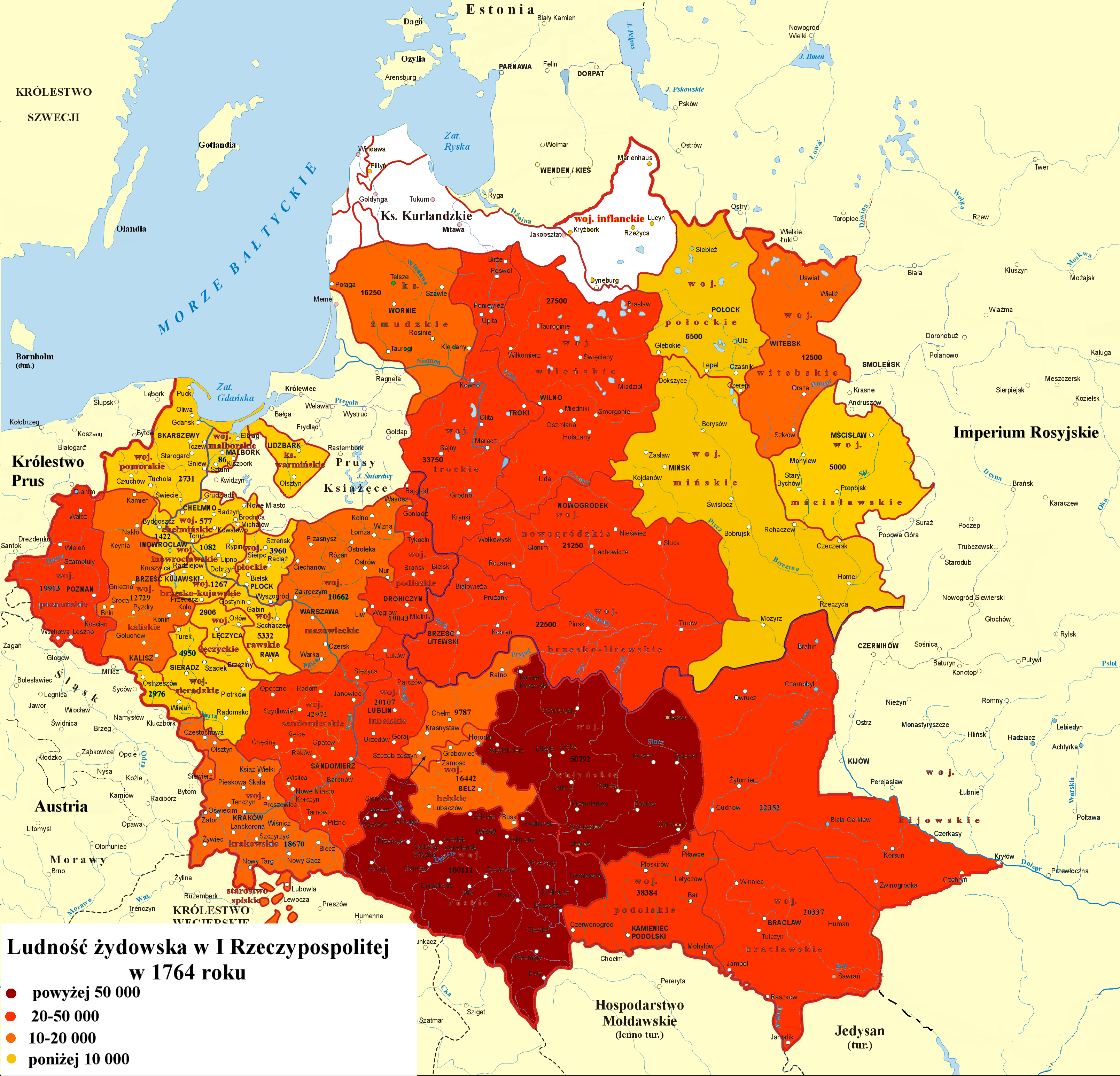
Population juive par voïvodie en 1764.

La République abrite aussi la plus importante communauté juive, qui jouit de la protection royale et des privilèges. Après la mort sans descendance de Sigismond II Auguste, dernier roi de la dynastie Jagellon, les nobles se réunissent à Varsovie en 1573 et signent un document dans lequel les représentants de toutes les grandes religions s’engageaient à une entraide mutuelle et à la tolérance. Les huit ou neuf décennies suivantes, marquées par une prospérité matérielle et une sécurité relative pour les Juifs polonais – comme l’a écrit le professeur Gershon Hundert (en) – voient l’émergence d’« une véritable galaxie de figures intellectuelles brillantes ». Des académies juives sont fondées à Lublin, Cracovie, Brześć, Lwów, Ostróg et dans d’autres villes. La Pologne-Lituanie était le seul pays en Europe où les Juifs cultivaient leurs propres terres agricoles. L’organisme central autonome qui régulait la vie juive en Pologne, du milieu du XVIe siècle au milieu du XVIIIe siècle, était connu sous le nom de Conseil des Quatre Pays. C’est pendant cette période qu’un pasquin moqueur affirmant que la Pologne était « un paradis pour les Juifs » donna naissance à un proverbe qui, après diverses extrapolations, devint : « un paradis pour les nobles, un purgatoire pour les citadins, un enfer pour les paysans, et un paradis pour les Juifs ».

Religions en Pologne-Lituanie en 1573.

Entre 1632 et 1795, un certain nombre d'événements majeurs marquent la vie des communautés juives en Pologne. En 1632, le roi Ladislas IV Vasa interdit la publication de livres antisémites, offrant ainsi une certaine protection aux Juifs. L'année suivante, les Juifs de Poznań obtiennent le droit d’interdire l’accès de leur quartier aux chrétiens. En 1648, la population juive de Pologne atteint 450 000 personnes, soit environ 60 % de la population juive mondiale (estimée à 750 000). Cependant, cette même année marque le début du soulèvement de Bohdan Khmelnytsky, au cours duquel des massacres de la noblesse polonaise (szlachta) et des Juifs entraînent la mort d’environ 65 000 Juifs et un nombre similaire de nobles, la population juive totale diminuant de 100 000 personnes. La Pologne subit également une dévastation générale, perdant environ 40 % de sa population durant le Déluge. Malgré ces pertes, la population juive de Pologne atteint 750 000 personnes en 1750, représentant environ 70 % de la population juive mondiale, alors estimée à 1,2 million. En 1759, un événement remarquable se produit lorsque près de 3 000 partisans de Jacob Frank se convertissent au catholicisme et sont intégrés à la noblesse polonaise, obtenant ses privilèges. Cette époque prend fin avec les trois partages de la Pologne (1772–1795), au cours desquelles les privilèges séculaires des communautés juives sont abolis, marquant un profond changement dans leur statut et leur autonomie.

#### Les protestants

##### La période de la Réforme
Le pays est habitué depuis longue date à une cohabitation du catholicisme, de l'orthodoxie, du judaïsme, de l'islame, et à la Renaissance, beaucoup de familles adoptent la religion réformée. Les doctrines luthériennes gagnent rapidement et deviennent très populaires auprès des bourgeois de souche germanique, en particulier dans les villes de la Prusse royale (Gdańsk, Toruń, Elbląg). Aussi les anciens chevaliers teutoniques se convertissent en masse et leur dernier grand-maître Albrecht von Hohenzollern est obligé de transformer le territoire qui restait encore à l'ordre en un fief séculaire du Royaume de Pologne. Le calvinisme attire surtout la noblesse dont les magnats lituaniens les plus puissants du Royaume. Les Radziwiłł, Sapieha, Wiśniowiecki, Czartoryski passent à la réforme. Le calvinisme polonais connait aussitôt un schisme et donne naissance aux Frères polonais (appelé aussi Ariens Antitrinitaires ou Sociniens).
La république offre également refuge aux frères tchèques, hussites de Bohême, anabaptistes et mennonites des Pays-Bas, schwenfeldiens allemands de Silésie.
Un sixième des paroisses de la république des Deux Nations passent à la Réforme entre 1562 et 1591, et en 1572, les protestants ont déjà une majorité absolue parmi les membres laïques au Sénat.
Le protestantisme exerce une grande influence sur la culture polonaise. En 1563 est publiée la première bible calviniste en polonais (Bible de Brest), en 1610 paraît le catéchisme de Raków. Les réformés et catholiques mènent toute leur controverse en polonais, controverse qui s’effectue dans un climat de tolérance, exceptionnel dans l’Europe du XVIe siècle.
Le progrès de la Réforme en république des Deux Nations aboutit à l'union des confessions protestantes par le Consensus de Sandomierz signé en 1570.

##### La Contre-Réforme
Avec l’enseignement jésuite pendant la Contre-Réforme, l'Église catholique regagne de l'influence. En 1556, le premier collège jésuite a ouvert à Braunsberg (aujourd'hui Braniewo). Plus d'une cinquantaine d'autres ont suivi. Ils doivent leur succès davantage à la qualité de leur enseignement qu'à la piété religieuse. Ces collèges ont servi plus tard de fondations mères aux universités plus tardives de Vilnius, Lwów et Dorpat. Ils ont influencé également l’enseignement orthodoxe. L'Académie de Piotr Mohyla fondée en 1632 à Kiev avait modelé son programme sur un collège jésuite local (à l'époque la ville faisait partie de la Couronne). La tradition de liberté religieuse de la République perdure et cette période est très paisible comparée aux excès de la guerre de Trente Ans qui ravagent alors le reste de l'Europe.
Après l'invasion suédoise de 1655, que le pays a vécu comme une croisade protestante, la noblesse devient presque exclusivement catholique bien que le catholicisme ne soit pas la religion majoritaire du pays (l'Église catholique et Église orthodoxe comptent approximativement chacune 40 % de la population, et les 20 % restants sont de confession juive ou membres de diverses églises protestantes).

#### Les orthodoxes
Dans les territoires de l'Est, la noblesse polonaise ou polonisée dominait une paysannerie dont la grande majorité était biélorusse, ukrainienne et majoritairement orthodoxe. Les principes de liberté religieuse caractéristiques de la Couronne n'y sont pas toujours bien appliqués et violés à de nombreuses reprises par la noblesse à l'égard de leurs sujets chrétiens orthodoxes. Ces derniers sont en effet l'objet de discriminations, les autorités considérant à plusieurs reprises que le seul moyen d'établir une domination de long terme sur les régions majoritairement orthodoxes du pays est l'assimilation par la conversion au catholicisme,.
Ainsi, dans le sillage de l'Union de Lublin, fut conclue en 1596 à Brest l'Union des Églises catholique et orthodoxe de Pologne. L'Église orthodoxe reconnaissait la suprématie du pape, tout en gardant la liturgie orientale et une hiérarchie ecclésiastique séparée (bulle de Clément VIII). L'Union de Brest divisa la communauté chrétienne orientale en uniates et en orthodoxes. (À partir du XVIIIe siècle, les autorités tsaristes eurent une attitude hostile envers les uniates, et l'Église fut formellement interdite. À l'opposé, les uniates qui vivaient en Autriche-Hongrie ou, après la Première Guerre mondiale, en Pologne, ne furent pas inquiétés.)

## L'économie

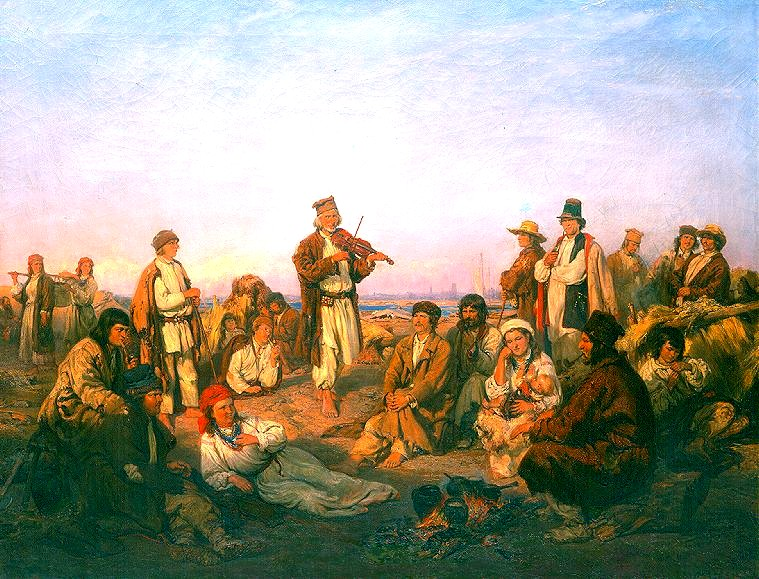
Le Camp des pêcheurs de la Vistule (1858) de.

### Le primat de l'agriculture

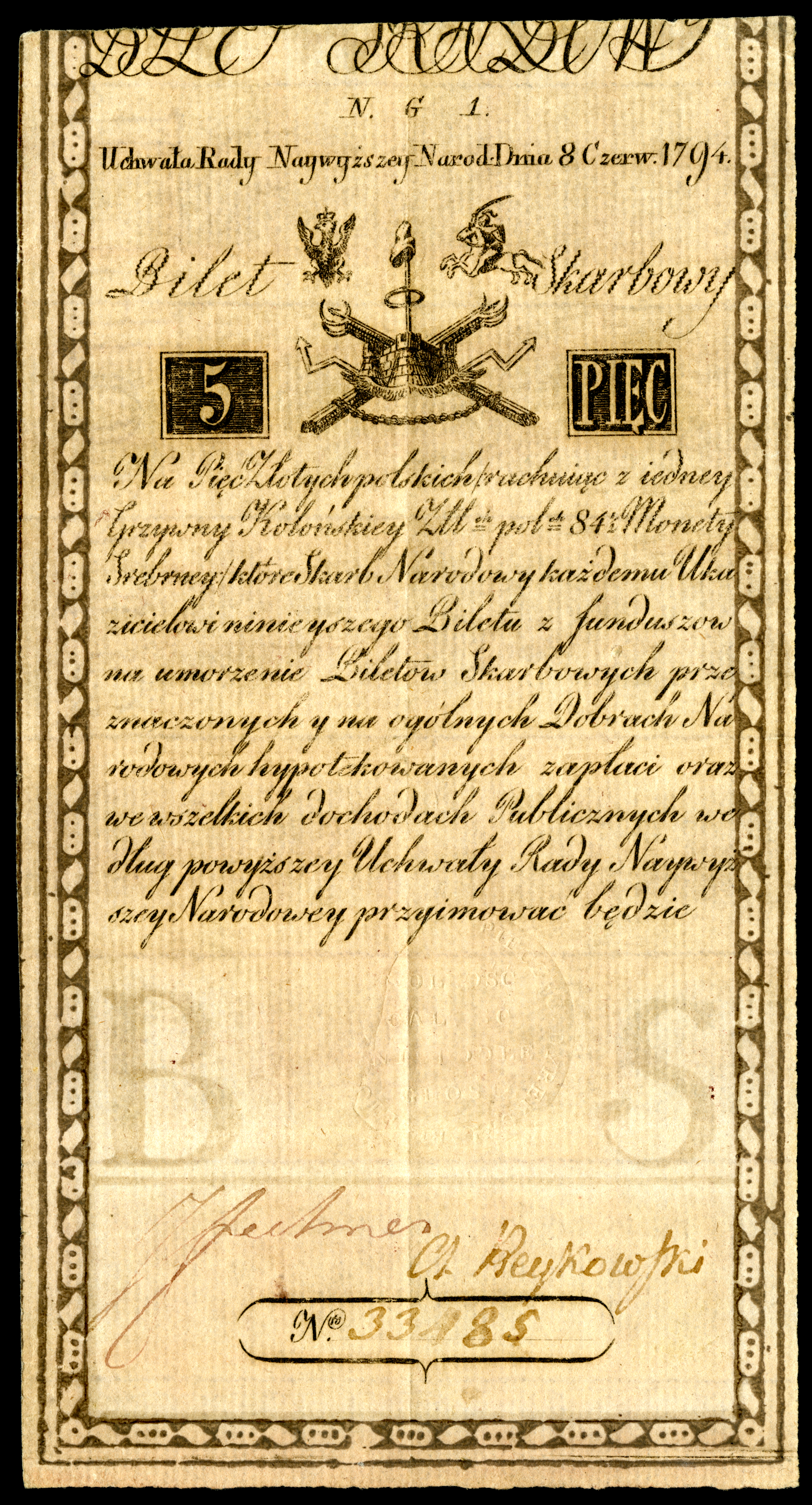
Billet de 5 zlotys de 1794.

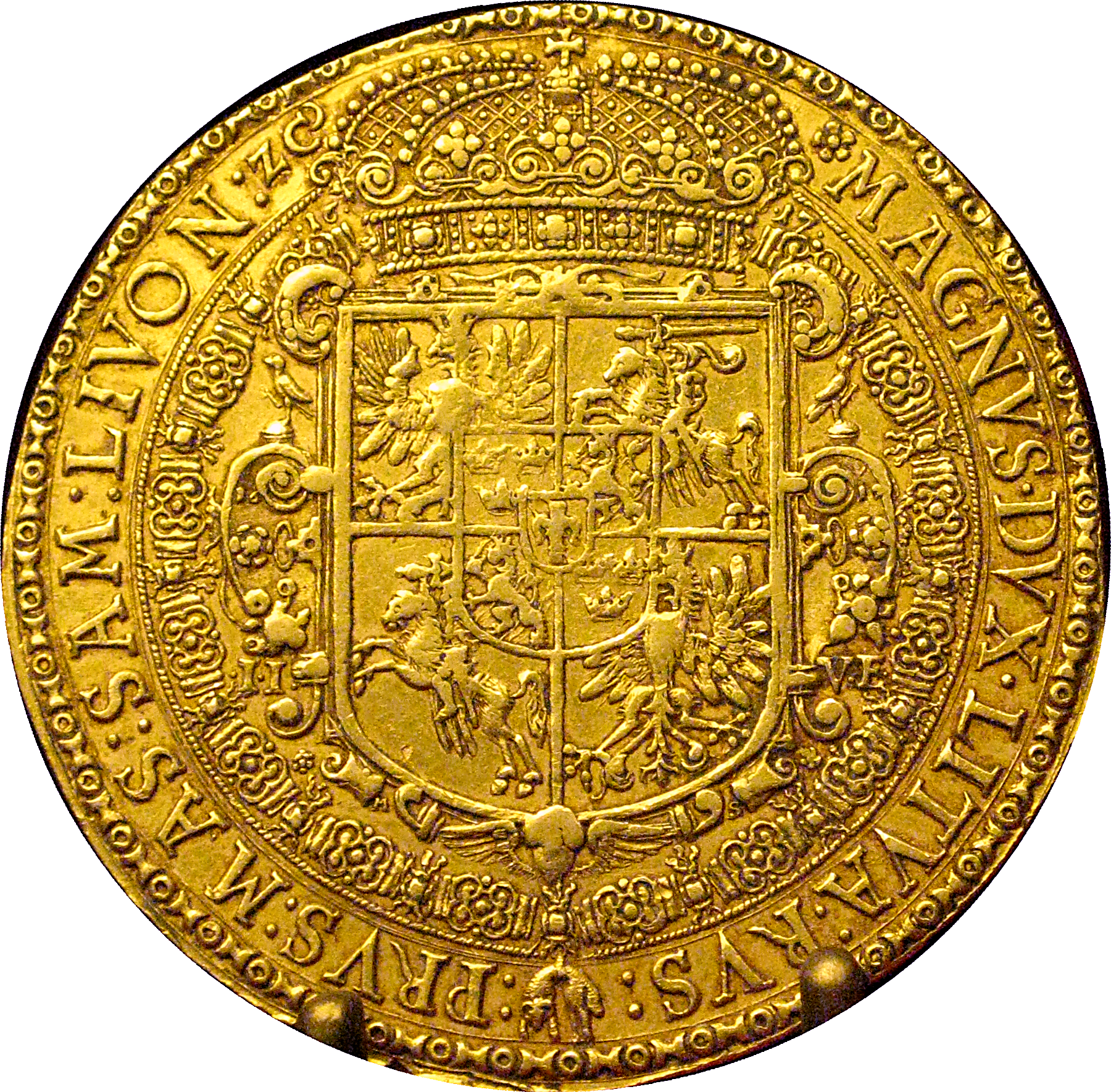
Pièce de 15 ducats de 1617.

L'économie de la république était fondée sur l'agriculture. Typiquement la propriété terrienne d'un noble comprenait une grande ferme exploitée par des serfs, dont le produit était destiné au commerce national et international. Le commerce du grain était particulièrement prospère sur le territoire de la République. Cependant la situation du pays s'est dégradée vers la fin du XVIIe siècle, quand les propriétaires terriens ont cherché à compenser la baisse des prix du grain en augmentant la somme de travail des paysans. Pendant ce temps, l'urbanisation et l'industrie prenaient du retard sur le reste de l'Europe.
Bien que la république ait été le plus grand producteur de grain de l'Europe, elle consommait la majeure partie de sa production. En 1560–1570, la consommation en grain de la Pologne et de la Prusse, était estimée à environ 113 000 tonnes de blé. La production annuelle dans la République, était de 120 000 tonnes, dont 6 % était exporté. Les villes en consommaient environ 19 %, le reste était consommé dans les campagnes. Les exportations satisfaisaient probablement environ 2 % de la demande du grain en Europe de l'Ouest, alimentant 750 000 personnes. Le grain pouvait devenir un enjeu important en période de faibles productions, comme dans les années 1590 à 1620, lorsque les gouvernements de l'Europe méridionale durent en importer de grandes quantités pour couvrir leurs déficits.

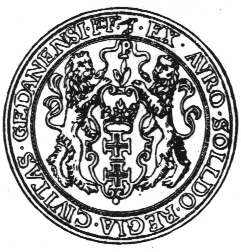
Cité royale de Gdańsk, pièce de 1589.

Le grain était la principale source d'exportation. Les marchands de Gdańsk contrôlaient 80 % du commerce intérieur. Les propriétaires terriens devaient donc leur livrer le grain. Des ports, des greniers, toute une infrastructure, se sont développés sur les berges de la Vistule, des rivières Pilica, Bug, San, Nida, Wieprz, et du Niémen, utilisées pour expédier le grain vers la Baltique. Une fois parvenus à Gdańsk les péniches et les radeaux étaient revendus pour leurs bois.
De Gdańsk, les bateaux transportaient le grain, le plus souvent destiné aux Pays-Bas et à la Flandre, dans les ports d'Anvers et Amsterdam, transportant ainsi de 2 à 10 % de ce commerce maritime. Les autres exportations étaient surtout le bois et les produits dérivés tel que le goudron.
Par la route, le pays exportait des peaux, des fourrures, du chanvre, du coton (surtout de Grande-Pologne) et du lin vers les États allemands du Saint-Empire notamment les villes de Leipzig et Nuremberg. Des grands troupeaux (d'environ 50 000 têtes) de bétail transitaient vers le sud par la Silésie.
La République importait des épices, des denrées de luxe, des vêtements, du poisson de la bière et des produits industriels comme le métal et les outils. Des navires fluviaux apportaient à Gdańsk du vin et des fruits. Entre le XVIe siècle et le XVIIe siècle, la balance commerciale de la République est passée du positif au négatif.
À l'époque des grandes découvertes, beaucoup d'échanges commerciaux comme le commerce de l'ambre de la Baltique contre les épices et les soieries du monde ottoman venues par la mer Noire, ont perdu de l'importance. Les caravanes qui traversaient le pays pour aller de l'Europe vers l'Asie, empruntèrent d'autres routes, pendant que des nouveaux échanges se créaient entre la République et la Russie. Mais malgré des améliorations dans l'échange de technologies, la République est restée un lien important entre l'Occident et l'Orient, et beaucoup d'articles et objets culturels sont passés d'une région à un autre via la République. Par exemple, les tapis persans importés à travers la République sont connus maintenant, à l'ouest, comme « tapis polonais ». Aussi, le prix des épices de l'Est était, en Pologne, souvent plus bas que dans les ports de l'Ouest, ce qui a permis le développement d'une cuisine polonaise spécifique, mélange d'influences d'Occident et d'Orient.
La monnaie de la république était le złoty et le grosz. La ville de Gdańsk avait le privilège de battre sa propre monnaie.

### L’économie rurale
L’économie rurale est dominée par la grande propriété entre les mains du roi, de l’Église et de la noblesse des magnats. Les villes ne possèdent que des biens-fonds insignifiants, car la bourgeoisie a perdu le droit d’acquérir des terres au début du XVIe siècle pour ne le retrouver qu’au XVIIIe siècle. Une partie du sol appartient à la petite noblesse (szlachta) qui l’exploite en petites propriétés. Les grands domaines réunissant des dizaines, voire des centaines de villages se trouvent à l’est, tandis qu’en Grande-Pologne ils sont réduits à un seul village.
On assiste à un mouvement d’émiettement des domaines par héritage ou endettement, mais le mouvement inverse de concentration l’emporte par les largesses du roi ou l’enrichissement de certains. Ainsi, dans le district de Puławy, près de Lublin, le nombre des propriétaires de plus de 500 manses (unité répondant aux besoins d’une famille), qui est de 13 % au XVe siècle, passe à 30 % au milieu du XVIIe siècle pour atteindre 42 % au XVIIIe siècle. Une partie des grands domaines forme une réserve seigneuriale (folwarki) exploitée par les corvées des paysans. Une partie importante de la population paysanne est employée directement par les nobles pour leur service.
Les cultures se développent, surtout en Lituanie, au détriment des pâturages. L’assolement triennal se généralise, mais la jachère subsiste sur environ la moitié des terres. La culture du blé progresse considérablement et il devient dans l’ouest un produit d’exportation. L’élevage est important : chevaux pour l’armée ou les transports, bovins pour les labours, et non pour la viande, qui reste rare sur la table du paysan.

### Le problème du servage
Les guerres du XVIIe siècle, en ruinant les paysans, font diminuer la superficie des tenures. Les grands propriétaires ont racheté les terres des laboureurs, qui sont remplacés par des « closiers », salariés. La population rurale se prolétarise, notamment dans les régions de Chełm, de Lwów et de Sanok, où les paysans sont obligés de travailler sur la réserve du seigneur pour survivre. Le servage atteint son point culminant dans la première moitié du XVIIIe siècle.
Trois éléments le caractérisent : l’attachement à la glèbe (servitude personnelle), la limitation des droits sur la terre et l’obligation de corvées sur la réserve du seigneur et la limitation des droits judiciaires (le seigneur a autorité pour juger les serfs). La réserve seigneuriale, exploitée par la corvée des serfs et des salariés, se développe en Podolie en raison des débouchés sur la mer Noire par le Dniestr et le Boug méridional mais est très limitée dans les régions montagneuses des Carpates.
La corvée s’lourdit au cours du XVIIe siècle en passant de 26 jours à 312 jours par an pour certaines exploitations. Dans ce cas, les serfs se cotisent pour payer un homme spécialement prévu pour ce travail. Au XVIIIe siècle, des réformes remplacent, dans certains villages lituaniennes, la corvée, jugée peu productive, par des redevances en argent, ce qui permet de développer le travail rémunéré d’ouvriers agricoles. En même temps, on morcelle la réserve, donnée en jouissance moyennant un tiers de la récolte.

### Les villes
Les villes connaissent une période de prospérité au XVIe siècle qui décline lors des guerres du siècle suivant. Les inégalités s’accentuent entre le patriciat des riches commerçants et le peuple, composé de domestiques, de manœuvres et de mendiants. Le nombre des nobles augmente en ville.
La période est marquée par des conflits entre le patriciat et la plèbe pour des questions d’impôts ou de pouvoir public. Les maîtres du conseil souhaitent allonger au maximum les mandats électifs, tandis que les artisans veulent une rotation rapide.
De façon générale, la population urbaine de la république des Deux Nations était faible comparée à celle de l'Europe occidentale. Les chiffres exacts varient en fonction des méthodes de calcul. Selon une source, la population urbaine représentait environ 20 % de la population totale au XVIIIe siècle, contre environ 50 % aux Pays-Bas et en Italie. Une autre source avance des chiffres bien plus faibles : entre 4 et 8 % de population urbaine en Pologne, contre 34 à 39 % aux Pays-Bas et 22 à 23 % en Italie. L'orientation agricole de la république, conjuguée à la position privilégiée de la noblesse par rapport à la bourgeoisie, a entraîné un processus d'urbanisation relativement lent et, par conséquent, un développement limité des industries.

## Armées

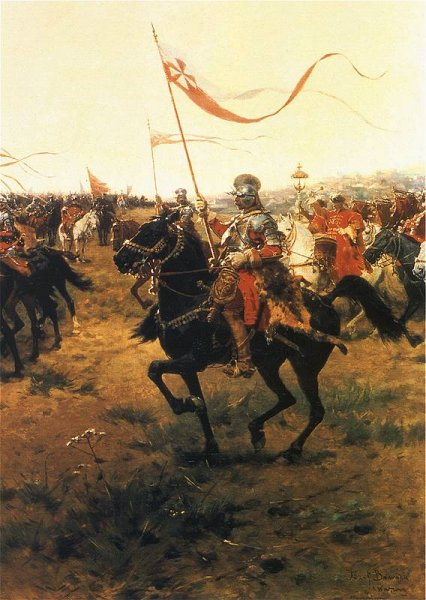
Hussard de la République par Józef Brandt.

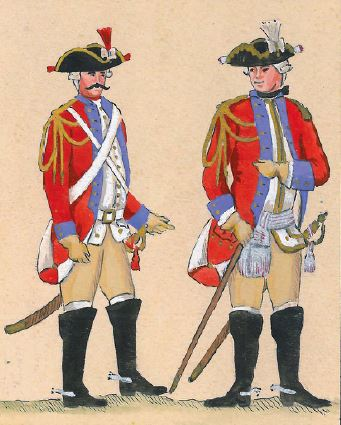
des dragons, vers 1773.

Les armées de la République étaient commandées par deux grands hetmans. Elles étaient issues de la fusion des armées du Royaume de Pologne et du Grand-Duché de Lituanie, bien que chaque État ait conservé son contrôle sur sa propre armée. Les forces armées unifiées comprenaient ainsi l'armée de la Couronne (armia koronna), recrutée en Pologne, et l'armée lituanienne (armia litewska), mobilisée dans le Grand-Duché. Les monarques ne pouvaient pas déclarer la guerre ou convoquer une armée sans le consentement du parlement de la Diète ou du Sénat.
La formation la plus prestigieuse des deux armées était la cavalerie lourde des XVIe et XVIIe siècles, et notamment les fameux hussards ailés (husaria), tandis que les gardes royaux polonais et les gardes lituaniens représentaient l'élite de l'infanterie ; les régiments étaient supervisés par le roi et sa famille. En 1788, le Grand Sejm approuva des réformes radicales et définissait les futures structures de l'armée ; l'armée de la Couronne devait être divisée en quatre divisions, avec dix-sept régiments d'infanterie de campagne et huit brigades de cavalerie, à l'exclusion des unités spéciales ; l'armée lituanienne devait être subdivisée en deux divisions, huit régiments de campagne et deux brigades de cavalerie, à l'exclusion des unités spéciales. Eût-elle été mise en œuvre, cette réforme aurait introduit une armée de près de 100000 hommes.
Les formations de mercenaires (wojsko najemne), courantes en Europe occidentale, n'ont jamais gagné en popularité en Pologne, même si les mercenaires étrangers formaient une part importante des unités d'infanterie d'élite, du moins jusqu'au début du XVIIe siècle.

### Composition et unités typiques
Les armées de la République comprenaient :
- Wojsko kwarciane : unités régulières dont les salaires étaient payés par des impôts, elle faisait suite à l'Obrona potoczna ;
- Wojsko komputowe : unités semi régulières créées pour la durée de la guerre (en 1652 ces unités furent incorporées avec les wojsko kwarciane dans une nouvelle armée permanente) ;
- Pospolite ruszenie : levée en masse de la szlachta ;
- Piechota łanowa et piechota wybraniecka : unités de paysans recrutés ;
- Cosaques enregistrés : troupes formées par des cosaques, utilisées surtout à l’infanterie, rarement à la cavalerie (avec des tabors) recrutés jusqu'en 1699 ;
- Garde royale (en) : petite unité, initialement créée pour escorter les monarques et les membres de leur famille ;
- Mercenaires : comme avec la plupart des autres armées, engagés pour compléter les unités régulières, comprenant entre autres :
  - l'infanterie allemande,
  - l'infanterie hongroise ;
- Armée d'entail, fournie par les magnats pour la défense de la République ;
- Armées privées : en temps de paix, petits régiments composés d'une centaine d'hommes, payés et équipés par les magnats ou les villes. En temps de guerre, leurs unités ont été portées à un millier d’hommes, payés par l'État.

Quelques unités incluaient :
- des hussards : cavalerie lourde armée de lances. Leur charge était extrêmement efficace jusqu'aux progrès des armes à feu vers la fin du XVIIe siècle et de la puissance de l'infanterie ;
- des pancerni : cavalerie, armée de sabres ou plus tard de pistolets. C'était la deuxième plus importante unité de cavalerie ;
- des « Cosaques » : nom générique des chevaux-légers, même si ces cavaliers n'étaient pas tous d'origine cosaque. Ils constituaient des troupes rapides et manœuvrables, à l'instar des unités de cavalerie orientales de l'Empire ottoman, mais manquaient de puissance de feu en comparaison avec la cavalerie européenne (la cavalerie suédoise, par exemple, était armée de pistolets) ;
- le tabor : unité chargée de l'approvisionnement des armées.

La Marine de la République était réduite et a joué un rôle relativement mineur dans l'histoire de la République.

## Héritage
Le Duché de Varsovie, fondé en 1807 par Napoléon Bonaparte, tire en partie son origine de la République des Deux Nations. D'autres mouvements de renaissance sont apparus pendant l'Insurrection de Novembre (1830-1831), l'Insurrection de Janvier (1863-1864), et dans les années 1920 avec la tentative avortée de Józef Piłsudski de créer une fédération Międzymorze (« Entre les mers ») dirigée par la Pologne. Selon le projet du général, cette fédération aurait dû s'étendre de la Finlande au nord jusqu’aux Balkans au sud.
La République de Pologne actuelle se considère comme l'héritière de la République des Deux Nations. La République de Lituanie, rétablie à la fin de la Première Guerre mondiale, a reconnu la participation de l'État lituanien dans l'ancienne Confédération, tout en soulignant un processus de polonisation et d'effacement partiel de l'identité lituanienne auquel elle avait dû faire face,,. Toutefois, une réévaluation historiographique de cette période est en cours.